# Британская антарктическая экспедиция (1901—1904)
Брита́нская национа́льная антаркти́ческая экспеди́ция 1901—1904 годов (англ. British National Antarctic Expedition, 1901–04), также известная как экспеди́ция на «Диска́вери» (англ. Discovery Expedition) — вторая по счёту британская экспедиция в Антарктиду, организованная после более чем 60-летнего перерыва. Её целью было комплексное исследование тогда почти совершенно неизвестного континента Земли. Экспедиционное судно — барк «Дискавери» — было первым из специально построенных для британских научно-исследовательских миссий кораблей. В ходе экспедиции был обследован берег Антарктиды в море Росса от мыса Адэр до Китовой бухты. Британской командой были получены обширные научные данные в области физической географии, биологии, геологии, метеорологии, земного магнетизма. Были открыты антарктические оазисы, а также колонии пингвинов на мысе Крозье. В ходе санного похода была достигнута точка 82°11′ ю. ш.
Главным организатором и пропагандистом экспедиции стал президент Королевского географического общества сэр Клементс Маркэм, который занимался этой работой с 1893 года и добился того, что 50 % её бюджета взяло на себя государство. Начальником экспедиции по его протекции был назначен военный моряк Роберт Скотт. В команду вошли ставшие в будущем известными исследователи Антарктики, такие как Эрнест Генри Шеклтон, Эдвард Адриан Уилсон и Фрэнк Уайлд. Единственными участниками экспедиции, имевшими полярный опыт, были второй помощник Альберт Армитедж, врач Реджинальд Кётлиц, участвовавшие в исследовании Земли Франца-Иосифа и физик Луис Бернакки, вошедший в состав экспедиции в последний момент, и единственный из всех бывавший ранее в Антарктиде. Однако им не удалось найти общего языка с Робертом Скоттом и передать ему свой опыт.
Экспедиция на «Дискавери» явилась важной вехой в истории британского проникновения в Антарктику, однако продемонстрировала неспособность военных моряков использовать опыт и достижения норвежских исследователей: англичане проигнорировали необходимость использования лыж и ездовых собак.
Непосредственным продолжением путешествия на «Дискавери» стали экспедиция Шеклтона на «Нимроде» в 1907—1908 годах (он не дошёл до Южного полюса 180 км) и вторая экспедиция Скотта 1911—1913 годов (на барке «Терра Нова»), в ходе которой английская команда достигла Южного полюса и погибла в полном составе на обратном пути в марте 1912 года.

## Предыстория
Первым исследователем, который зашёл в Южный океан далее 50° ю. ш., был Джеймс Кук. В ходе своего второго кругосветного плавания 1772—1774 годов он подошёл близко к кромке пакового льда. 17 января 1773 года Кук впервые в истории мореплавания пересёк Южный полярный круг, но, достигнув 67°15′ ю. ш., столкнулся с непреодолимыми льдами. В январе 1774 года Кук достиг 71°10′ ю. ш., но и здесь был остановлен паковыми льдами. Он не отрицал существования Южного материка, но полагал его недоступным для мореплавателей:

«…Бо́льшая часть южного материка (если предположить, что он существует) должна лежать в пределах полярной области выше южного полярного круга, а там море так густо усеяно льдами, что доступ к земле становится невозможным. Риск, связанный с плаваньем в этих необследованных и покрытых льдами морях в поисках южного материка настолько велик, что я смело могу сказать, что ни один человек никогда не решится проникнуть на юг дальше, чем это удалось мне. Земли, что могут находиться на юге, никогда не будут исследованы».
Это мнение было опровергнуто исследователями следующего поколения. В географической науке XXI века считается, что в период 1819—1821 годов Антарктида была одновременно открыта тремя мореплавателями из России, Великобритании и США: Фаддеем Беллинсгаузеном, Эдвардом Брансфилдом и Натаниэлем Палмером. Т. Бомэн заметил, что это выглядит весьма символично, учитывая международный статус Антарктиды. Кроме того, Беллинсгаузен встречался с Палмером на Южных Шетландских островах и даже приглашал его к себе в гости на борт шлюпа «Восток».

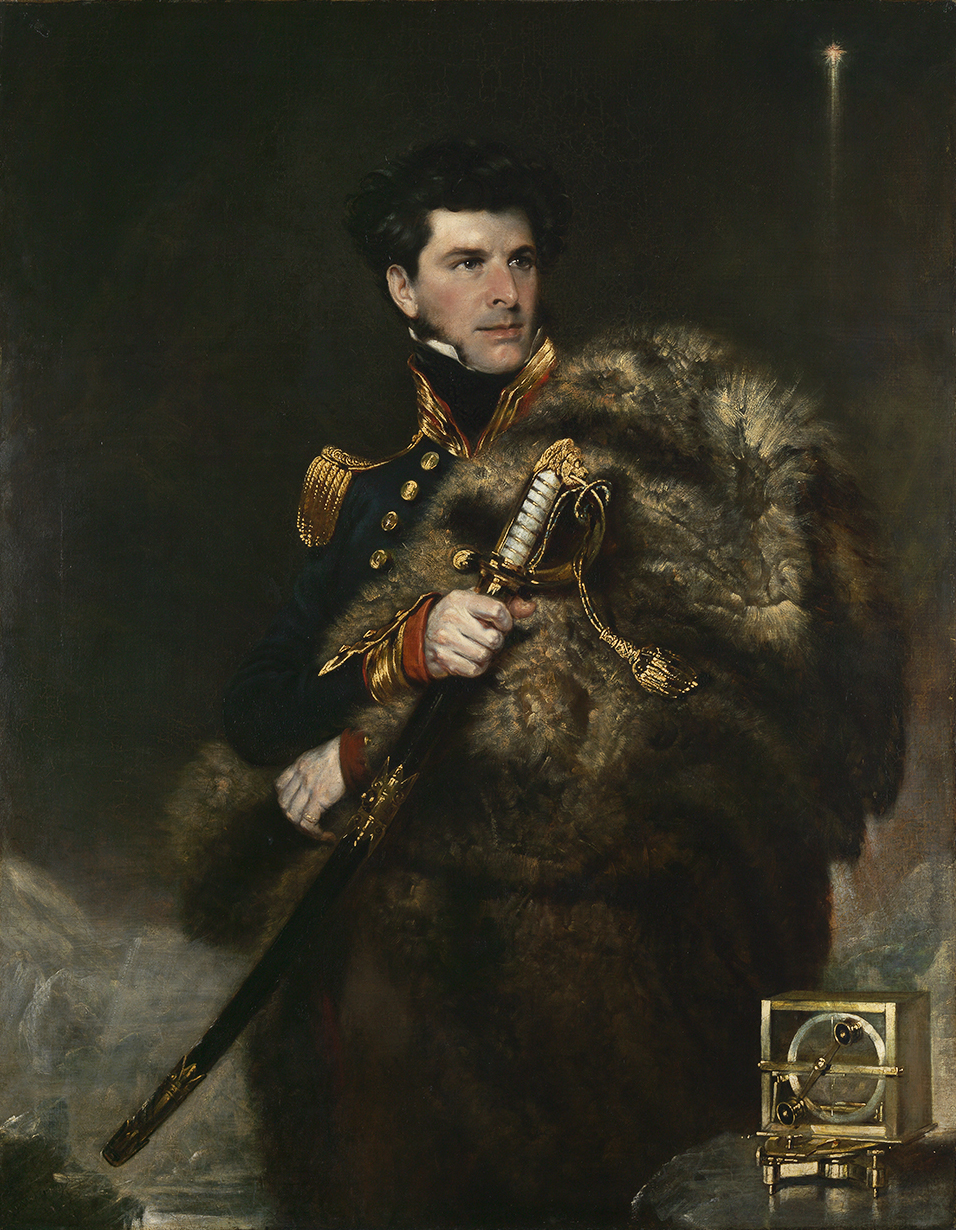
Парадный портрет Джеймса Росса

Первая британская экспедиция в этих широтах проходила в 1839—1843 годах под началом сэра Дж. Росса, чьей целью был Южный магнитный полюс Земли. Экспедиция продвигалась на кораблях «Эребус» и «Террор». Росс неожиданно для себя открыл неизвестное море, тянувшееся на 500 миль к югу, и 11 января 1841 года его взору открылись горы Сабин и мыс Адэр (на Земле Виктории). Главными открытиями Росса стали море Росса, шельфовый ледник Росса и пролив Мак-Мердо. На острове, позднее названном его именем, были обнаружены вулканы, названные в честь кораблей Эребусом и Террором. В феврале 1842 года ему удалось достигнуть 78°10′ ю. ш. и довольно точно определить тогдашнее положение магнитного полюса. Открытый им район стал полем деятельности последующих британских экспедиций. Однако на родине Росса ждал холодный приём, и потребовалось более 60 лет, чтобы люди вновь отправились в исследованные им земли.
Только в январе 1895 года норвежские китобои вновь высадились на мысе Адэр. В феврале 1899 года Карстен Борхгревинк в составе британо-норвежской экспедиции на судне «Южный крест» высадился на мысе Адэр, где зазимовал — это была первая зимовка в Антарктиде. Южным летом 1899—1900 года он отправился на ледник и достиг 78°45' ю. ш. Геолог Реймонд Пристли, обследовавший его зимовье в 1911 году, писал, что нашёл там громадное количество боеприпасов, поскольку никто не мог знать, какие опасные существа водятся на совершенно неисследованном побережье.
Летом 1895 года в Лондоне состоялся VI Всемирный географический конгресс, проведённый по инициативе председателя Королевского географического общества сэра Клементса Маркэма. На конгрессе особо был рассмотрен вопрос об исследовании южнополярных регионов как последнего неисследованного уголка земного шара. 1 августа 1895 года на заседании конгресса появился Карстен Борхгревинк, но его сообщения были крайне негативно встречены большинством собравшихся. Впрочем, в своей резолюции конгресс согласился с его выводами, что лучшей первоначальной базой для разведки внутренних районов Антарктиды является мыс Адэр. Там же говорилось:

Исследование Антарктики является важнейшим из всех ещё не проводившихся географических исследований, ведь оно дополнит новыми знаниями почти все отрасли науки. Конгресс рекомендует научным обществам во всём мире призывать к осуществлению этой работы ещё до конца века тем путём, который покажется им наиболее эффективным.

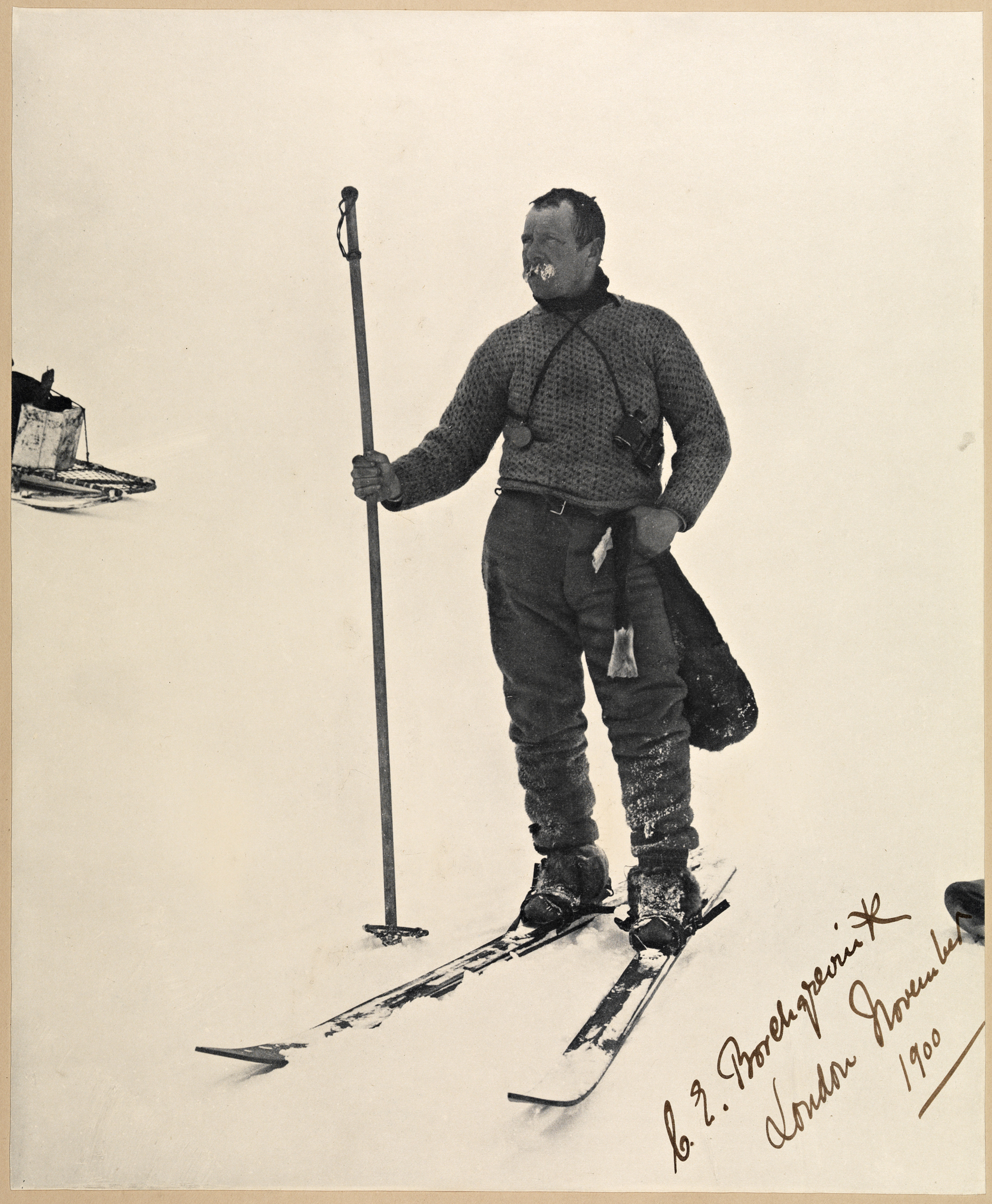
Карстен Борхгревинк во время зимовки в Антарктиде в 1900 году

Тем не менее поставленная цель так и не была осуществлена. Антарктида оставалась наименее изученным континентом: путешественники XIX века обследовали не более 13 % побережья (считаемого по современной карте), а на карту было нанесено не более 360 миль земель, обследованных Джеймсом Россом в секторе моря его имени.
К началу XX века в мире заметно оживился интерес к антарктическим регионам. Причину этого Э. Черри-Гаррард описывал так:

«В воздухе витала мысль о том, что материк такой величины… может оказывать решающее влияние на изменения погоды во всём Южном полушарии. <…> Район вокруг Южного магнитного полюса представлялся щедрой нивой для проведения экспериментов и наблюдений. История этой земли… имела бесспорный интерес для геологической истории всего земного шара, а изучение образования суши и поведения льда могло сказать специалисту по физической географии больше, чем исследования в любом другом районе мира, — в Антарктике он мог наблюдать ежедневные и даже ежечасные изменения, которые, как ему известно, в эпоху оледенения происходили во всём мире…».
В 1901 году практически одновременно стартовало несколько экспедиций. Германская экспедиция Эриха фон Дригальского направилась в сектор Антарктики, примыкающий к Индийскому океану. Отто Норденшёльд возглавил шведскую экспедицию, целью которой была Земля Грейама, а французская экспедиция Жана-Батиста Шарко намеревалась исследовать Антарктический полуостров. Наконец, шотландский исследователь Уильям Спирс Брюс направился с экспедицией в море Уэдделла.

## Замыслы, цели и задачи

### Первоначальный проект

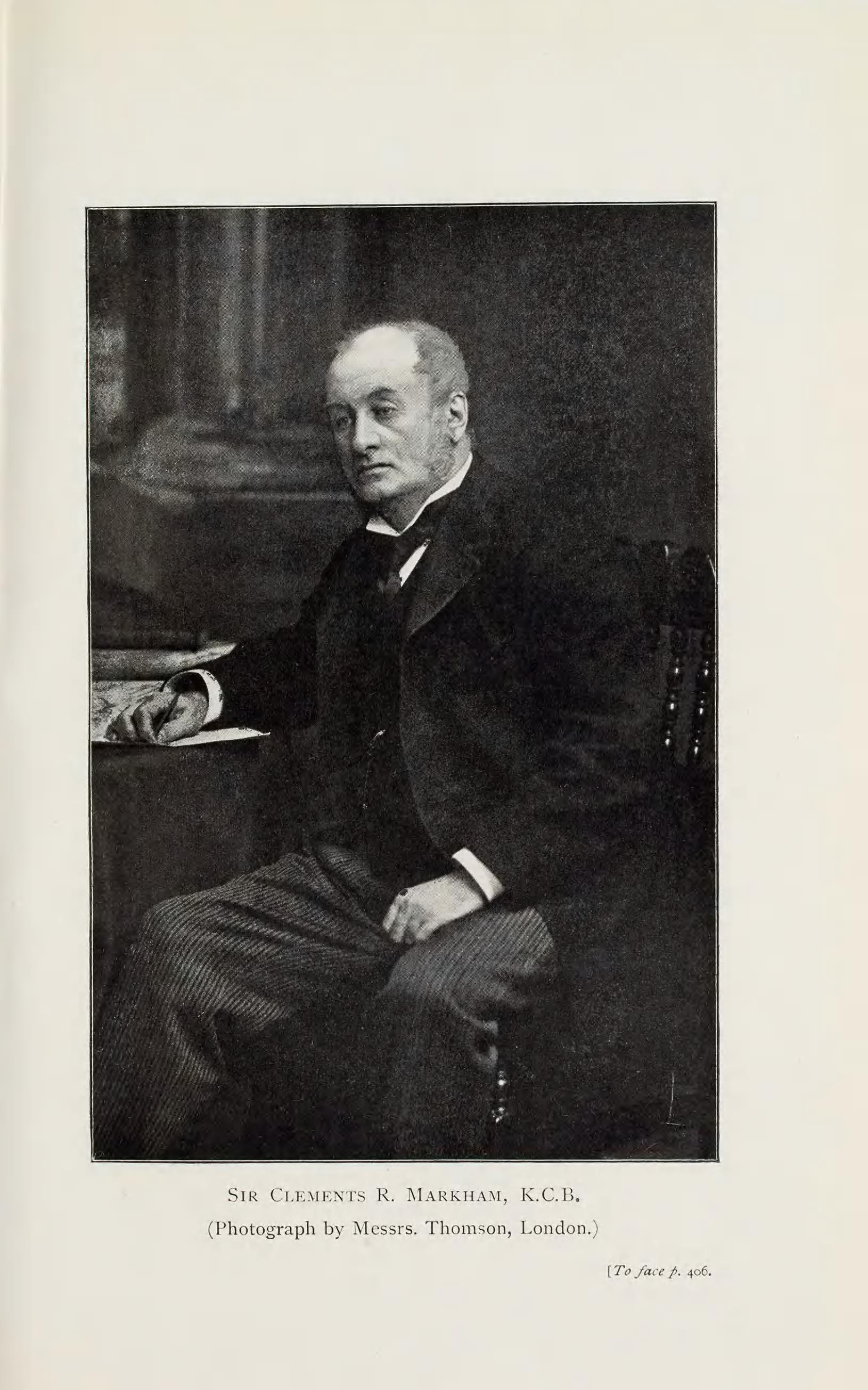
Портрет Маркэма из книги «The Siege of the South Pole: The Story of Antarctic Exploration», 1905

В январском номере The Geographical Journal за 1894 год сэр Джон Мюррей, биолог в кругосветной экспедиции на «Челленджере», опубликовал статью «Возрождение исследований Антарктики» (англ. The Renewal of Antarctic Exploration), в которой призывал организовать национальную экспедицию в предельные южные широты. Ранее, в своём адресе Королевскому географическому обществу (КГО) от 27 ноября 1893 года Дж. Мюррей напоминал, что все географические открытия совершались «коммерчески мыслящими морскими народами», и риторически вопрошал, следует ли британцам поддерживать своё морское могущество или быть вытесненными конкурентами. Далее Мюррей описал программу предполагаемой экспедиции:
- определение природы и протяжённости побережья Антарктического континента;
- исследования внутри материка, определение глубины и характера ледникового покрова;
- исследование геологического строения формаций, выступающих из-подо льда;
- круглогодичные исследования температуры океанской воды на разных глубинах;
- исследования придонных отложений и морских организмов;
- гравиметрические исследования.

Мюррей настаивал, что эта экспедиция должна быть выполнена Королевским военно-морским флотом. Его выступление было поддержано герцогом Аргайлом, в то время президентом Шотландского географического общества, который заявил, что Антарктика даст иное понимание природы Арктики, и вообще призвал соотечественников принять вызов. Результатом стало основание в КГО Антарктического комитета (англ. Antarctic committee). Комитет в 1894 году, ссылаясь на авторитет Георга Ноймайера, вынес на первое место магнитные исследования и достижение Южного магнитного полюса.

### Лобби Маркэма
Инициатором британской экспедиции в Антарктиду стал секретарь, а позднее — президент КГО сэр Клементс Маркэм, участник экспедиции по поиску Франклина. После гибели экспедиции Франклина 1845 года и неудачной попытки Нэрса достигнуть Северного полюса в 1876 году британское общественное мнение было направлено против полярных экспедиций, считая их чрезмерно опасными. Успех норвежской экспедиции Ф. Нансена привёл к осознанию, что Великобритания как ведущая морская держава может утерять первенство в освоении полярных стран. Раздражение Маркэма вызывал тот факт, что в 1890-е годы ведущие спонсоры, заинтересованные в пропаганде полярных экспедиций в средствах массовой информации, — Джордж Ньюнс и Альфред Хармсворт — предпочли инвестироваться в исследования Борхгревинка и Фредерика Джексона. Поэтому Маркэм ухватился за предварительный план, разработанный Антарктическим комитетом в 1894 году: предполагалась трёхлетняя экспедиция на двух кораблях.

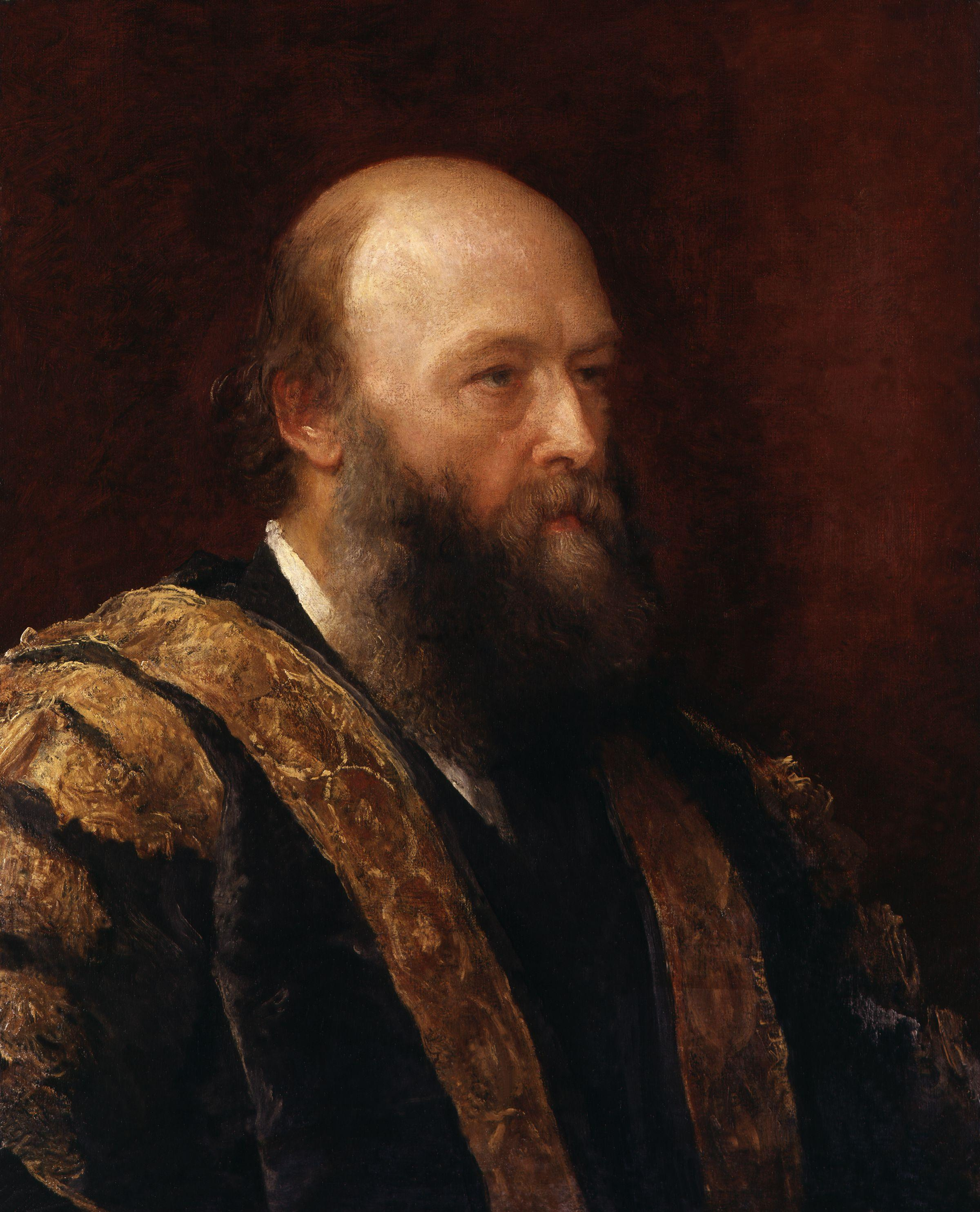
Джордж Фредерик Уоттс. Портрет лорда Солсбери. 1882, холст, масло, 64,8 × 52,1 см. Национальная портретная галерея

20 февраля 1894 года Маркэм от имени КГО отправил официальное письмо Королевскому обществу с приложением доклада Специального комитета Королевского географического общества по исследованию Антарктики и статьи Мюррея. В письме содержалась просьба «взять на себя инициативу в обращении к правительству по этому вопросу». Совет Королевского общества назначил специальный комитет для рассмотрения этой инициативы под началом сэра Дж. Д. Гукера. Официальный ответ был получен в ноябре 1894 года, причём секретарь Королевского общества Майкл Фостер особо отмечал, что «существуют веские причины для немедленного проведения такой экспедиции». Правительство почти не проявило интереса, как и Адмиралтейство. Весь 1895 год Маркэм пытался скоординировать все существующие в Британии научные организации, однако привлечь средства ему не удалось, а Первый морской лорд Джордж Иоахим Гошен вообще отказался с ним встречаться. В 1896 году Антарктический комитет КГО констатировал, что для экспедиции настало «неподходящее время». В апреле 1897 года Совет КГО неожиданно перечислил 5000 фунтов стерлингов (549 000 в ценах 2018 года) в фонд экспедиции — большую сумму, учитывая малый бюджет Общества. В октябре того же года Маркэм официально обратился к премьер-министру лорду Солсбери, напоминая ему, что ранее лорд состоял главой Ассоциации содействия развитию науки, которая в 1894 году поддержала проект экспедиции. Кроме того, Маркэм ссылался на подготовку антарктической экспедиции в Германии и отправку Бельгийской антарктической экспедиции. Премьер-министр ответил формальным письмом, в котором выразил сожаление по поводу своей неспособности удовлетворить просьбу. В конце года Альфред Хармсворт неожиданно прислал 5000 фунтов, что с учётом предыдущего гранта Совета КГО и нескольких пожертвований составило общую сумму в 12 000 фунтов стерлингов (1 318 000 в ценах 2018 года), которых было недостаточно для начала работ.

### Берлинский географический конгресс. Стратегия экспедиции
В 1898 году Маркэм опубликовал памфлет «Исследование Антарктики. Призыв к организации национальной экспедиции». Автор жёстко критиковал британское правительство и указывал, что географическими открытиями должен заниматься Королевский военно-морской флот. К следующему, 1899 году удалось собрать не более 14 000 фунтов (1 498 000 в ценах 2018 года). В этих условиях Маркэм принял решение обратиться к европейскому научному сообществу, чтобы оказать давление на британских политиков. На VII Всемирном географическом конгрессе в Берлине в 1899 году Маркэм в своём докладе напоминал, что до сего времени только одна специально подготовленная экспедиция «по-настоящему» побывала в Антарктике — сэра Джеймса Росса. Докладчик предложил разделить Антарктику на четыре сектора — королевы Виктории и трёх британских мореплавателей — Росса, Эндерби и Уэдделла, каждый из секторов требовал отдельной исследовательской программы. На конгрессе же Маркэм заявил:

Собаки полезны, когда они хорошо питаются; [они лучше всего подходят] эскимосам на гладком льду побережья Гренландии и сибирякам с их тяжёлыми снегами. Они также могут использоваться для коротких экскурсий по гладкому льду в арктических путешествиях. Для настоящей полярной работы они хуже, чем бесполезны, и их использование — это ужасная жестокость.
Президент КГО имел в виду то, что Роберт Пири и Фритьоф Нансен использовали ездовых собак не только как транспортное средство, но и как корм их собратьям и людям — участникам экспедиции. Он также был противником лыж и утверждал, что доблестные британские моряки смогут обойтись «без всяких новомодных ухищрений». Нансен, также участник конгресса, оппонировал ему:

Я пробовал работать в экспедициях и с собаками, и без них. В Гренландии у меня собак не было, затем в Арктике я их использовал и понял, что с ними идти легче… Согласен, что использовать собак жестоко, но так же жестоко перегружать работой людей. Убивать собак тоже жестоко. Но дома мы тоже убиваем животных….
Маркэма подобные доводы (кроме Нансена, ему возражали Роберт Пири и Фредерик Кук) нисколько не убедили. Он заявил, что группа британских моряков, впряжённых в сани, смогут дойти от пролива Мак-Мердо до магнитного полюса и обратно «без изнурения собак переутомлением и голодом и без убийств» за три месяца. Роланд Хантфорд охарактеризовал это как «преступную глупость», но также отмечал, что «один из аспектов английского романтического движения заключался в уравнивании страдания и достижения. Добродетель состояла в том, чтобы всё сделать самым трудным способом».
Последующая успешная зимовка Борхгревинка в Антарктиде вызвала у Маркэма сильнейшее раздражение, и, как оказалось, его предубеждение роковым образом сказалось на снаряжении и планировании последующих британских полярных экспедиций. Например, Маркэм категорически отвергал все норвежские методы выживания и передвижения в полярной природе (на том основании, что экспедиция на «Южном Кресте» была британской только по названию). Таким образом, британцы игнорировали необходимость использования лыж, нарт и ездовых собак и полезность одежды и методов выживания коренных народов, таких как саами и эскимосы.

### Объединённый комитет и финансирование. Вопрос о начальнике экспедиции

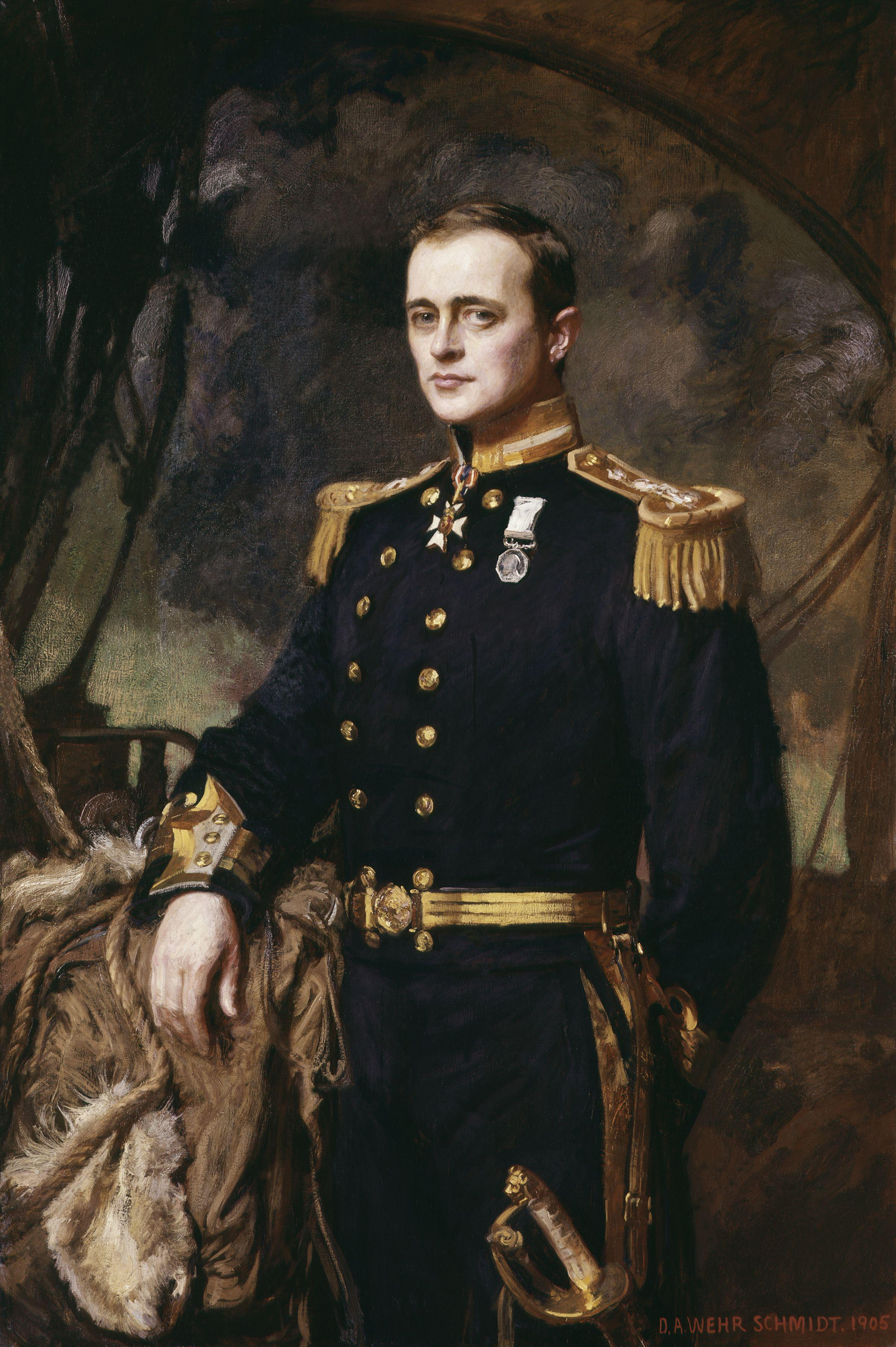
Портрет Роберта Скотта кисти Дэниела Вершмидта

Для успешной реализации экспедиции Маркэм заложил бюджет в 100 000 фунтов стерлингов (10 700 000 в ценах 2018 года), причём в эту сумму входило и строительство экспедиционного судна. В марте 1899 года, когда тема Антарктики стала широко освещаться прессой, лорд Ллевеллин Лонгстафф отправил Маркэму чек на 25 000 фунтов (2 675 000) как средство поставить подготовку экспедиции на практическую основу. Этот широко разрекламированный шаг вынудил правительство 3 июля 1899 года обещать субсидию в 45 000 фунтов (4 815 000) при условии, что аналогичная сумма будет собрана частным образом. У Маркэма не хватало трёх тысяч, но Совет КГО согласился выделить их, таким образом, общее его пожертвование составило 8000 фунтов (856 000). Для контроля по инициативе Маркэма был создан Объединённый комитет по подготовке экспедиции (англ. Joint Committee), в который входили 32 человека — по 16 от Королевского географического общества и Королевского общества. В его составе было 10 подкомиссий, в том числе по строительству судна, определению места высадки, оборудованию, магнетизму, метеорологии и даже гигиене. От Королевского общества в комитете были представлены Джон Мюррей, Джозеф Гукер и другие выдающиеся учёные. От КГО были выдвинуты известные полярники: Альберт Маркэм, Джордж Нэрс, Леопольд Мак-Клинток и Ричард Визи Гамильтон. Это привело к противостоянию двух фракций, у которых были принципиально разные взгляды на цели и методы проведения экспедиции. Одно только рассмотрение всех деталей плана заняло в этих условиях четыре месяца. Неэффективность бюрократической пирамиды подкомитетов была настолько очевидна, что с ноября 1899 по ноябрь 1900 года подготовку взял в свои руки Исполнительный комитет (англ. Executive Committee), в котором было всего четыре человека: капитан Т. Тизард, профессор зоологии Оксфордского университета Эдвард Пультон, сам Маркэм и сэр Гамильтон.
Маркэм предложил на роль главы экспедиции молодого лейтенанта Роберта Скотта, с которым был знаком ещё с 1887 года. Скотта рекомендовал его непосредственный начальник — сэр Дж. Эджертон, также ветеран освоения Арктики. Маркэм потребовал у Адмиралтейства список кандидатур на роль начальника экспедиции, в котором фамилия Скотта стояла на первом месте. Однако по ряду причин лейтенант был назначен главой экспедиции только 25 мая 1900 года. 30 июня он был произведён в коммандеры (капитан 2-го ранга). История с назначением Скотта является чрезвычайно запутанной, поскольку почти не сохранилось документов, а сам Маркэм в разные годы по-разному излагал эту историю. Р. Хантфорд утверждал, что изначально Скотт был лишь одной из кандидатур, и далеко не главной. Однако выбор Маркэма был ограниченным, а для Скотта полярная экспедиция была мощным стимулом карьерного роста. Т. Бомэн отмечал, что это лишь часть более сложной картины, в которой смешивались личные и профессиональные мотивы. Идеал начальника в описании Маркэма был таков: «Он должен быть офицером военно-морского флота на регулярной службе, и он должен быть молод. Это — первейшие из условий. Такой командир должен быть хорошим моряком с некоторым опытом службы под парусами, умелым штурманом со знанием геодезии и должен иметь научный склад ума. У него должны быть энтузиазм и воображение, решительность характера; он должен быть спокоен, но быстр и решителен в действии, обладать находчивостью, тактом и отзывчивостью».
Как главе полярной экспедиции, Скотту пришлось начинать на пустом месте, причём сам он не имел ни малейшего представления о полярных странах. На подготовку экспедиции отводилось не более 12 месяцев, поэтому вместе с Маркэмом Скотт в октябре 1900 года отправился в Норвегию для консультаций с Фритьофом Нансеном — самым именитым полярником своего времени. Нансен в то время полагал, что Антарктида является гигантским вулканическим архипелагом, покрытым ледниками, для передвижения по которому идеально подходят нарты и ездовые собаки. По настоянию норвежца, Скотт использовал нарты с упряжками, хотя и не доверял этому виду транспорта.
В этот период Скотт также вступил в конфликт с Исполнительным комитетом, поскольку он, как представитель ВМФ, рассчитывал иметь на борту всю полноту власти, однако комитет намеревался сделать начальником экспедиции гражданское лицо — Джона Уолтера Грегори, тогда — профессора геологии Университета Мельбурна. Грегори собирался подчинить деятельность экспедиции сугубо научным целям. В результате конфликта Маркэм и Скотт едва не подали в отставку, и вся полнота власти оказалась в руках у Скотта за пять месяцев до отплытия, когда ещё не была нанята команда. Грегори отказался участвовать в экспедиции, заявив, что «научная работа не может быть подчинена морскому приключению».

### Цели экспедиции

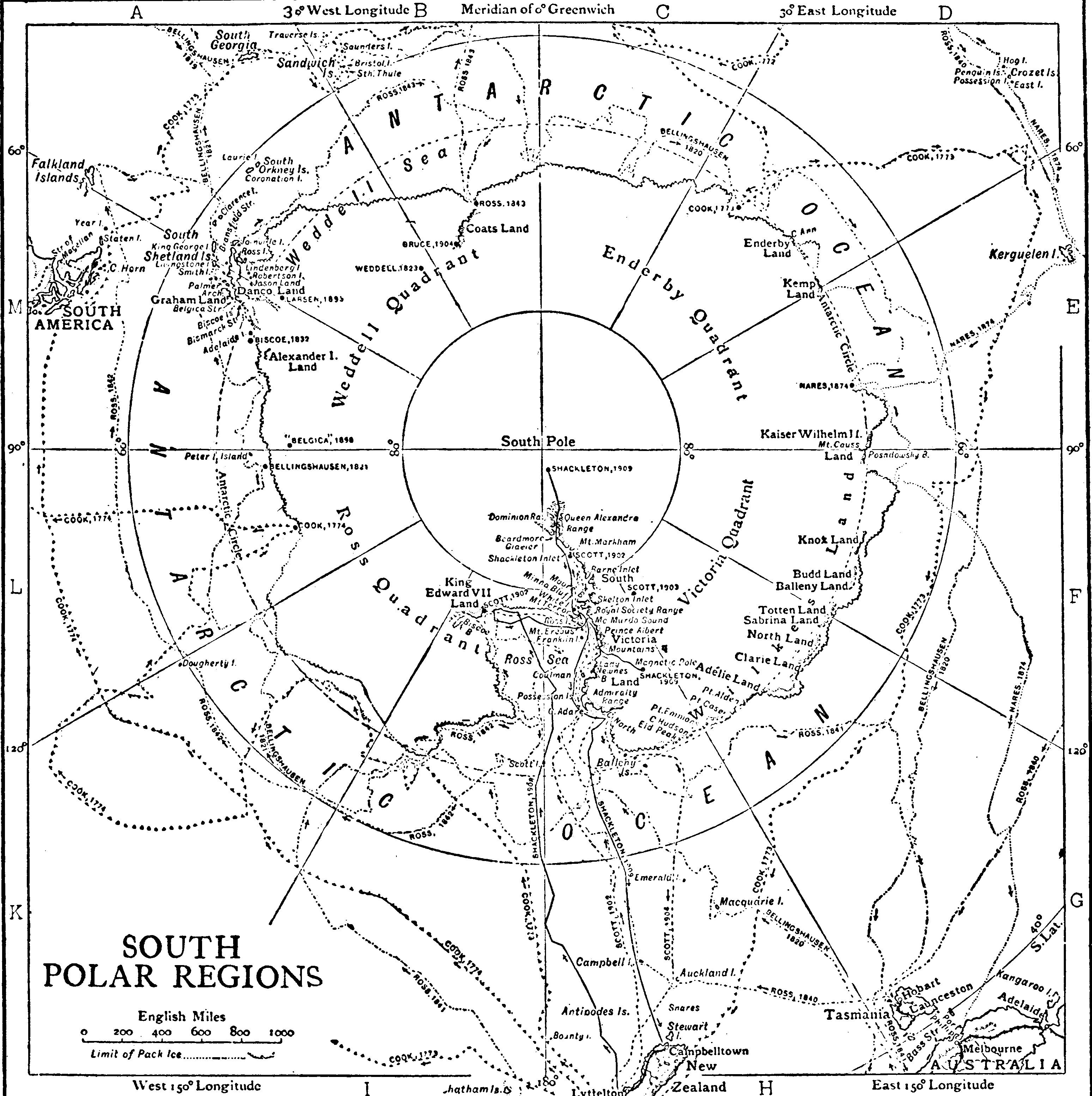
Деление Антарктиды на секторы и маршруты исследовательских экспедиций. Encyclopedia Britannica, 1911

Предложенное Маркэмом на Берлинском географическом конгрессе 1899 года деление Антарктиды на четыре сектора было принято его немецкими коллегами. Было решено, что снаряжение национальных британской и германской антарктических экспедиций будет увязано между собой, а исследовательские планы согласованы. Начальник германской экспедиции Эрих фон Дригальский и президент Германского географического общества барон Фердинанд фон Рихтгофен разработали с Маркэмом общий план исследований климата и земного магнетизма. Сроки строительства экспедиционных судов — «Дискавери» и «Гаусса» — также были согласованы между собой. Участник бельгийской экспедиции Хенрик Арцтовский предложил создать цепь исследовательских баз на побережье Антарктиды для одновременного сбора научных сведений, и в период 1901—1904 годов эта идея была в усечённом виде реализована: Аргентина открыла станцию на острове Эстадос.
В марте 1900 года Клементс Маркэм создал комитет экспертов, которые должны были помогать снаряжению экспедиции. Возглавлял его сэр Альберт Маркэм — выдающийся полярник, двоюродный брат президента Географического общества, в комитет входил и Джозеф Листер. Из участников будущей экспедиции Маркэм включил в состав комитета Реджинальда Кётлица. Ранее, когда перед Кётлицем поставили вопрос о подборе провианта и борьбе с цингой, он обратился к Фритьофу Нансену, отправив ему письмо ещё 9 января 1900 года. Нансен ответил 27 февраля, подробно расписав количество твёрдой пищи, потребной каждому человеку на зимовке и при переходах, калорийность и прочее. Маркэм стал отрицательно относиться к Кётлицу и считал, что ему «недостаёт здравого смысла». Это отношение только усиливалось, поскольку Кётлиц извещал Нансена обо всех инсинуациях. Самое критическое письмо в Норвегию он отправил 8 декабря 1900 года, прямо заявив о некомпетентности лиц, ответственных за подготовку и планирование. Особенно Кётлица возмущало, что Маркэм и Скотт нехотя согласились взять только 20 ездовых собак, и то лишь после настоятельных уговоров Нансена. Не менее сложным был вопрос о цинге, поскольку Кётлиц, Армитедж и Нансен настаивали на употреблении всей командой свежего мяса, полученного на охоте, не полагаясь только на консервы и лаймовый сок.
Обсуждение программы экспедиции шло в декабре 1900 года Объединённым комитетом. Было предложено четыре варианта программы, включая разработанные самим Маркэмом и Нэрсом. Нэрс считал оптимальной продолжительность экспедиции в два-три года и высадку зимовочного отряда на побережье моря Уэдделла, чтобы не повторять достижений Борхгревинка. Кроме того, он не считал необходимыми привязку экспедиции к одному региону и зимовку на судне. Адмирал Уортон заявил, что высадка береговой партии увеличит стоимость экспедиции на 2500 фунтов стерлингов, что равно расходам на целое годичное плавание. Береговая база также оказывалась бы отрезана от мира в случае гибели экспедиционного судна. Уортон предложил работать в море Уэдделла, исследовав его побережье до Земли Грэма. Однако сэр Джеймс Бьюкенен категорически заявил, что главный упор должен быть сделан на исследования внутри континента. Для этого следовало развернуть и поддерживать всеми средствами береговую базу; судно снабжения затем должно было уйти на север для океанографических исследований. Бьюкенен жёстко заявил: «…нравится нам это или нет, мы в этом вопросе конкурируем с немцами, и успех одного предприятия будет оцениваться во многом в сравнении с другими». Маркэм всячески лоббировал собственный план 1897 года: президент КГО заявил, что океанографические исследования могут быть совершены на любом судне в любое время и что отвлекать на эти работы уникальный полярный корабль не следует. Также он настаивал, что маленькая исследовательская группа не в состоянии выполнить объёмные задачи, поэтому требовались усилия всей судовой команды. Зимовье следовало обустроить в заливе Мак-Мердо моря Росса. Также «следовало определить, насколько это возможно, характер, условия и размеры этой части южной полярной земли», выполнить магнитометрические исследования, осуществить комплексные метеорологические, океанографические, геологические, биологические и физические исследования. Ни одна из этих целей не должна была в отдельности предпочитаться другим. Исполнительный комитет провёл заседание 31 января 1901 года и одобрил план Маркэма на том основании, что «изучая неизвестное, следует основываться на известном».
Объединённый комитет в феврале 1901 года попытался написать инструкцию для Р. Скотта, которая была предложена в двух вариантах, отражавших взгляды главных фракций лоббистов. Для Маркэма первичными были политические цели (в том числе карьерный рост молодых офицеров ВМФ) и первооткрывательские рекорды, научные открытия задвигались на второй план. Окончательно было решено не разделять команду и не использовать «Дискавери» как судно снабжения. После высадки, перезимовав на борту, следовало начать разведку внутренних районов Земли Виктории, долин и западных горных хребтов, а если окажется возможным — то и шельфового ледника Росса. Упоминания Южного полюса устроители экспедиции всячески избегали, но в инструкции имелась фраза о «максимальном продвижении на юг». В результате фактическая деятельность экспедиции оказалась всецело на усмотрении Р. Скотта.
По мнению Т. Бомэна, уже на стадии планирования и подготовки победила консервативная линия Адмиралтейства, члены которого хотели сделать экспедицию «Дискавери» организованной по образцу арктических экспедиций середины XIX века. Следование этой стратегии и нежелание корректировать её с получением нового опыта в конечном итоге привело к гибели Скотта в марте 1912 года.

## Подготовка и снаряжение

### Экспедиционное судно и бюджет

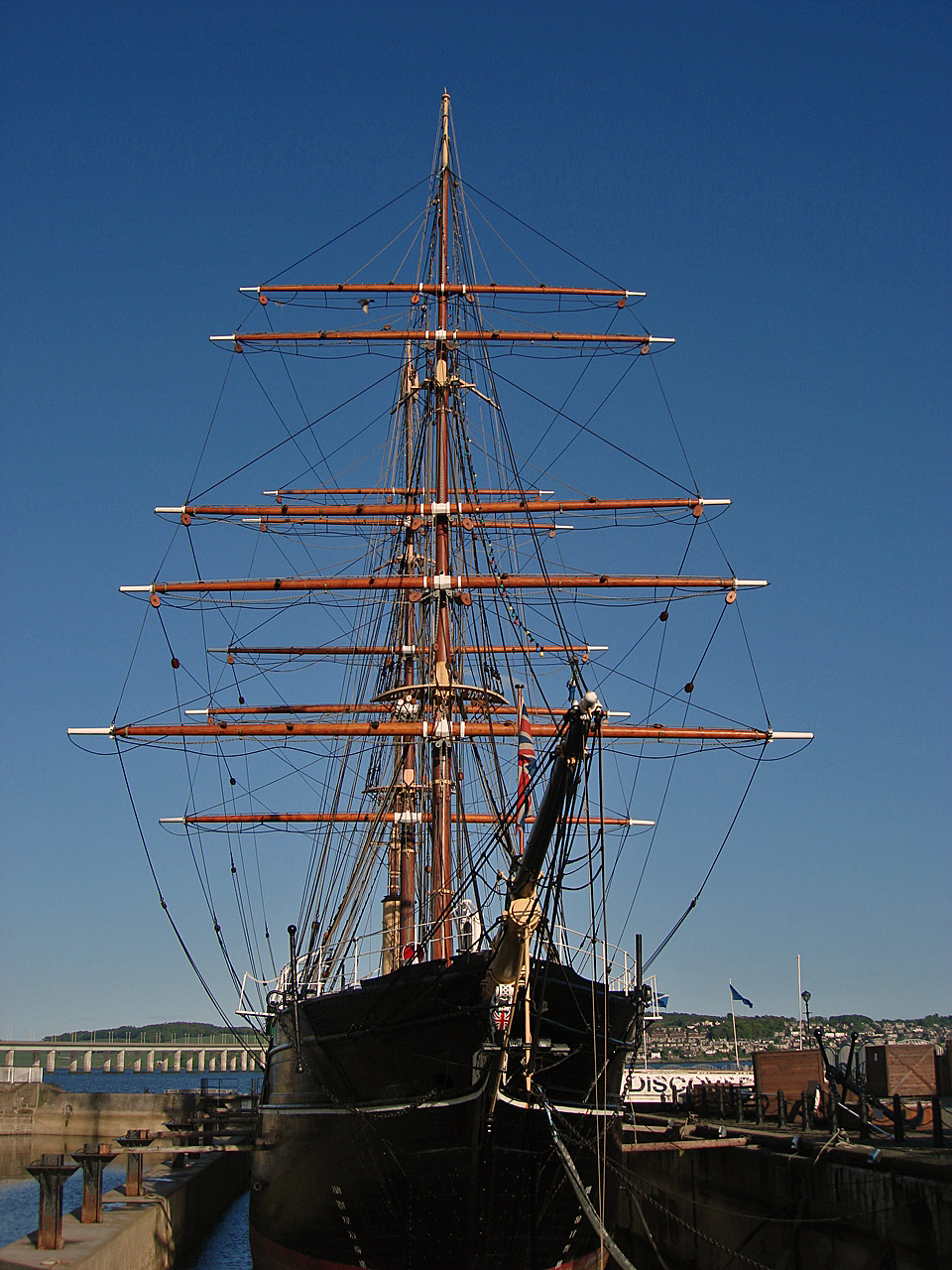
«Дискавери» на вечной стоянке в доке Виктории в Данди. Фото 2009 года

Общий бюджет экспедиции составил 90 000 фунтов стерлингов (9 287 000 в ценах 2018 года). 50 % этой суммы внесло британское правительство с условием, что недостающие средства будут изысканы частным образом. Помимо пожертвований Географического общества и лично сэра Лонгстаффа, 5000 фунтов предоставил газетный магнат Альфред Хармсворт, владелец газеты Daily Mail (ранее он финансировал экспедицию на Землю Франца-Иосифа). Оставшиеся средства были собраны малыми суммами. Немалое количество снаряжения досталось от спонсоров в рекламных целях: так, фирма «Колмэн» предоставила девять тонн муки и запасы горчицы, шоколадная фирма «Кэдбери» предоставила 1600 кг шоколада, фирма «Бэрд» предоставила 800 кг закваски и пряностей, фирма Jaeger сшила штормовую одежду с 40-процентной скидкой и т. д.
Самой большой статьёй расходов было экспедиционное судно, которое было построено специально для Скотта. Судно было задумано Маркэмом в рамках его общей стратегии антарктической экспедиции. Используемые в предыдущих экспедициях китобойные суда, как английской, так и норвежской постройки, не устраивали председателя КГО. Он решился на строительство первого в Великобритании специализированного научно-исследовательского судна. Маркэм на первых порах думал обратиться в Норвегию к Колину Арчеру, но чиновники Адмиралтейства настояли, что национальная экспедиция должна пользоваться английским кораблём. Постройкой судна занималась фирма Dundee Shipbuilders Company, оно обошлось в 51 000 фунтов стерлингов (в том числе 10 322 фунта за паровую машину), что эквивалентно 5 263 000 в ценах 2018 года (1 065 000 за паровую машину).Корабль получил название «Дискавери» («Открытие») в честь угольщика Дж. Кука и вспомогательного транспорта экспедиции Нэрса. Это был последний в истории британского судостроения деревянный трёхмачтовый барк. Спуск на воду состоялся 21 марта 1901 года, церемонию крещения проводила леди Маркэм.
Консервативные тенденции в комитете возобладали, и по своей конструкции и парусному вооружению барк напоминал военные суда середины XIX века. При этом норвежский конструктор Колин Арчер опубликовал чертежи «идеального арктического суда» «Фрам» ещё до начала снаряжения британской экспедиции, и его правота была доказана во время путешествия Нансена. Маркэм, однако, полагал, что в Антарктике не наблюдаются ледовые сжатия и не настаивал на особых формах корпуса для его выжимания льдом. Уильям Брюс, имевший возможность наблюдать строительство и «Дискавери», и «Гаусса», отмечал, что они напоминали друг друга только по размерам и внешнему виду, немецкое судно строилось по образцу «Фрама». Планы постройки «Дискавери» и бюджет были согласованы в июне 1899 года, контракт с судостроительной фирмой был подписан 26 января 1900 года. Строительство велось в течение 14 месяцев в величайшей спешке, и многих проблем удалось избежать только благодаря тому, что Р. Скотт отправил своих помощников — Р. Скелтона и А. Армитеджа — на верфь Данди для наблюдения. В действительности за основу конструкции «Дискавери» взяли китобойный барк типа «Бладхаунд» на том основании, что аналогичные суда использовались в экспедиции Нэрса.

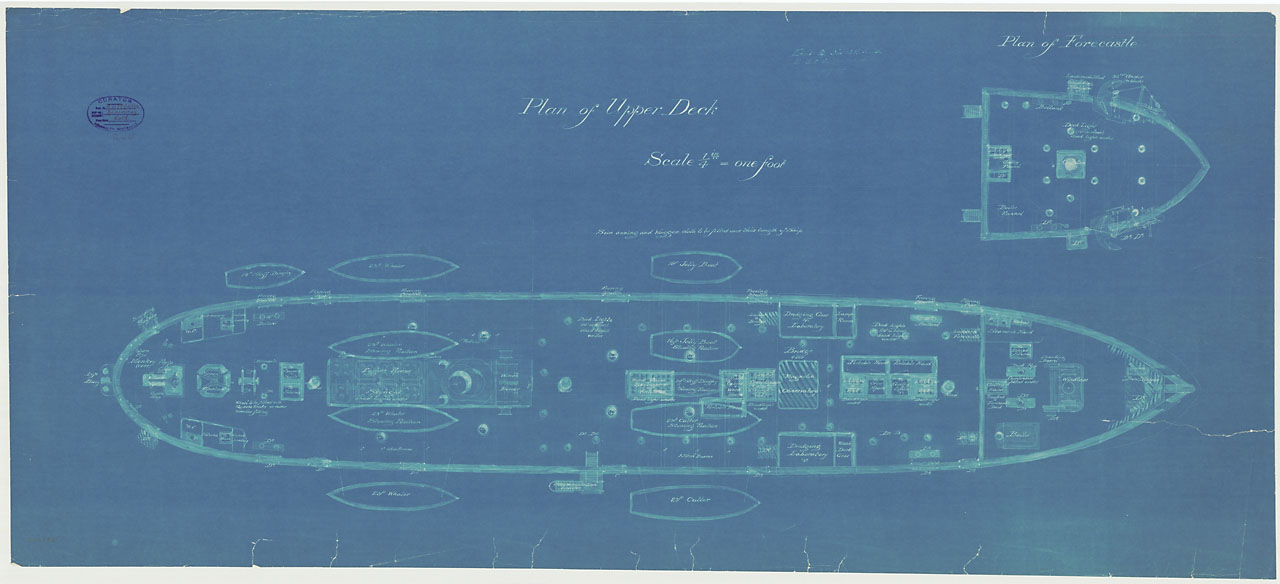
Чертежи верхней палубы «Дискавери»

Главные проблемы начались, однако, только после спуска на воду. Корпус был деревянным (из шотландского дуба), способным выдерживать напор льдов, толщина борта достигала 26 дюймов (66 см), толщина таранного форштевня — несколько футов, он был окован стальными листами. Длина судна — 52,1 м, ширина — 10,3 м, осадка — 4,8 м. Винт и руль могли подниматься из воды в случае попадания в лёд. Корпус был округлым, что делало судно валким. Для теплоизоляции были использованы листы асбеста, которые были зашиты между двумя слоями деревянной обшивки, асбестом же обили палубы изнутри. Конструкция оказалась неудачна: водоизмещение в 1620 тонн не позволяло взять достаточно топлива для паровой машины, судно имело плохое управление и малую скорость — восемь узлов. Запас пресной воды в цинковых танках не превышал 25 тонн, угольный трюм вмещал 240 тонн, расходные бункера — ещё 53 тонны. Конструкция барка была непригодна ни для дрейфа во льдах, ни для длительных морских переходов. Пробных плаваний для испытаний не проводилось, паровая машина тройного расширения оказалась слишком слабосильной (450 л. с.), а расход угля — слишком большим: до шести тонн в сутки в режиме экономического хода; если под парами оставался один котёл, расход всё равно составлял четыре тонны. Сразу после спуска на воду корпус стал протекать, однако рапорты Ч. Ройдса остались без ответа. Только после обследования в Новой Зеландии оказалось, что качество строительства было крайне низким, а главным источником поступления воды стали слишком большие отверстия под болты, которыми киль крепился к набору. Из-за этого была испорчена значительная часть запасов в трюме, которые пришлось заменять в Новой Зеландии, что оказалось чрезвычайно накладным по финансам. В общем, Т. Бомэн отмечал, что «Дискавери» совершенно не оправдал расходов на своё строительство и что для экспедиции лучше было бы купить два китобойных судна, на одном из которых разместилась бы команда, а второе исполняло роль судна снабжения. Это обошлось бы значительно дешевле 51 000 фунтов. Одним словом, «дух приключений одержал верх над наукой».
Адмиралтейство не позволило Скотту поднять над «Дискавери» белый флаг Королевского ВМФ, поэтому судно пришлось регистрировать в Королевском яхт-клубе Харвича.

### Команда

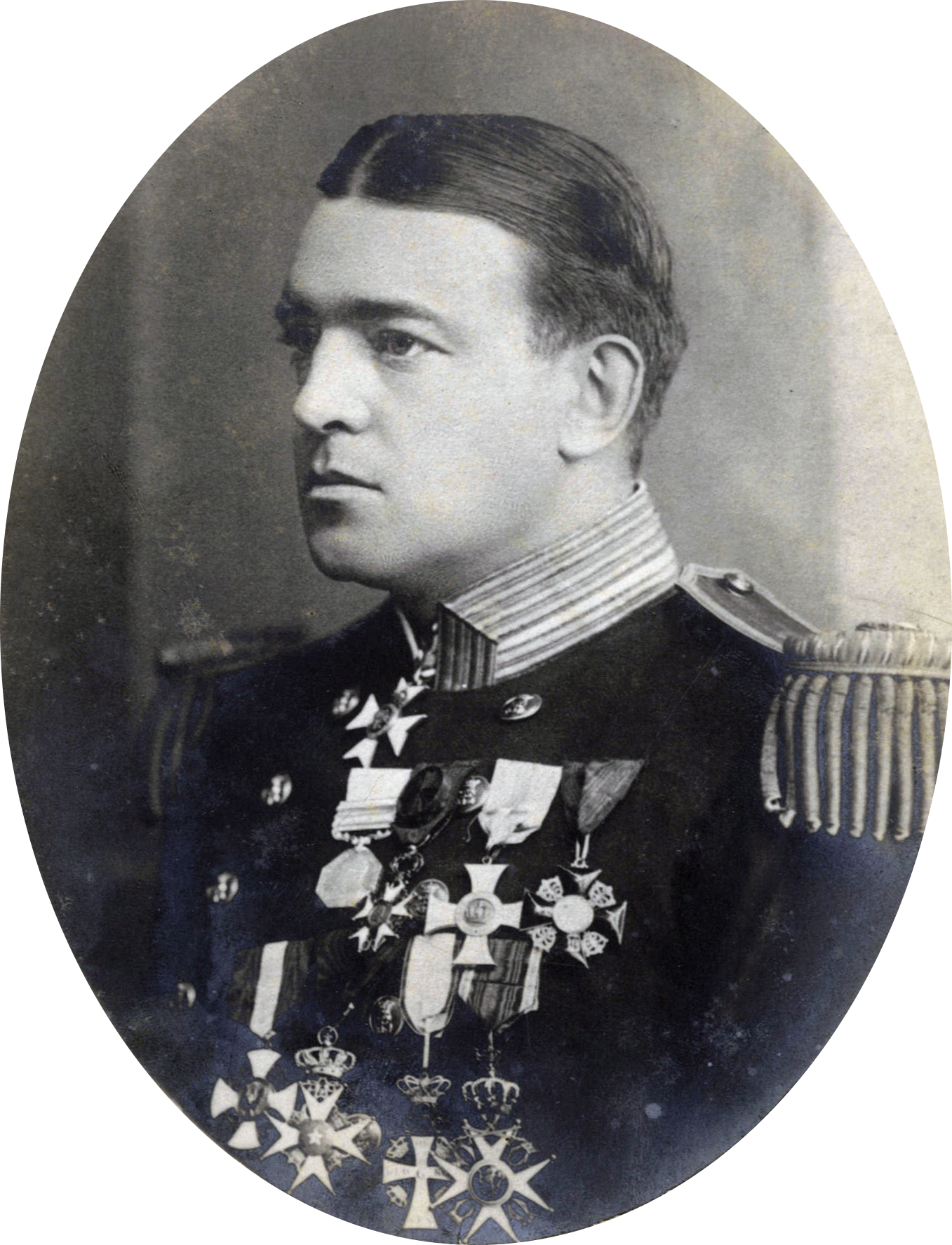
Эрнест Шеклтон — третий помощник командира

Формирование команды было в значительной степени подчинено интересам и взглядам К. Маркэма. «Ядром» команды должны были стать военные моряки как привычные к дисциплине. Только за три месяца до отплытия Адмиралтейство согласилось предоставить нужных людей на добровольных началах. Скотт вынужден был разослать приглашения всем своим знакомым на эскадре Канала, чтобы они отобрали 2—3 годных людей. Таким образом удалось нанять двоих уоррент-офицеров, пятерых членов боцманской команды, 13 матросов и кочегаров и двух солдат морской пехоты.
Первым помощником командира стал Чарльз Ройдс — племянник одного из друзей Маркэма, лейтенант Королевского ВМФ. Он удовлетворял почти всем требованиям главы комитета, но не имел полярного опыта. Ройдс являлся лишь одним из двух представителей Королевского ВМФ, который участвовал в предприятии с самого начала. Выяснилось, что он оказался на своём месте, а главной его заслугой стало посредничество между излишне эмоциональным командиром и остальным экипажем. Вторым помощником Скотта и штурманом стал лейтенант торгового флота Альберт Армитедж, участвовавший в экспедиции Джексона — Хармсворта 1894—1897 годов на Земле Франца-Иосифа. Армитедж поставил перед Скоттом ряд условий, в частности, что жалованье командира не может превосходить его собственное более, чем на 50 фунтов в год (5160 в ценах 2018 года). Кроме того, Армитедж потребовал, что, если представится такая возможность, ему будут предоставлены ездовые собаки, восемь человек персонала и запасы провианта, а маршрут санных поездок не будет регламентироваться. Скотт согласился на все эти условия. В автобиографии Армитедж утверждал, что назначение его и врача Кётлица было одним из условий спонсорской поддержки со стороны А. Хармсворта. Эти кандидатуры активно лоббировали член комитета сэр А. Гейки и Фритьоф Нансен.

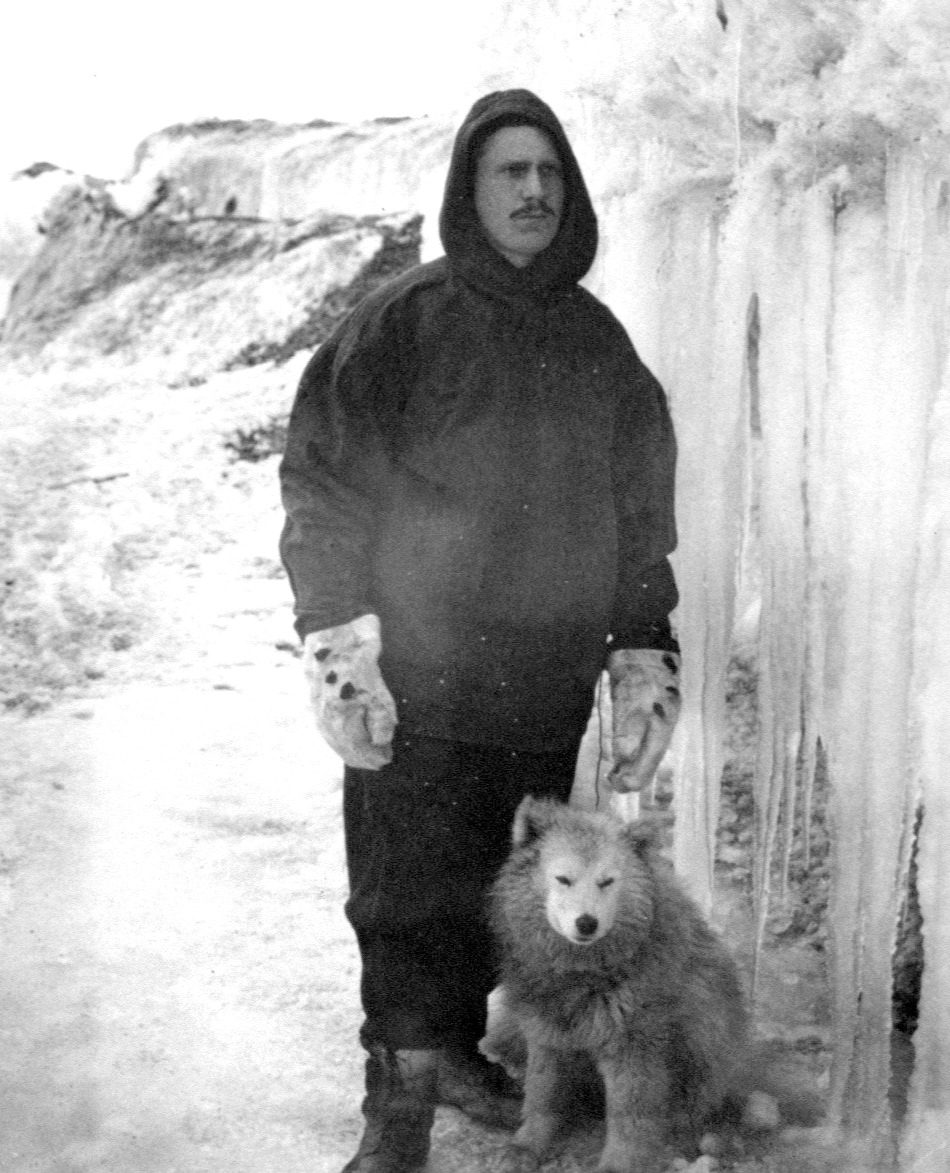
Луис Бернакки в 1899 году

Третьим помощником командира стал Эрнест Генри Шеклтон, которого рекомендовал сэр Л. Лонгстафф — спонсор экспедиции. До этого Шеклтон подавал заявку на конкурс на участие в экспедиции, но был отвергнут. Чтобы узаконить его положение, Маркэм сумел зачислить Шеклтона в резерв Королевского ВМФ, как и Армитеджа. Главный механик Реджинальд Скелтон (по совместительству — фотограф) служил под началом Скотта на додредноуте «Маджестик».
Научная команда включала пять человек. Главным претендентом на роль главы научного отряда был Уильям Брюс, получивший большой полярный опыт в экспедиции Джексона — Хармсворта. Между тем Маркэм достаточно прохладно отнёсся к его достижениям, хотя и признавал, что он будет находкой для Шотландского географического общества. После 11 месяцев неопределённости Брюсу было отказано. Объяснялось это главным образом тем, что Брюс претендовал на руководящую роль, не собирался подчиняться неверным, по его мнению, приказам Маркэма, а кроме того, явно мог составить конкуренцию формальному начальнику — Роберту Скотту, который в конечном итоге получил власть и над учёными. Главный врач экспедиции Реджинальд Кётлиц участвовал вместе с Армитеджем в экспедиции на Земле Франца-Иосифа и вошёл в состав экспедиции по настоянию её спонсора — А. Хармсворта. Кётлиц, очень рассчитывавший на должность геолога, был разочарован, узнав, что с 26 мая 1900 года зачислен на ставку судового врача и биолога, ответственного за исследование бактерий и фитопланктона.
Вторым врачом, а также художником был зачислен Эдвард Уилсон. Жалованье Кётлица составило 400 фунтов стерлингов (41 280 в ценах 2018 года), а у его ассистента Уилсона — 200 фунтов (20 640). Для сравнения, начальник экспедиции Скотт получал 865 фунтов (89 260), столько же Армитедж, Шеклтон — 250 фунтов (25 800), а рядовые моряки — всего 55 фунтов стерлингов (5676). Геолог Хартли Феррар буквально накануне отплытия окончил Кембриджский университет. Физика также удалось найти только за несколько дней до отплытия, это был Луис Бернакки, сопровождавший Борхгревинка в экспедиции на «Южном Кресте». Он присоединился к экспедиции уже в Новой Зеландии.

### Снаряжение. Условия обитания команды

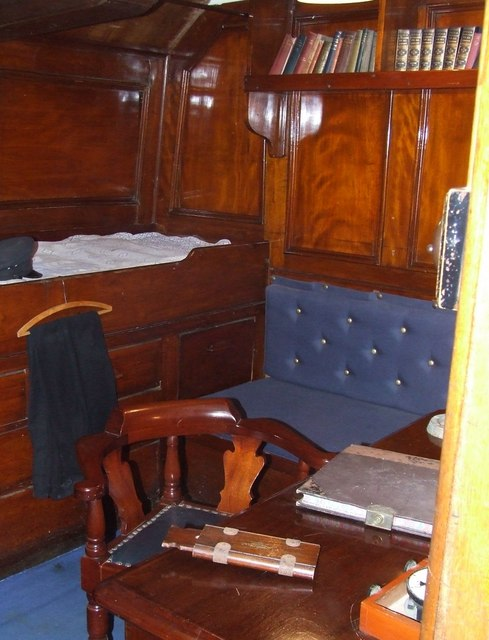
Каюта Роберта Скотта. Судно-музей «Дискавери», Данди

Закупками необходимого снаряжения занимался Армитедж, на что ему было ассигновано 2000 фунтов стерлингов (206 400 в ценах 2018 года). Полярная одежда и снаряжение для санных походов были закуплены в Норвегии, полярные шубы были из волчьего меха, а спальные мешки сшили из оленьих шкур. Штормовки были заказаны в Великобритании. Научное оборудование предоставило Британское адмиралтейство, в том числе комплект астрономических, метеорологических и магнитометрических приборов, а также маятник для гравиметрических исследований, сейсмограф, мареограф, драги и лоты. Снаряжение также демонстрировало отсутствие полярного опыта: в заказанных для экспедиции палатках пол не составлял единого целого с пологом, что выяснилось, однако, уже после начала санных походов.
По планам основой рациона участников должен был стать пеммикан, заказанный в Копенгагене. Продукт более низкого качества для собак был изготовлен в Чикаго. При выходе из Лондона на борту было 6000 фунтов консервированных супов, 7000 фунтов рыбы (3175 кг), 42 000 фунтов мясных консервов (19 051 кг). Из алкоголя взяли 30 галлонов бренди (136 л) и 60 портвейна (272,8 л) для офицеров и 800 галлонов рома (3673 л) для матросов, чтобы соблюсти обычай обеденной чарки. Пища для офицеров и рядовых была одинакова, однако отличались сорта и ассортимент сладостей и лакомств. Было взято 1800 фунтов (816 кг) табака из расчёта полтора фунта в месяц на каждого офицера и один фунт на матроса. Некурящих на борту было всего четыре человека; поскольку Р. Скотт сам был заядлым курильщиком, ограничений не существовало. Взяли также по 2800 фунтов чая и кофе и 156 галлонов (709,2 л) лаймового сока как средства от цинги. Р. Скотт в отчёте экспедиции утверждал, что общий вес припасов составлял 150 тонн (152 407 кг).

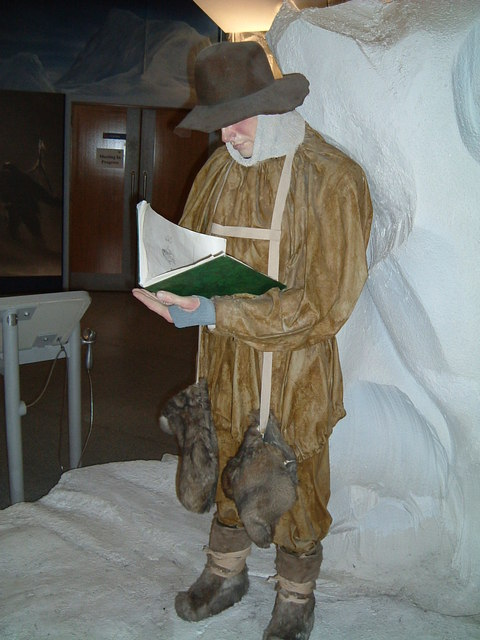
Походная одежда. Манекен из экспозиции судна-музея «Дискавери»

Полярная одежда у офицеров и матросов была одинакова. Поверх шерстяного нижнего белья носили фланелевую рубаху, поверх которой надевался свитер. На ногах носили меховые ботинки с толстой подошвой, закупленные в России. На воздухе обычно носили норвежские сапоги, а в походах и в сильный мороз лапландские каньги из оленьей шкуры, которые англичане называли finnesko. Поверх белья, брюк и свитеров надевали ветрозащитную габардиновую одежду фирмы Burberry. Скотт не считал меховую одежду настоятельно необходимой для полярных широт.
23 ездовые собаки были закуплены в России, причём Скотт не имел возможности осмотреть животных: из Владивостока их отправили прямо в Новую Зеландию, где должны были забрать на борт «Дискавери». Скотт не придавал большого значения собакам, предполагая, что сани во время экспедиций по суше должны тащить люди. Армитедж призывал взять как можно меньше людей и как можно больше собак, но остался в меньшинстве. Скотт решил взять с собой армейский привязной аэростат для разведки и направил двух офицеров и матросов научиться обращаться с ним.
Для команды постарались создать максимально комфортабельные условия жизни на судне. Офицеры и учёные получили одноместные каюты, выходящие в кают-компанию; все эти помещения были отделаны красным деревом. В каждой из кают имелись койка, комод, платяной шкаф, письменный стол и книжные полки. В кают-компании располагалась угольная печь, тепло от которой через дверные проёмы отапливало каюты. Для развлечения имелась механическая пианола, для которой было предусмотрено более 100 валиков с различными мелодиями.
В условиях антарктической зимы вскрылась масса недостатков жилых помещений: например, была плохая вентиляция — либо сквозняк, либо духота. Печи дымили, а стены и подволок кают-компании были тонкими и плохо изолированными. В каютах накапливался конденсат, а Э. Уилсон писал, что над его койкой нарастали сосульки и «ледяные сталагмиты». Кают-компания офицеров располагалась над топливным бункером, из-за чего угольная пыль постоянно проникала в помещения. Классовые различия викторианской эпохи сохранялись при размещении команды: офицеры и учёные жили отдельно от боцманата и матросов. Кают-компания и общие кубрики матросов были менее изысканно обставлены, но теплее, чем офицерские. Рядовые спали в гамаках, которые убирались на день, обеспечивая достаточное пространство. Исключительным богатством отличалась судовая библиотека, включавшая несколько тысяч томов, к которым имел доступ весь экипаж; однако отдельного помещения для книг не было, и они размещались в кают-компаниях и офицерских каютах. Много книг было подарено спонсорами и издательствами в рекламных целях. Однако Р. Хантфорд критиковал подбор литературы, где преобладала беллетристика и соседствовали средневековые фантазии Джона Мандевиля и «Ледяной сфинкс» Жюля Верна, но не было «„Фрама“ в полярном море» Нансена. Камбуз непосредственно соседствовал с жилыми помещениями и должен был служить дополнительным средством отопления, однако распространял кухонный чад повсюду. Там же располагался бункер для таяния снега и льда и опреснительный аппарат для морских переходов.

Условия обитания экипажа «Дискавери»
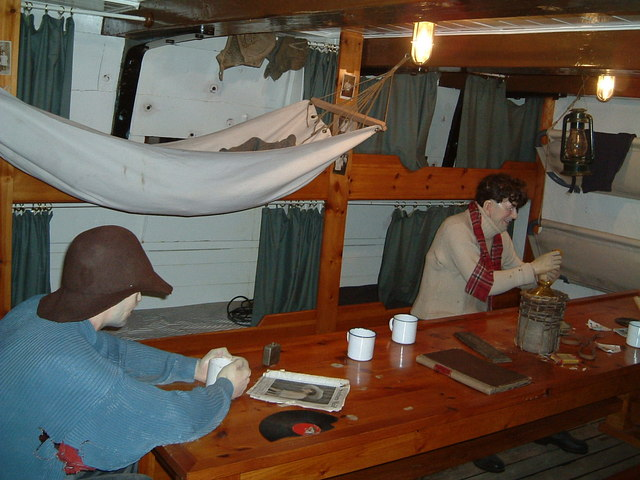
Кубрик экипажа
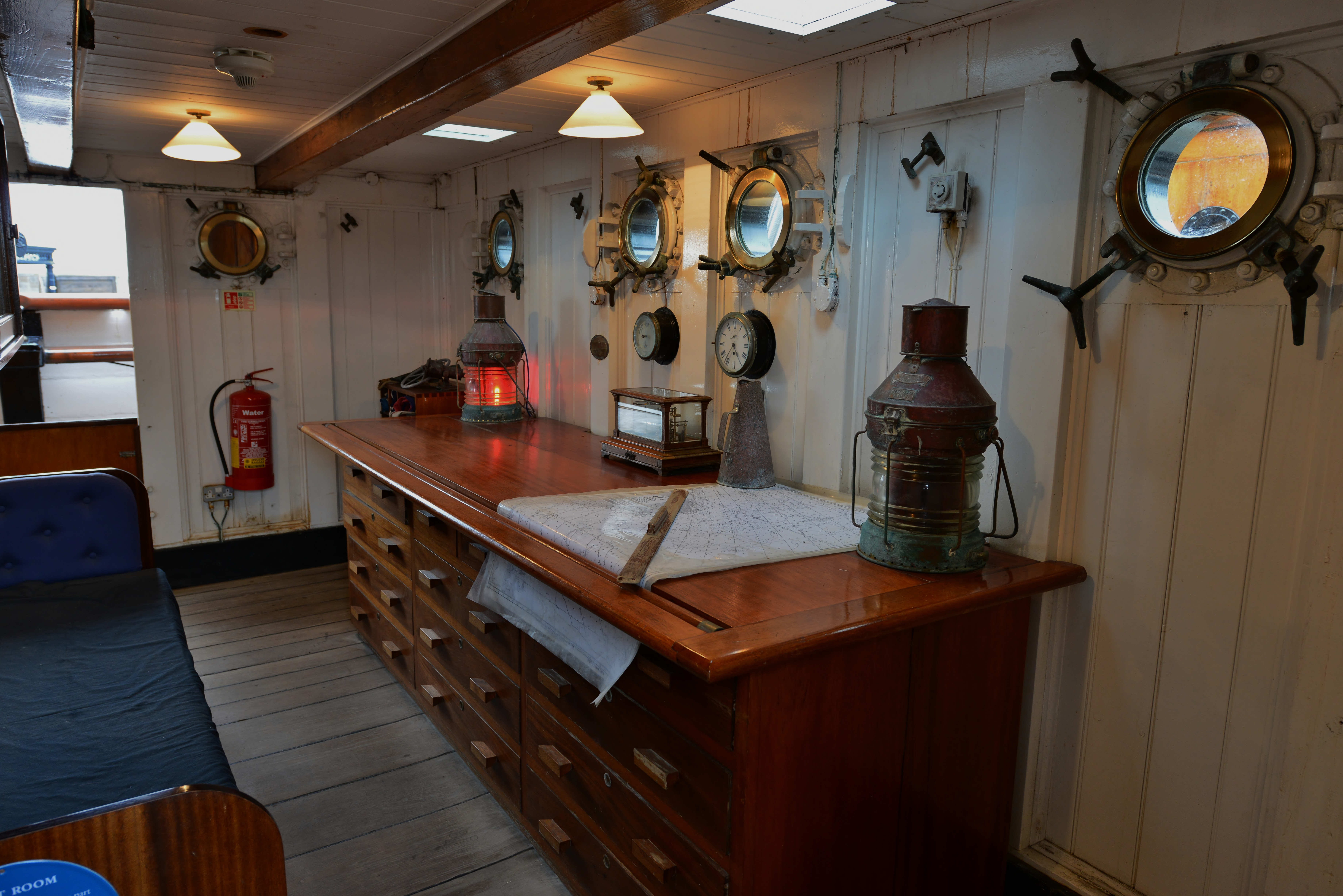
Штурманская кабина
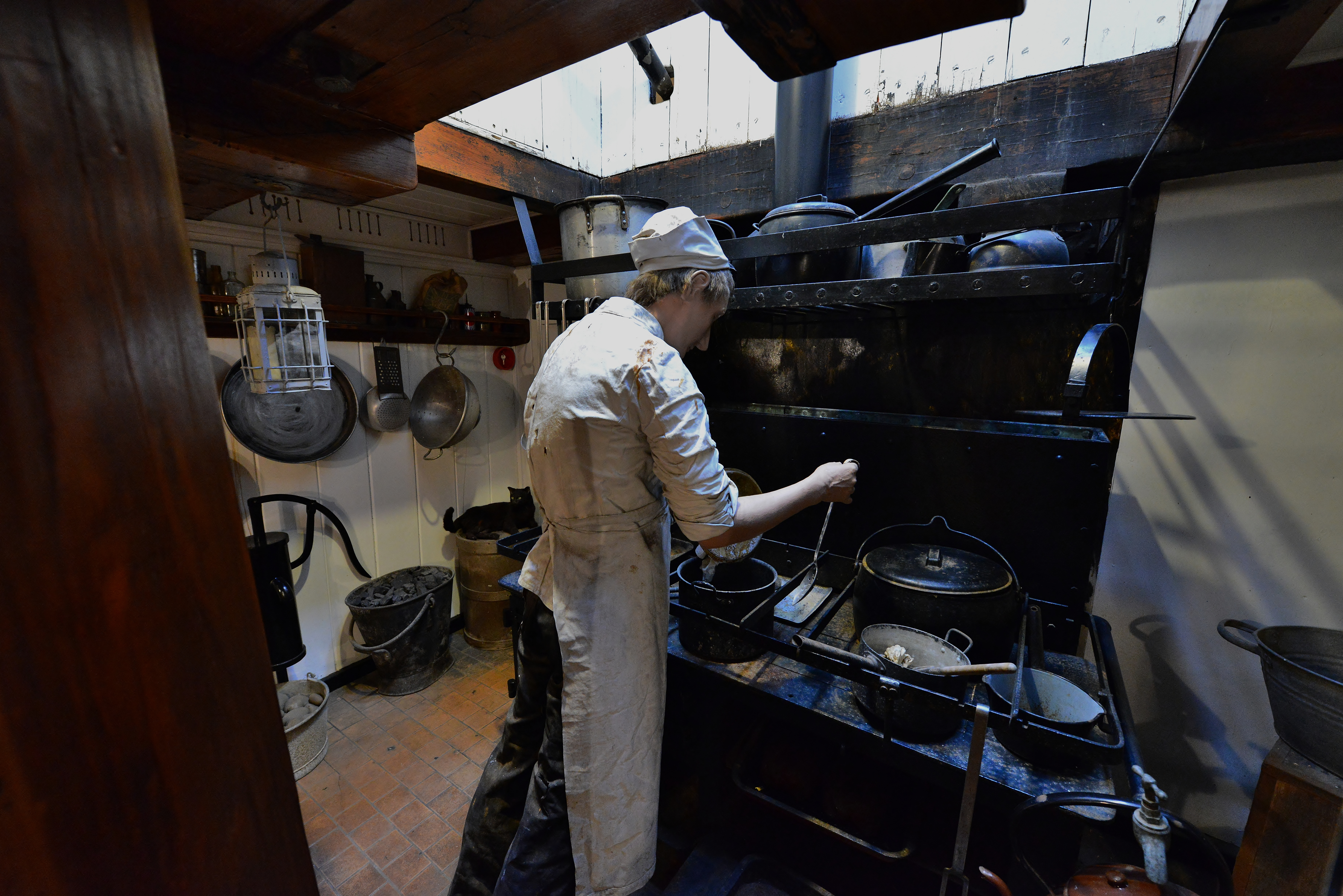
Камбуз
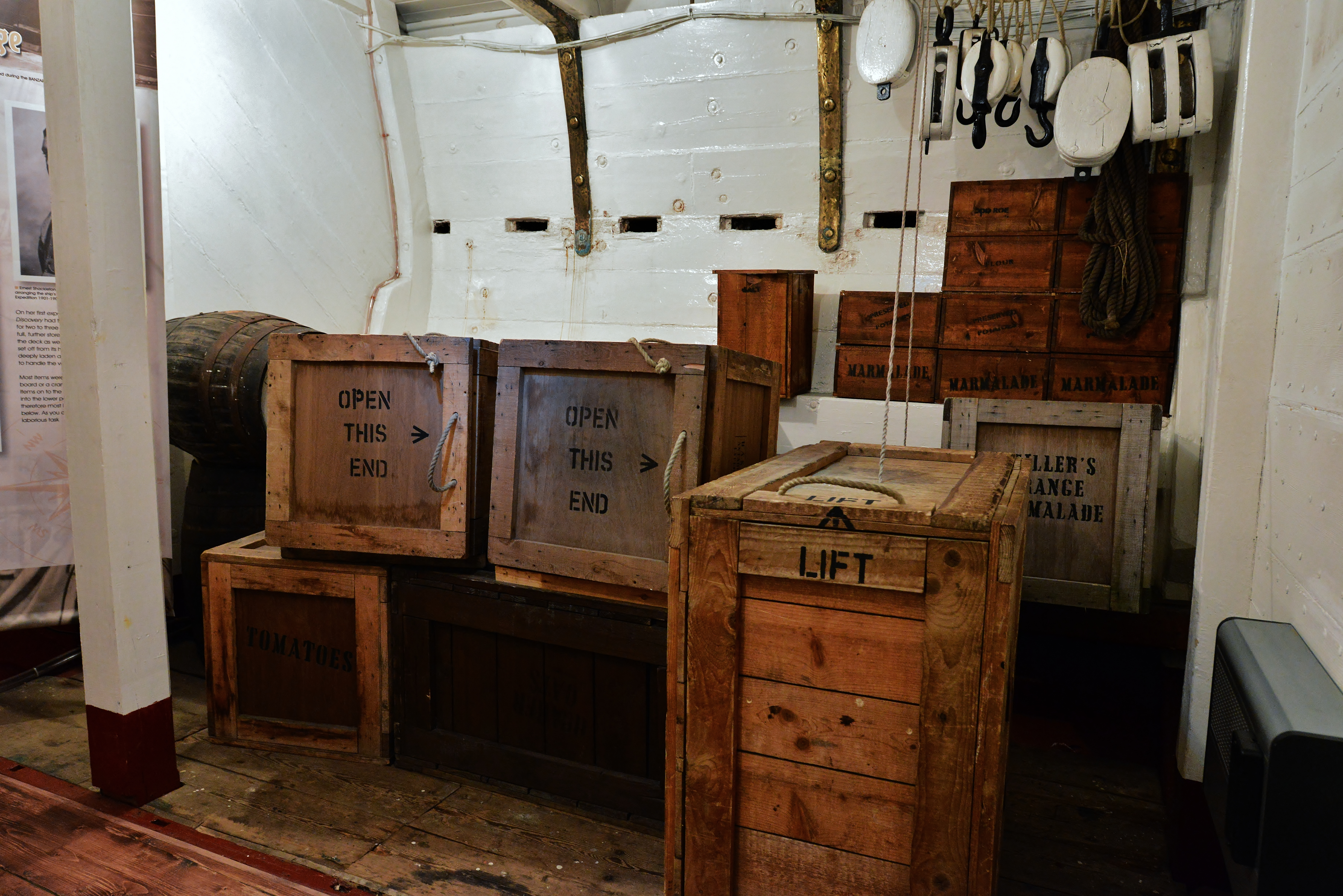
Складской трюм

## Ход экспедиции

### Сезон 1901—1902 года

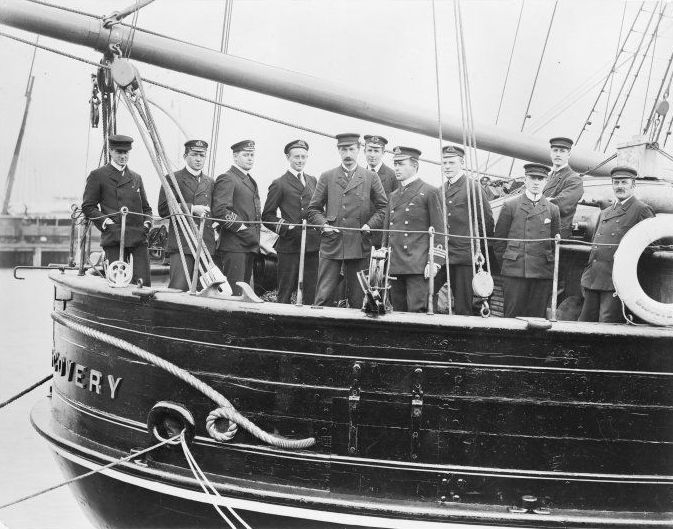
Офицеры «Дискавери» перед отплытием. Слева направо: Эдвард Уилсон, Эрнест Шеклтон, Альберт Армитедж, Майкл Барн, Реджинальд Кётлиц, Реджинальд Скелтон (позади Кётлица), Роберт Скотт, Чарльз Ройдс, Луис Бернакки, Хартли Феррар, Томас Ходжсон

#### Путь в Антарктику
«Дискавери» прибыл в Лондон под командой Ч. Ройдса и ошвартовался в Ост-Индских доках 6 июня 1901 года. Выйдя из Лондона после погрузки 30 июля 1901 года, экспедиция до 5 августа простояла в Спитхеде, где была произведена проверка компасов. На судне царил хаос: на верхней палубе разместили живых овец и гусей — провиант; каюты экипажа не были оборудованы до конца. Однако Маркэма в этой ситуации больше всего занимало разрешение носить всем членам команды военно-морскую форму, в которой они и были сфотографированы перед отплытием. Торжественные проводы прошли в Каусе, где судно посетили король Эдуард VII и королева Александра. 6 августа судно покинуло Великобританию. До Мадейры экспедицию сопровождал библиотекарь КГО Хью Роберт Милл, который сыграл огромную роль в разработке планов Скотта. По пути последний подчинил учёных общей дисциплине, поставил их ответственными за судовые шлюпки и требовал еженедельного письменного отчёта о проделанной работе. За метеорологию отвечал Ройдс, который вёл статистику температуры и барометрические записи. Шеклтона прикрепили к Миллу, который обучал его измерять солёность и температуру океанской воды на разных глубинах. Недельный ритм вахт завершался генеральной уборкой в субботу, а в воскресенье (с которого неделя начиналась) объявляли общее построение и церковную службу для всего экипажа.
«Дискавери» отличался малой скоростью и нуждался в постоянных заходах в порты для пополнения запаса угля, вдобавок, рангоут был изготовлен столь небрежно, что ломался даже при слабом ветре. По пути в Новую Зеландию пришлось делать заходы на Мадейру (15 августа), Тринидад (13 сентября) и в Кейптаун. На Мадейре произошла встреча «Дискавери» с «Гауссом». Экватор пересекли 31 августа и устроили церемонию крещения Нептуном, причём Уилсон первым бросился в воду, а геолог Феррар сопротивлялся, и его крестили довольно грубо. Кётлиц вообще не явился на церемонию, заявив, что у него недостаточно времени. Стоянка в Кейптауне продлилась две недели (25 сентября — 14 октября), так как не были отлажены магнитометрические приборы; требовалось отремонтировать и протекающий корпус, который набирал по 20 тонн воды в сутки. Шеклтону дали приказ разгрузить трюмы и выяснить, сколько продуктов пропало. Для этого третий помощник мобилизовал учёных, и обнаружилось, что рабочие в Лондоне открывали консервные банки, а несъеденное сбросили в трюмную воду, отравив миазмами всё помещение. В Кейптауне произошёл конфликт начальства: уволился глава научной группы Джордж Мюррей, передав свои полномочия Кётлицу, однако Роберт Скотт возложил на себя руководство и научными исследованиями. В ноябре экспедиция находилась в 200 милях от Земли Адели, а 22 ноября произошла высадка на остров Маккуори. Здесь были обнаружены обширные колонии пингвинов, мясо которых англичане попробовали в первый раз. По пути была сделана первая хирургическая операция в Антарктике: при удалении зуба у Ройдса судовым врачам — Кётлицу и Уилсону — пришлось оперировать ещё и кисту. 29 ноября «Дискавери» прибыл в Литтелтон. В Новой Зеландии Кётлиц смог осмотреть достопримечательности, посетил маорийское племя и даже дал четыре публичных выступления
Из-за непрерывной течи «Дискавери» дважды за восемь дней был введён в сухой док, причём было выявлено множество конструктивных недостатков. Тем не менее герметизация прошла успешно, и отныне хватало короткой откачки из трюмов каждый день. При выходе судно было сильно перегружено, вдобавок на палубе находилось отара из 45 овец — подарок экспедиции от фермеров (для них построили загон на верхней палубе). Жители Новой Зеландии подарили команде для кают-компании новую фисгармонию стоимостью в 40 фунтов стерлингов. Из-за дисциплинарных проблем, в частности, пьянства, было заменено несколько матросов и кок. Последними на борт «Дискавери» поднялись матрос Том Крин и естествоиспытатель Луис Бернакки. 21 декабря экспедиция отбыла в Порт-Чалмерс, где надлежало загрузиться углём. При отходе произошла трагедия: матрос Чарльз Боннер собирался попрощаться с Новой Зеландией, для чего залез на топ грот-мачты, сорвался и разбился о штурманскую рубку. Его похоронили в Порт-Чалмерсе 23 декабря с воинскими почестями.

#### Полярные воды и мыс Адэр

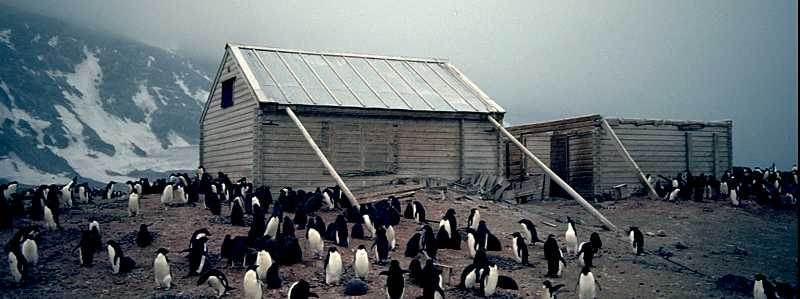
База Борхгревинка на мысе Адэр. Фото 1992 года

Приняв 42 тонны угля, сваленного прямо на палубе (общий запас составил 335 тонн), утром 24 декабря «Дискавери» отбыл в Антарктиду. Погода всё время была хорошей, полосу паковых льдов шириной 200 миль удалось пересечь всего за четверо суток. Капитан Скотт стал наводить на борту военную дисциплину, провинившихся лишали грога и табака. Много недоразумений было из-за возни членов экипажа с ездовыми собаками: Роберт Скотт поначалу прикрепил к каждому из псов ответственного. 3 января пересекли Южный полярный круг; вокруг судна было много айсбергов, поэтому Армитедж, как имеющий навыки ледового штурмана, почти не вылезал из «вороньего гнезда». 5 января пришвартовались к айсбергу, чтобы набрать побольше пресной воды (дистилляция из морской требовала слишком много угля); тогда же Скотт разрешил отпраздновать Рождество, отложенное из-за гибели Боннера. На праздновании некоторые члены команды попытались встать на лыжи, что вызвало массу юмористических ситуаций. Ночью 8 января увидели землю: это был мыс Адэр. 9 января Скотт и Армитедж осмотрели зимовье Борхгревинка, где оставили оловянный цилиндр с письмом — на случай прихода вспомогательного судна. Для командира большое значение имела находка 15 тонн угля; со склада забрали также ящик растворимого лаймового сока Bovril.

#### Вдоль Ледяного барьера

Собачья упряжка на фоне вулкана Эребус. Фото Герберта Понтинга, 1911 года

Дальше экспедиция двинулась на юг, вдоль восточного побережья Земли Виктории. Увидев большие гнездовья пингвинов и лёжки тюленей, Скотт разрешил Шеклтону и Скелтону добыть десяток птиц и 30 тюленей на еду людям и собакам; их разделка потребовала усилий пяти человек. Мясо подвесили на мачту для заморозки, а жир Скелтон перетопил и использовал как смазку для паровой машины. Армитедж продолжал исполнять обязанности ледового штурмана. «Дискавери» направлялся в Вуд-Бэй, который Бернакки (по согласованию с Маркэмом) считал подходящим местом для зимовки. Однако лёд был тяжёлым, температура падала, и Скотт решил дойти до острова Росса. 20 января увидели Гранит-Харбор, где Кётлиц нашёл лишайники и насекомых, а Скотт счёл, что гавань хорошо укрыта от стоковых ветров с ледника и бурь со стороны моря.
Наконец, 21 января экспедиционеры увидели дым вулкана Эребус, залив, в который вошёл «Дискавери», был назван Мак-Мердо — в честь одного из офицеров Росса. Скотт надеялся, что это не залив, а пролив, который позволит пройти южнее, но это оказалось неверным. Обследовав места возможной зимовки, Скотт направился вдоль Великого ледяного барьера на восток, преодолев более 500 миль. 30 января было получено подтверждение данным Росса: в этих широтах была земля, Скотт назвал её в честь короля Эдуарда VII. Высадиться не удалось, помешали сплошные ледовые поля. Повернув обратно, 4 февраля было решено исследовать глубоко вдающуюся в барьер бухту, которую в 1898 году посетил Борхгревинк на «Южном кресте». Армитедж запросил позволить ему исследовать поверхность барьера и вместе с Бернакки и четырьмя матросами продвинулся на 18 миль вглубь Антарктиды, заночевав на свежем воздухе.
В тот же день, 4 февраля, Скотт сделал попытку подъёма на аэростате. Поднявшись на 800 футов (240 м), он обнаружил, что местность за барьером имеет крайне неровный рельеф. Второй подъём совершил Шеклтон, Уилсон назвал это предприятие «чистым безумием». Бухта получила название «Аэростатной» (англ. Balloon Bay), хотя ещё Росс назвал её Китовой. Во время разбора полётов Скелтон предположил, что для ледяного барьера хорошо подойдёт моторный снегоход, однако Армитедж утверждал, что опробованные на Земле Франца-Иосифа пони будут практичнее.

Пребывание «Дискавери» в Китовой бухте
Заполнение аэростата водородом 3 февраля 1902 года
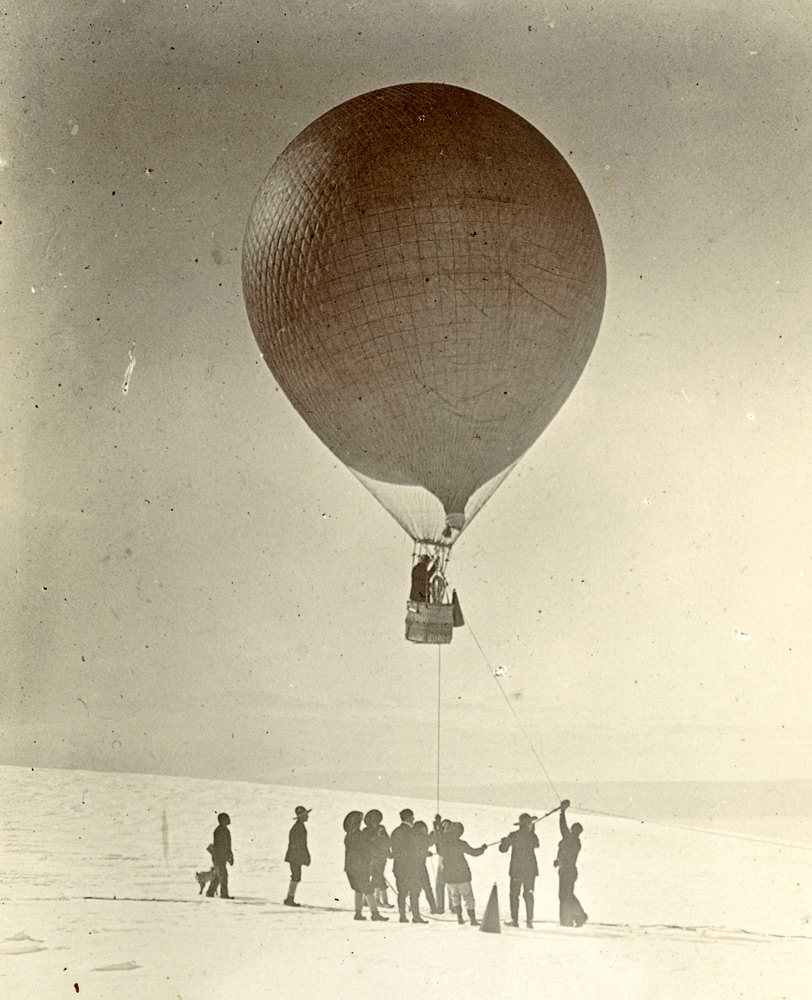
Подъём Роберта Скотта 4 февраля
Вид на бухту и «Дискавери», принайтовленный у кромки припая. Фото Эрнеста Шеклтона 4 февраля 1902 года

Во время стоянки командир устроил общее собрание офицеров и учёных и впервые огласил конкретный план экспедиции. Предстояло как можно быстрее вернуться в бухту Мак-Мердо и зазимовать. На следующую весну предстояло разделиться на три группы, главная из которых именовалась Южной партией. Однако Скотт никогда не упоминал о достижении Южного полюса. Вторая — геологическая — группа под началом Армитеджа должна была исследовать остров Росса и вулканы Эребус и Террор, затем эту группу предполагалось отправить на вспомогательном судне (которое ожидалось из Англии) в Вуд-Бэй, чтобы она дошла до Южного магнитного полюса. После возвращения людей Армитеджа планировалось тем же судном эвакуировать их в Новую Зеландию. Третья группа на «Дискавери» должна была взять уголь с судна снабжения и обследовать территорию от мыса Адэр до Земли Уилкса. Пополнив запасы в Новой Зеландии, антарктическим летом 1903—1904 года (если удастся получить финансирование) «Дискавери» должен был обследовать Великий ледяной барьер и в марте обогнуть мыс Горн, вернувшись в Англию к июлю 1904 года. Позже Армитедж писал в автобиографии, что обсуждал с Маркэмом возможность постройки береговой базы, где бы его отряд проработал два года; но этот план не был осуществлён.

#### Обустройство

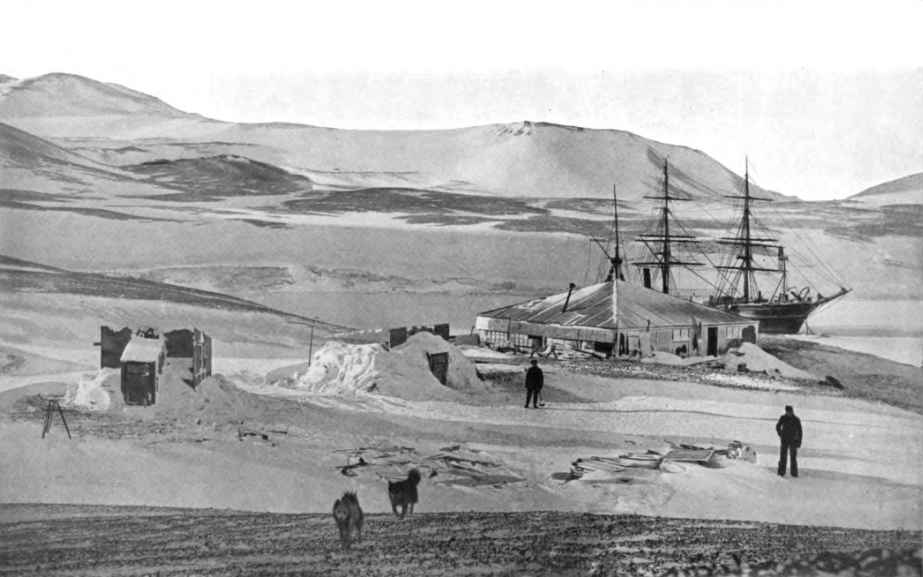
Мыс Хат. Вид на магнитные павильоны, хижину Скотта и «Дискавери»

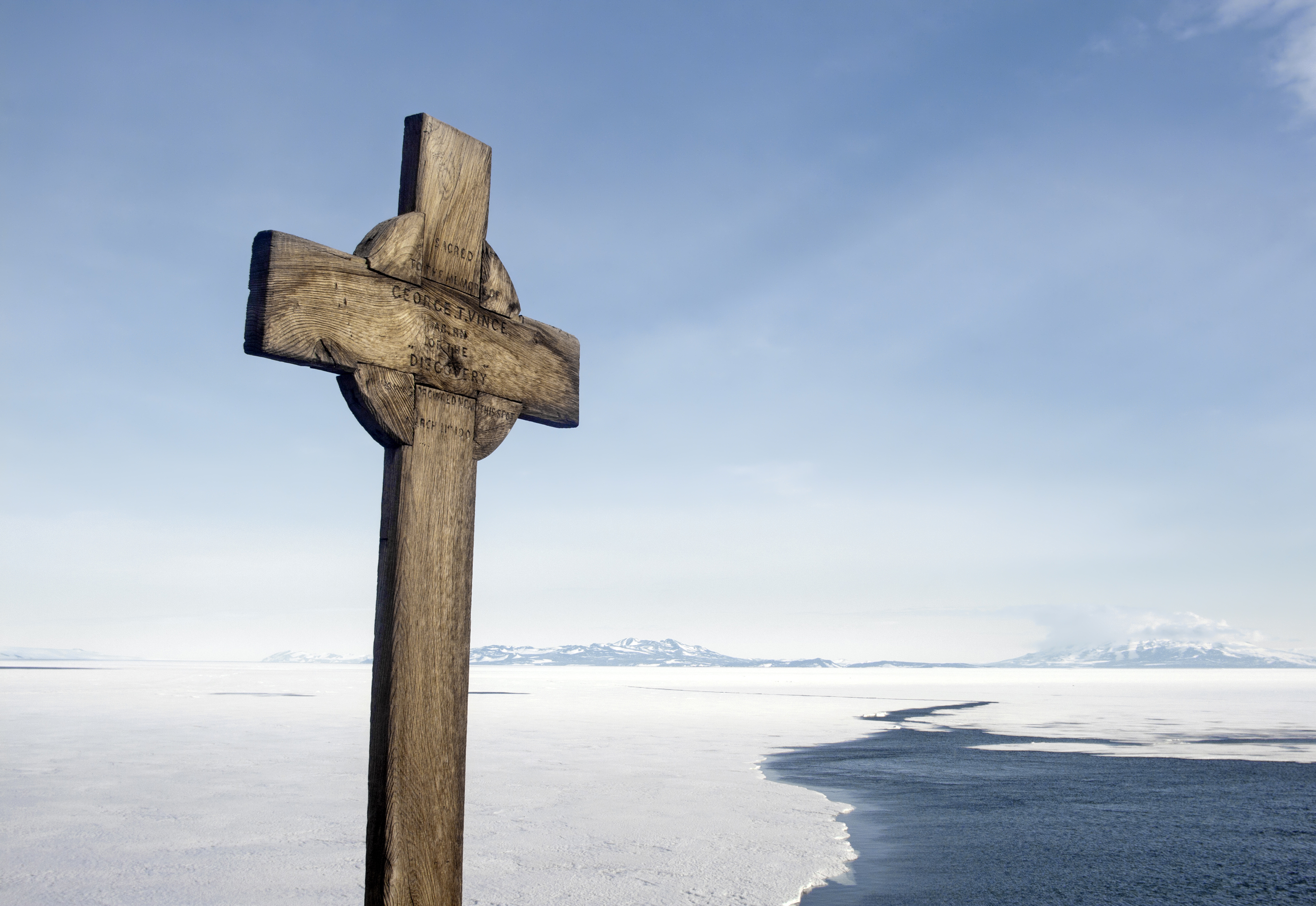
Памятник Винсу

8 февраля экспедиция под парусами вернулась в залив Мак-Мердо и стала готовиться к зимовке: Скотт исходил из постулата, что антарктическое лето скоротечно. Мелководье как будто бы исключало возможность ледовых сжатий, а лёжка более чем в сотню тюленей означала изобилие пищи и отсутствие цинги. Команда должна была жить на судне — таково было первоначальное мнение и Маркэма, и Скотта, однако для мастерской и на случай кораблекрушения требовалось убежище. Специфической особенностью судна, спроектированного в викторианскую эпоху, было отсутствие на «Дискавери» туалетов, приспособленных к зимним условиям. Плотнику пришлось срочно сооружать латрины, отдельные для офицеров и рядовых. Работы по обустройству начались 10 февраля, причём в честь начала зимовки провели футбольный матч. В тот же день за грубость в общении с Шеклтоном и самим Скоттом командир приказал заковать на восемь часов в кандалы повара Бретта. При перевозке стройматериалов на берег попытались задействовать собак, однако Скотт не сумел поладить с ними, и в дальнейшем ездовые собаки вызывали у него раздражение. Лыжи также вызывали раздражение, и Скотт полагал, что они непригодны для транспортировки грузов.
Дом-мастерская был построен на галечной площадке на защищённом от ветров мысе, названном «мысом Хижины» (англ. Hut Point). Постройка с верандой была доставлена из Австралии в разобранном виде и едва ли подходила для антарктических условий. Скотт писал:

«В общем, наша большая хижина была и будет нам полезна, но польза эта не столь велика, чтобы мы не могли без неё обойтись…».
Когда начались разведочные походы, оказалось, что из почти полусотни участников экспедиции только Армитедж, Кётлиц и Бернакки имеют опыт обращения с лыжами, нартами и собаками. Попытки освоить навыки обращения с ездовыми собаками привели Скотта к мысли, что только люди являются надёжной тягловой силой. Объяснялось это тем, что при первой попытке встать на лыжи матрос Форд сломал ногу. Поход 4 марта убедил Скотта в его правоте: в путь отправились восемь человек, в том числе четверо офицеров, которые решили разделиться на две партии. У каждой из них были одни нарты, запряжённые четырьмя собаками. Путешественники намеревались форсировать ледник и исследовать, где остров Росса соединяется с Ледяным барьером. Скотт намеревался возглавить поход лично, но повредил колено, скатываясь со снежного склона на лыжах. Поход оказался катастрофическим: ночью температура упала до −42 °C, костюмы из волчьего меха не спасали от холодов. Во время бури сорвался со скалы в море матрос Винс, а матрос Хейр отстал от группы, потерял сознание и 36 часов провёл, занесённый снегом, однако потом нашёл в себе силы вернуться на базу. Ещё 21 февраля Скелтон упал в воду при температуре воды +29 °F (−1,6 °C), но сумел выплыть и добрался до верёвочного трапа на корме. Скотт после этого распорядился, чтобы Кётлиц прочитал лекцию об опасности обморожений, но доктору не удалось донести до большинства команды опасности их положения.

#### Зимовка
До «Дискавери» в Антарктиде зимовали только люди Борхгревинка и де Жерлаша. Команда Скотта находилась на 500 миль южнее места зимовки команды «Южного креста», и нельзя было предугадать, какая настанет погода. 1 апреля Скотт решился на ещё один санный поход, но оказалось, что собаки не могут тянуть при нагрузке 100 фунтов (45,3 кг) на каждую: за три дня удалось преодолеть всего девять миль.
Полярная ночь началась 20 апреля и длилась до 22 августа. Скотт распорядился растянуть надо всей верхней палубой тент, чтобы уменьшить теплоотдачу. Чтобы подбодрить экипаж, Скотт разрешил издавать рукописный журнал South Polar Times, главным редактором которого был Шеклтон, а Барнс и Уилсон рисовали цветные иллюстрации акварелью или карандашами. Скотт рассчитывал, что литературные материалы, если их переправить в Англию и издать, подстегнут интерес публики и позволят собрать средства на третий зимовочный сезон. Материалы поступали из обеих кают-компаний. Скотт, по общему мнению, был непревзойдённым мастером акростихов. Кётлица (его называли «Cutlets», по созвучию с английским названием отбивной) вывели в этом журнале как человека странного, нелюдимого и неуклюжего, а публикуемые там же карикатуры были откровенно оскорбительными. Кётлиц общался со Скоттом в неформальной обстановке — оба были неплохими шахматистами и боролись за первенство в экспедиции, однако командир раздражался, если доктор выигрывал. В дневнике Скотт назвал своего врача «добродушным тупицей». В общем, отношения врача и команды не ладились: он был замкнут, не разделял развлечений в кают-компании, и к тому же рядовых раздражали ежемесячные исследования крови. Кроме того, Кётлиц никого не пускал в свою лабораторию, что изумляло даже давно знавшего его Армитеджа.
На судне поддерживались военно-морские порядки: так, каждое воскресенье проводили аврал и смотр на верхней палубе, что увеличивало угрозу обморожений. По воскресеньям проводились богослужения, на которых Ройдс играл на фисгармонии, а Кётлиц — сын священника — читал молитвы.
Команда жила по времени 180-го меридиана. Поддержание ежедневного распорядка было обязанностью Ройдса. Раньше всех вставал дежурный по кухне, который должен был развести очаг в камбузе и растопить воду для готовки и мытья. Доктор Уилсон также вставал раньше всех, ибо инспектировал качество консервов в откупориваемых банках. Ежедневно группа матросов привозила глыбы льда с ближайшего ледника: снег не годился, ибо имел меньший объём и требовал больше топлива для расплава. Общая побудка наступала в 7:00, завтрак накрывали в 8:30. Обычно он состоял из каши и хлеба с вареньем, но два раза в неделю к ним добавлялась тюленья печень. Всеобщую ненависть возбуждала стряпня кока Бретта, известного также нечистоплотностью. В 9:15 для всего экипажа читалась краткая утренняя молитва, и начинались работы. Обед накрывали в 13:00, это была основная трапеза, состоящая из супа, мяса (сначала консервов, затем свежего) и десерта. Тюлени не исчезали даже во время полярной ночи, поэтому свежее мясо можно было готовить три раза в неделю. В рационе не хватало овощей и фруктов, а консервированных было взято очень немного. Кётлиц пытался делать некое подобие гидропоники (семена помещались на пропитанную водой и химикатами фланель), но лучший результат дала антарктическая почва. После наступления полярного дня британец ухитрялся выращивать салат, редис и лук-порей. Изначально это был биологический эксперимент для проверки свойств антарктических грунтов, однако его результаты имели гораздо большее значение для здоровья команды.

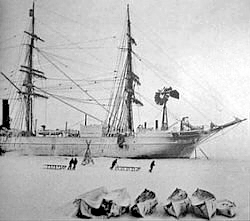
Фотография «Дискавери» с установленным ветряком электрогенератора

После обеда рядовым выдавали порцию грога, и с 14:00 до 17:00 продолжалась рабочая смена. Файф о’клок включал чай и хлеб с джемом и сыром, желающие оставляли что-то от обеда. Свежий хлеб выпекался ежедневно. Вечером люди были предоставлены сами себе, матросы занимались изготовлением разных поделок, офицеры развлекали себя настольными и карточными играми, вели дневники и музицировали. В кубриках команды температура редко опускалась ниже +10 °C, в офицерской кают-компании и каютах было намного холоднее (по ночам — до нуля). Однако в целом помещения были относительно сухими и считались достаточно комфортабельными. Отбой объявляли в 22:00, когда в кубриках вывешивали гамаки. Уилсон и Кётлиц разошлись во мнениях, какую следует поддерживать температуру в помещениях и насколько часто их проветривать. Уилсон, излечившись от туберкулёза, настаивал на частом проветривании и негодовал из-за огромного количества потребляемого табака. Самой неприятной обязанностью были ночные метеорологические измерения, которые вахтенные проводили каждые два часа по 13 различным показателям, включая наблюдения за облачным покровом, полярными сияниями и прочим. Стандартная процедура замеров занимала при спокойной погоде около 20 минут, но в пургу длилась значительно больше. Ночными вахтами офицеры распоряжались каждый по-своему: Скотт стирал одежду и даже принимал ванны, пока не заработал ревматизма. Большинство использовали тихое время суток для чтения или писания.
Изначально «Дискавери» освещался электричеством, что рассматривалось как стимулирующее средство против депрессии полярной ночи. Из-за сильнейших майских штормов ветряк электрогенератора сломался, и механик Скелтон был бессилен привести его в порядок. Пришлось перейти на керосиновые лампы: у экспедиции было 1500 галлонов керосина, специально изготовленного, чтобы он не загустевал на морозе. Имелся и запас свечей. Несмотря на то что никто не мог сказать, прибудет ли следующим летом судно снабжения, Скотт не призывал экономить на освещении.

### Сезон 1902—1903 года

#### Весенние походы

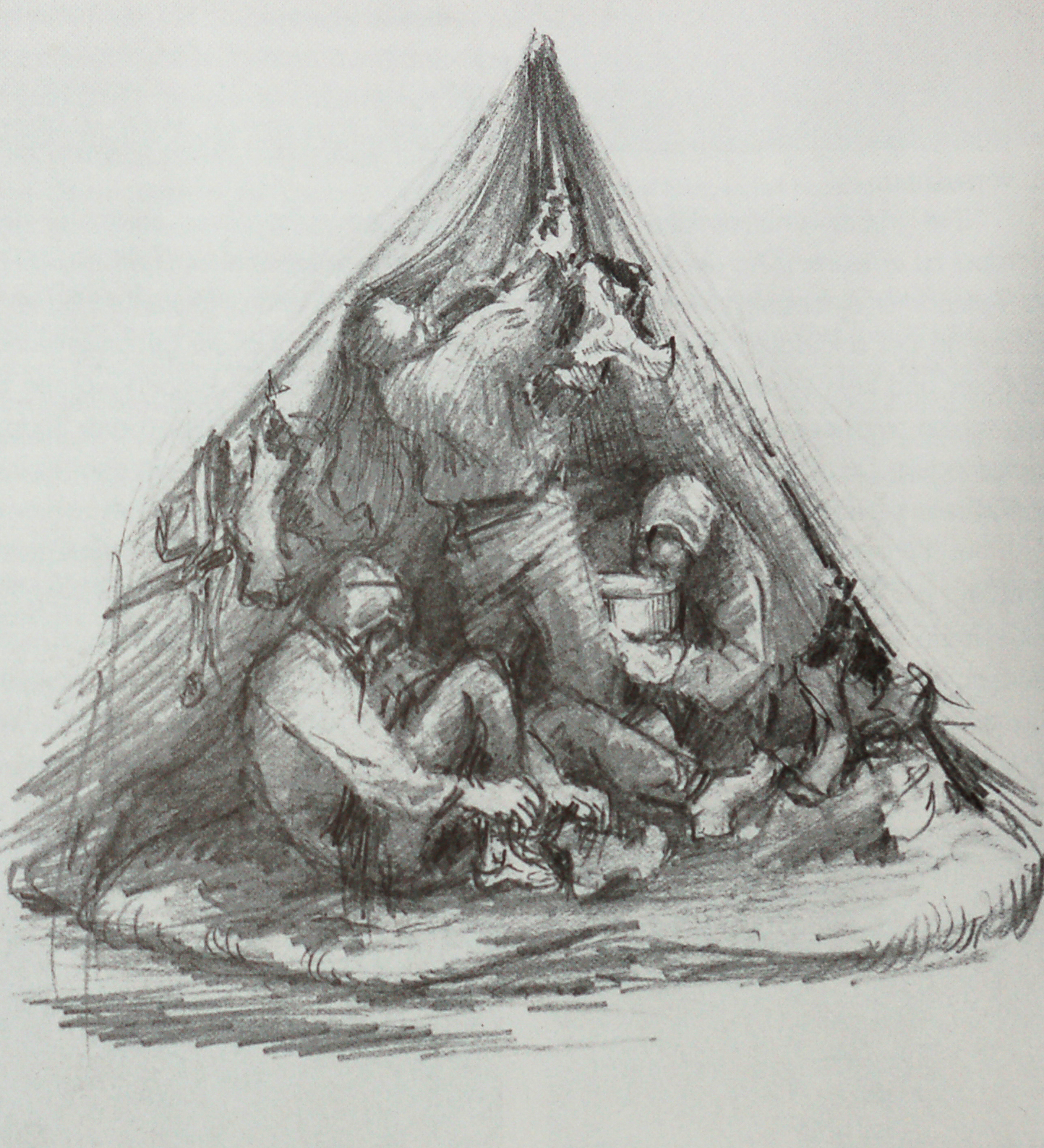
Зарисовка Э. Уилсона, показывающая переодевание и сушку одежды в палатке во время полярного похода, 1910

Из-за сложного финансового положения экспедиции Роберт Скотт рассчитывал завершить программу исследований к концу полярного лета 1902—1903 годов. Таким образом, за один антарктический весенне-летний сезон команде предстояло проделать основную часть научной работы. Главной задачей были исследование внутреннего пространства материка и продвижение до максимально возможной южной точки. Командир при этом отлично понимал, что его команда не готова к столь сложному предприятию. Зимой Скотт рассчитал график весенних походов, первый из которых стартовал 2 сентября. Участники экспедиции всё ещё очень плохо знали окрестности своего зимовья, поэтому начали с рекогносцировки. Скотт решил взять с собой всех собак: их осталось 19 (одна погибла вместе с Винсом, трёх сожрали сородичи и одна издохла от болезни). В отряд Скотта вошли Уилсон, Шеклтон, Скелтон, Физер и Феррар, причём врач очень не хотел участвовать в походе. Главной целью было сравнение тяговых качеств собак и людей, первоначально в сани впрягались и люди, и собаки. Это привело только к сумятице и неразберихе, что окончательно убедило Скотта в правильности избранной им тактики — люди должны сами тащить на себе всё снаряжение. Короткий разведочный поход также показал, что англичане не умеют сушить снаряжение в экстремальных холодах, и им очень тяжело спать на морозе в палатке. Пробный поход завершился 5 сентября, при этом Феррар сделал некоторые геологические наблюдения, а Скелтон удостоверился, что конструкция нарт и собачьей упряжи была удачна. Роберт Скотт пришёл к выводу, что оптимальным составом санной партии будут три человека.
Параллельно с командирским отрядом на два дня был отправлен в поле и Армитедж, чтобы проверить склады, заложенные прошлой осенью. Далее, 10 сентября 1902 года на север был отправлен отряд Ройдса, в который вошли Кётлиц, Лэшли, Куортли, Эванс и Уайлд. Их отряд провёл в поле 14 дней при температуре воздуха −53 °F (−47,2 °C), пережив несколько метелей. Вернуться пришлось только из-за потери спального мешка Лэшли в буране. 11 сентября 1902 года Армитедж вышел в поле во второй раз, взяв с собой Феррара, Кросса и ещё трёх матросов. Глава партии заставил всех своих людей встать на лыжи, несмотря на то, что Скотт считал их пригодными только для мягкого снега и человека налегке. Пытаясь разведать проход в горах, второй помощник командира воспользовался экспедиционным опытом в Арктике, зная, что человек на лыжах может тянуть довольно тяжёлый груз без изнурения. Кроме того, Армитедж поставил паруса на нарты, и в первый же день его партия прошла девять миль по леднику Феррара. Впрочем, из-за морозов и штормовой погоды на шестой день похода эту партию отделяло от «Дискавери» всего 20 миль. Неопытные моряки обмораживались, один вывихнул лодыжку. Хуже всего было то, что у двоих людей проявились симптомы цинги. Разведав пригодный для лыжников перевал, Армитедж приказал отступать на 11-й день похода. Вернувшись на судно, Армитедж поссорился с командиром и заявил:

«Скотт слишком доверял нашим мясным консервам… К тому же он чувствовал сентиментальное отвращение к забою тюленей в количестве, необходимом нам на зиму. Напрасно я и Кётлиц уговаривали его отдать соответствующий приказ, указывая, что убить сто тюленей ради сохранения нашего здоровья и нормального хода экспедиции ничуть не хуже, чем убить одного».

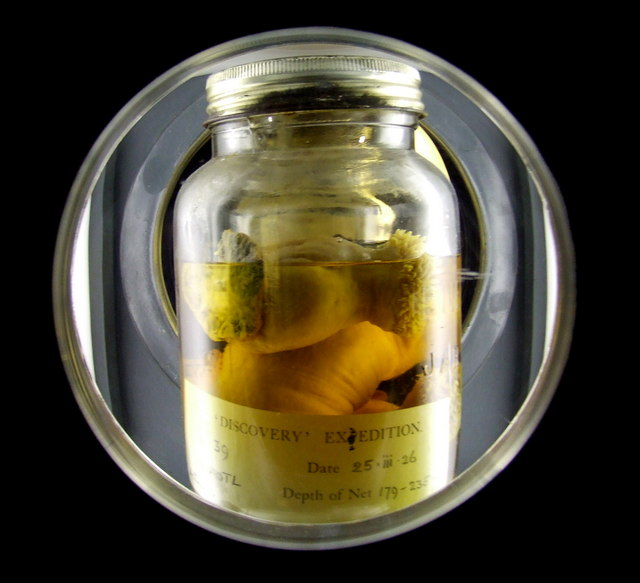
Биологические образцы, собранные во время экспедиции «Дискавери». Выставочный центр в Данди

Скотт ответил, что забой тюленей возможен только в научных целях. В этом его всецело поддерживал Уилсон, который формировал коллекцию препаратов и образцов полного репродуктивного цикла тюленя, начиная с эмбриональной фазы. Интересовали его также императорские пингвины, размножение которых было тогда ещё не изучено.
Несмотря на экстремальные погодные условия, Р. Скотт выступил на юг 17 сентября при −43 °F (−41,6 °C), взяв с собой всех собак, Шеклтона и Барна. Из-за сильнейшей пурги они вынуждены были пролежать в палатке без горячей пищи 36 часов и после обморожения Шеклтона вернулись на судно 19 сентября. Скотт был обескуражен, поскольку в существующей литературе об Арктике и Антарктике не упоминались столь суровые условия в это время года. Барн сильно обморозил пальцы на ногах и больше не мог принимать участие в санных походах. Поэтому 24 сентября Скотт заменил его на Физера, и вместе с Шеклтоном они в третий раз выступили в разведочный поход. В первый же день они проделали 18,5 миль, но уже 28 сентября началась сильнейшая метель. Попытка продолжать движение закончилась тем, что Физер упал в ледниковую трещину, по счастью, оставшись невредимым. Они заложили склад с припасами на шесть недель для троих примерно в 60 милях от корабля и 3 октября благополучно возвратились.
Пока не было командира, Армитедж отменил его приказы, отказался от консервов и мобилизовал команду на заготовку тюленины. Каким-то образом он заставил повара Бретта готовить вкусные мясные блюда (в том числе из печени, почек и сердца). Феррар утверждал, что при Армитедже к коку «перестали относиться как к животному». Это позволило избавиться от цинги и улучшить самочувствие экипажа. Скотт был шокирован, но принуждён согласиться с правотой Армитеджа и врача Кётлица.

#### Поход на Юг

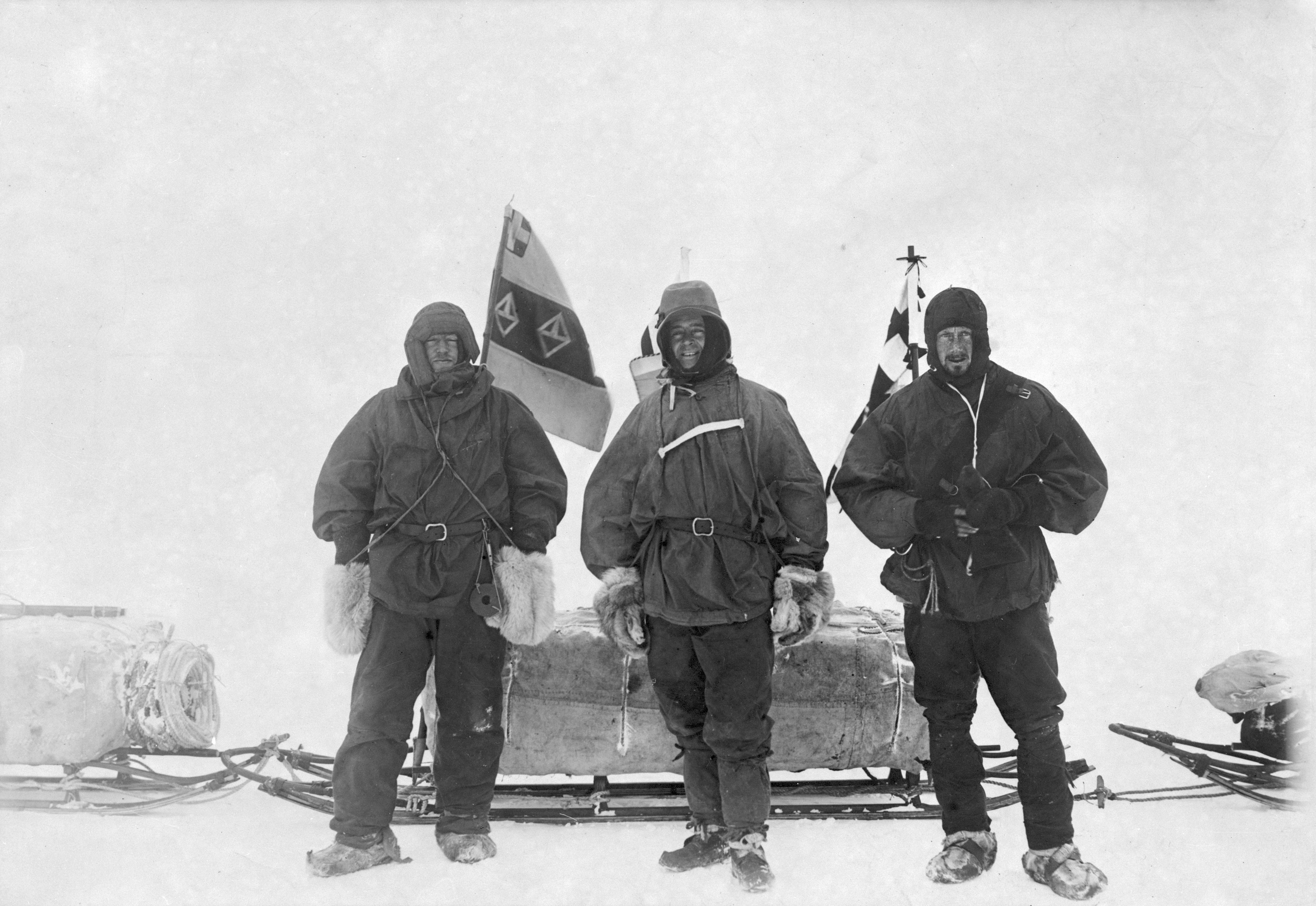
Участники санной экспедиции на старте, 2 ноября 1902 года. Слева направо: Шеклтон, Скотт, Уилсон

Перед отправлением Скотт сделал несколько распоряжений. Во-первых, он велел заменить большую часть пеммикана тюлениной, уваренной до крайней степени, чтобы она содержала как можно меньше воды. Армитедж получил от командира инструкцию, в соответствии с которой обязывался совершить поход в западном направлении с отрядом, выбор участников которого падал на второго помощника. Кроме того, в случае гибели Скотта Армитеджу предстояло вывести «Дискавери» изо льдов и вернуться в Новую Зеландию. Роберт Скотт решил включить в свой отряд Уилсона и Шеклтона. В честь похода 31 октября был дан торжественный обед с шампанским, однако дневниковые записи свидетельствовали о растущем раздражении Скотта против Шеклтона. Ирландец не считал их предприятие достаточно подготовленным и даже «на всякий случай» оставил завещание. Поход должен был начаться 1 ноября, но из-за плохой погоды был перенесён на день. Накануне отправления Кётлиц преподнёс экспедиционерам сюрприз: подал на ужин выращенные им в лаборатории горчицу и кресс-салат — это была первая зелень за 13 месяцев.
В десять часов утра 2 ноября 1902 года Скотт, Шеклтон и Уилсон выступили на крайний Юг в сопровождении 12 матросов вспомогательной команды Барна. Шеклтон сел на нарты с собачьей упряжкой и быстро опередил своих товарищей. Вместе с Южной партией на мыс Крозье был отправлен Ройдс, поход которого длился с 3 по 17 ноября. Также 3 ноября и группа Кётлица, Скелтона и Хэйра совершила экскурсию в бухту Эребус, чтобы узнать, имеется ли там колония пингвинов. Они исследовали обрыв ледника Эребус, но пингвинов не обнаружили. 5 ноября все благополучно вернулись. Далее Кётлиц и Армитедж отправились к Западному нагорью, предполагалось открыть удобный путь во внутренние области материка. В группе Армитеджа было 11 человек, включая Скелтона и Уайлда. Партия Кётлица должна была их снабжать и страховать, доктору было подчинено восемь человек. Стартовали они 29 ноября, Кётлиц шёл в авангарде, должен был передать свои припасы Армитеджу и возвратиться после трёх недель похода. Поход Армитеджа продолжался до 18 января 1903 года. Кётлиц, который вернулся ещё 28 декабря предыдущего года, уже на следующий день вместе с Ферраром — главным геологом экспедиции — и Ходжсоном совершил путешествие к острову Блэк, которое длилось до 8 января. Даже Скотт впоследствии признавал значимость этих экспедиций; общая их продолжительность составила 81 день.

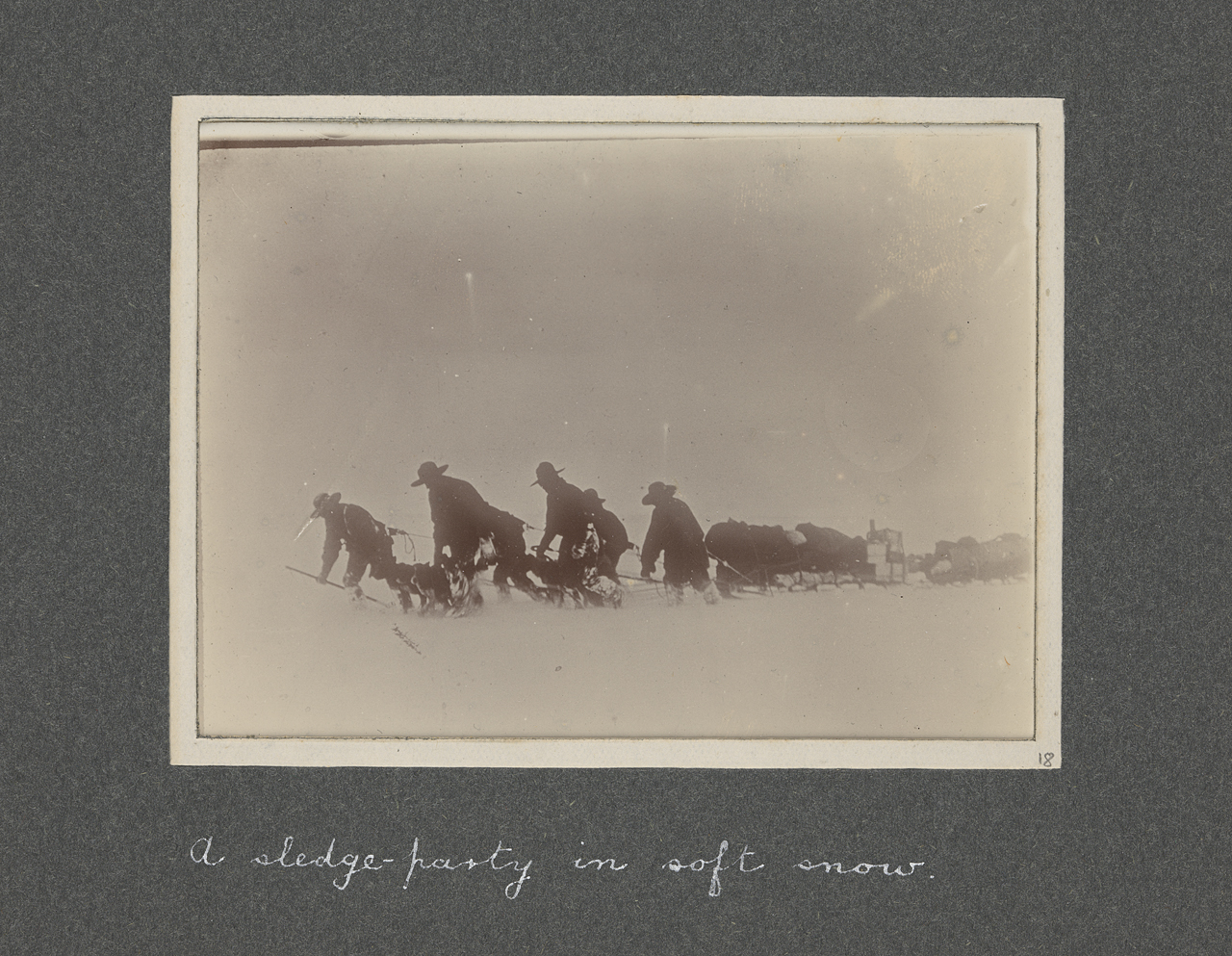
Группа Барна во время снегопада. Фото из альбома «With kindest wishes from E. H. Shackleton to the Missis Dawson Lambton in Remembrance of the great share they took in helping the Expedition, June 1905»

5 ноября 1902 года группа Барна отстала, а группа Скотта на собаках двинулась в автономном режиме. Продвижению мешала пурга (её пережидали, читая по очереди вслух «Происхождение видов» Дарвина). Вечером того же дня Уилсон отметил в дневнике, что Шеклтона мучает «стойкий и раздражающий кашель». Только 10 ноября группа Скотта добралась до заложенного ранее склада, где воссоединилась с группой Барна. 13 ноября они достигли 79° ю. ш., побив рекорд Борхгревинка. 16 ноября окончательно распрощались с группой Барна, и уже на следующий день собаки отказались тащить тяжело нагруженные сани, груз пришлось разделить на две части и в дальнейшем перетаскивать челночным способом (на преодоление одной мили пути требовалось три мили перехода, такой режим выдерживался 31 день). Собак приходилось кормить протухшей норвежской треской, и они очень быстро сдавали, определяя график похода. Тем не менее 25 ноября команда преодолела 80° ю. ш. Необходимость жестокого обращения с собаками нанесла Скотту психологическую травму: он был не в состоянии переносить избиения собак, совершенно необходимого, чтобы заставлять изнурённых животных пробираться вперёд. Одновременно пришлось устраивать только ночные переходы — при температуре около 0 °C в меховой одежде было невыносимо жарко. Люди получали полный рацион: утром перед выходом ели поджаренный бекон с сухарями и пили чай, в обеденный перерыв ели печенье и шоколад Bovril. Главной трапезой была вечерняя — варили похлёбку из тюленины или пеммикана с приправами и сыром и пили горячее какао. Из дневников членов команды очевидно, что им не хватало калорий — расходы энергии на тягло были больше, чем путешественники получали из своих рационов. Оказалось также, что керосин просачивался из бидонов — на морозе рассыпалась пайка, поэтому приходилось ограничивать количество горячей пищи, сокращать расходы топлива на освещение и обогрев палатки; экспедиционеры страдали и от обезвоживания, поскольку невозможно было растопить столько льда и снега, сколько требовалось. Оголодавшие собаки сорвались с поводка и сожрали недельный запас тюленины, что увеличило риск цинги в дальнейшем.

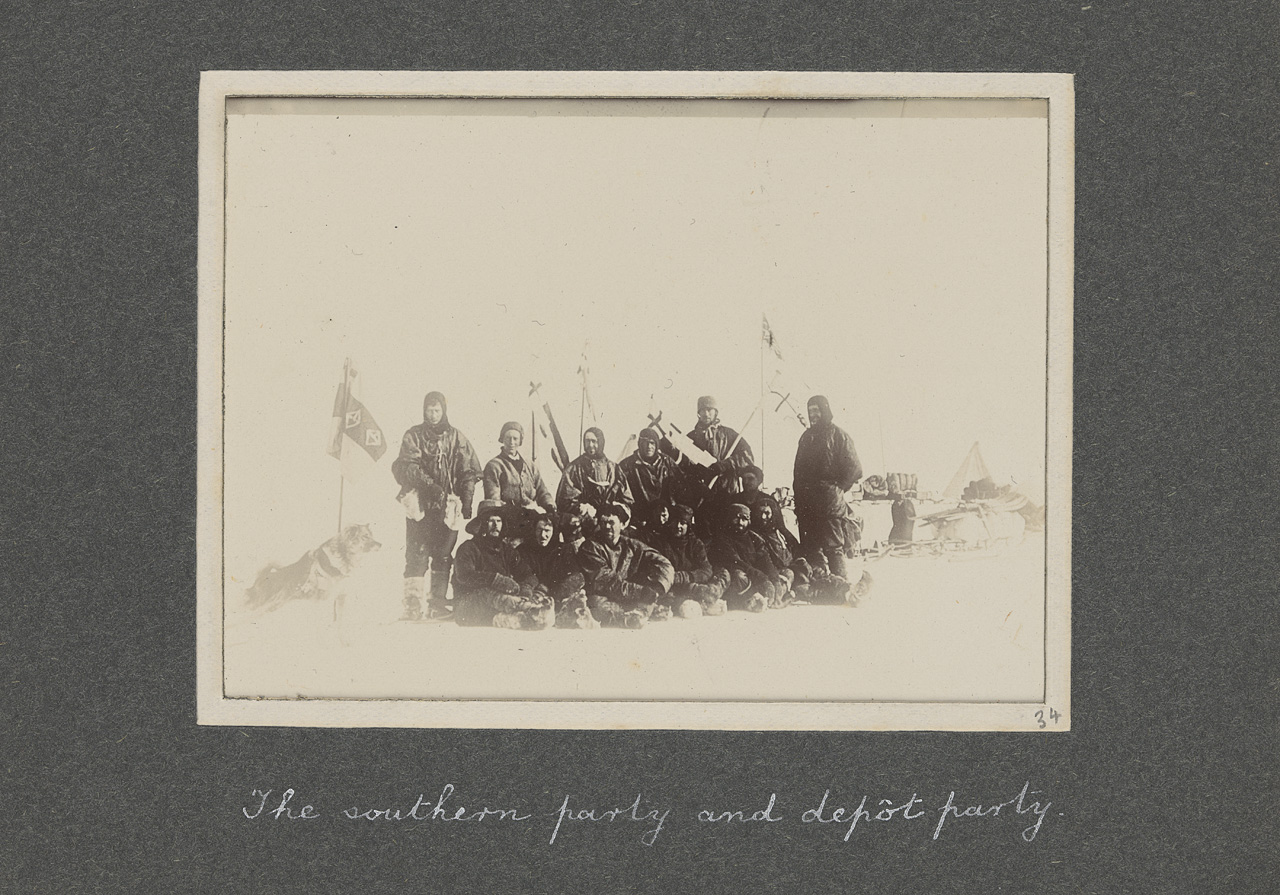
Полный состав группы Скотта и сопровождающего отряда. Фото из альбома: «With kindest wishes from E. H. Shackleton to the Missis Dawson Lambton in Remembrance of the great share they took in helping the Expedition, June 1905»

К 16 декабря экспедиционеры достигли 80°30′ ю. ш., пройдя в общей сложности (более половины пути двигаясь челноком) 380 сухопутных миль. Провианта осталось всего на четыре недели, и тогда Скотт позволил Уилсону убить собаку, чтобы накормить её останками других. Люди не ели собачатины, страдая от голодных спазмов, ибо суточный паёк не превышал 1½ фунтов твёрдой пищи, в основном сухарей и пеммикана. Уилсон был вынужден сохранять пару сухарей от дневных трапез, чтобы сосать их во время ночной голодной бессонницы. Скотт полагал, что курение трубки уменьшит аппетит и в результате к середине декабря истратил почти весь запас табака. Он попытался использовать вместо табака чай, но «последствия были ужасны». Уилсон страдал от снежной слепоты и, несмотря на это, при очередном медосмотре заметил у Шеклтона первые симптомы цинги, ничего не сообщив ему об этом. В этой истории нет ясности: в книге об экспедиции Скотт утверждал, что Уилсон доложил ему об этом 21 декабря, но в дневнике Уилсона медосмотр был датирован 24 декабря, и утверждалось, что цингой были поражены и Скотт, и Шеклтон. Было принято решение отказаться от бекона и питаться имеющимся запасом тюленины.
К рождественскому сочельнику все мысли путешественников были только о еде, и они в деталях расписывали друг другу подробности праздничного стола. В действительности нехватка топлива делала любые изыски невозможными. Уилсон писал в дневнике, что праздничный завтрак включал тюленью печень и бекон, зажаренные с сухарными крошками, полный чайник горячего чая и по ложке ежевичного варенья на каждого. На ужин сварили крутую похлёбку из пеммикана «так, чтобы ложка стояла», и какао. Сюрприз заключался в том, что Шеклтон извлёк из носков куски пудинга с изюмом и застывший кусок искусственного мёда.

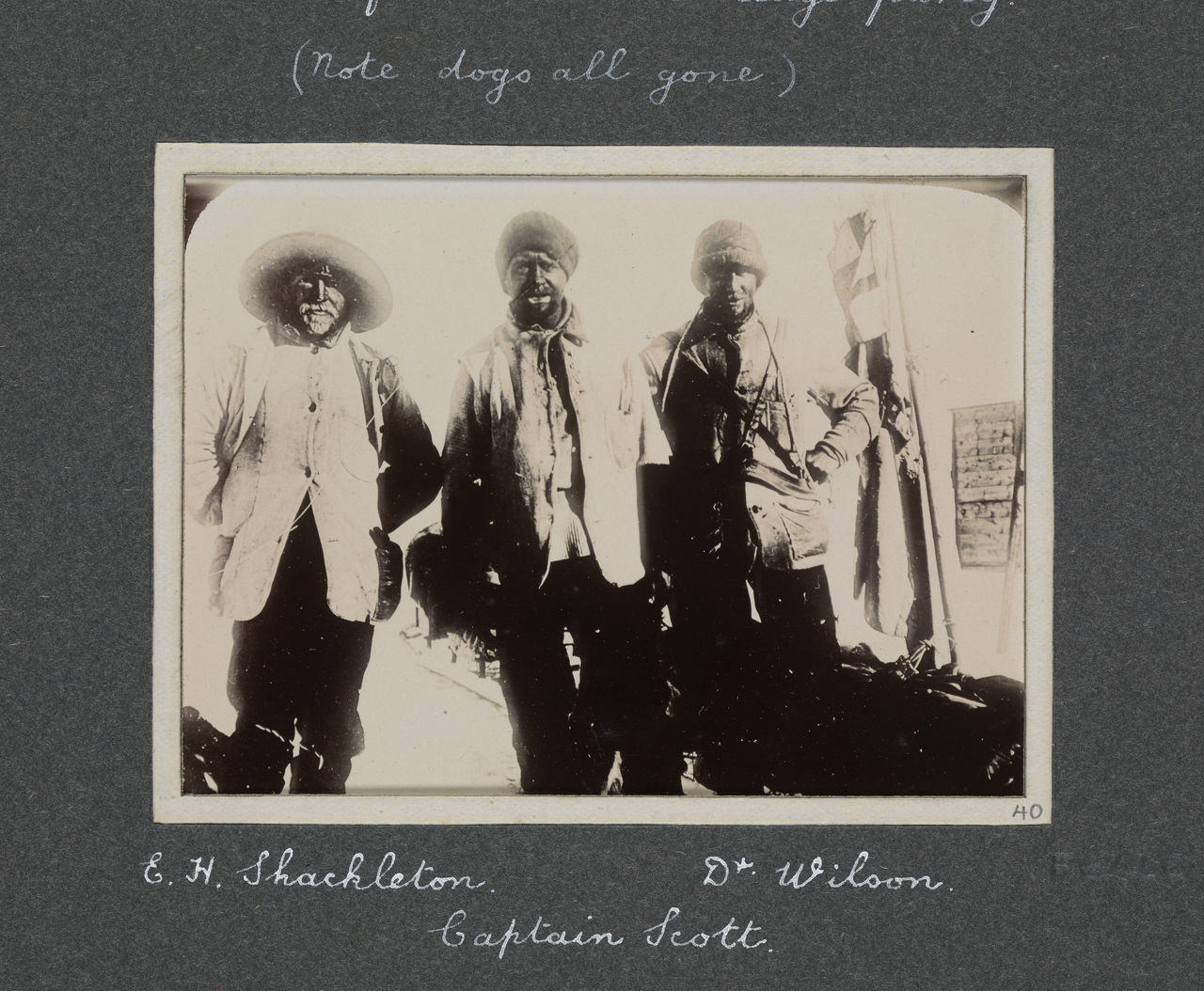
Скотт (в центре), Шеклтон и Уилсон после возвращения. Фото из альбома «With kindest wishes from E. H. Shackleton to the Missis Dawson Lambton in Remembrance of the great share they took in helping the Expedition, June 1905»

26 декабря Уилсон заработал чрезвычайно сильный приступ снежной слепоты, причём от боли не помогал и кокаин, используемый для её лечения; заснуть он смог, только сделав себе инъекцию морфия. Уилсон завязал глаза, а поводырём ему служил Скотт. 28 декабря они увидели горы, и особо примечательные вершины назвали в честь Лонгстаффа и Маркэма. Скотт планировал совершить ещё один переход, но эти замыслы были сорваны пургой. Тем не менее 30 декабря экспедиционеры достигли 82°11′ ю. ш. (82°17′ по измерениям Скотта), преодолев треть расстояния до Южного полюса за 59 дней. Истощение к тому времени достигло крайней степени: Скотт писал в дневнике, что после всякой трапезы чувствовал себя таким же голодным, как и до неё. Люди всё более страдали от холода и решили поворачивать на базу.
1 января 1903 года Скотт, Шеклтон и Уилсон отправились на север. В тот же день издохла одна собака, а остальных приходилось силой ставить на ноги по утрам, до такой степени они ослабели. На протяжении последующих двух дней издохло ещё три собаки, так что остальным можно было позволить хорошо питаться. Шеклтон настолько ослаб, что в один из вечеров опрокинул котелок с варевом из пеммикана и растёртых сухарей, но его подобрали с брезентового пола палатки и съели. 3 января на сани был поставлен импровизированный парус, что позволило освободить собак от работы — они теперь только сопровождали людей, но продолжали умирать. Уилсону пришлось прекратить их мучения. Даже и в этом случае запасы должны были закончиться к 17 января. Рацион сократился до того, что в обед ели полтора сухаря, к которым полагался кусочек тюленины и восемь кусков сахара. Уилсон разжигал примус один раз в день и только на 20 минут из-за почти полностью закончившегося керосина.
13 января разразился буран, несмотря на все усилия, удалось пройти всего ¾ мили. В этот день удалось найти заложенный по пути склад, но у Шеклтона проявились симптомы цинги, а ещё были повреждены дёсны и глотка, он кашлял и харкал кровью. Его пришлось освободить от тягла и обязать сообщать о самочувствии; Скотт удвоил количество тюленины в рационе. Все трое периодически страдали от приступов снежной слепоты. К 20-му числу Шеклтону стало легче, и ему стали доверять вести хозяйство перед ночным отбоем, далее попутный ветер позволил ставить на нарты парус; Шеклтон при этом становился на единственную в отряде пару лыж. Достигнув склада 26 января, путешественники страдали от последствий обжорства (на складе были сардины, изюм, шоколад и портвейн), а Шеклтону стало совсем плохо — он страдал удушьем. Единственным положительным моментом было то, что топлива и пищи теперь было достаточно, чтобы вернуться на «Дискавери». До 30 января свирепствовал буран. Когда он закончился, в течение 20 минут Шеклтона пытались поставить на лыжи, а когда этого сделать не удалось, его усадили на сани. С тех пор Скотт в своих дневниковых записях именовал его «нашим инвалидом» либо «астматиком». Уилсон страдал от болей в колене, но всё-таки к началу февраля все трое более или менее оправились, даже Шеклтон смог самостоятельно передвигаться.
3 февраля 1903 года Скотт, Уилсон и Шеклтон вернулись на «Дискавери»; их встретили Скелтон и Бернакки. «Дискавери» был украшен флагами; Скотт писал, что праздничный ужин и ванна позволили восстановить его силы. Однако он был встревожен тем, что судно отделяло от открытой воды восемь миль льда. Южный поход группы Скотта длился 93 дня, за это время было пройдено 960 миль (1540 км), включая челночные рейсы. Среднесуточный переход равнялся 16 км.

#### Прибытие спасательного судна

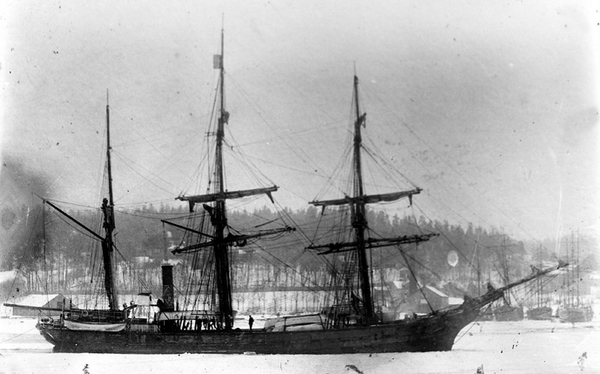
Вспомогательное судно «Морнинг»

Рождество 1902 года праздновали без Скотта и Армитеджа, которые находились в исследовательских походах. Празднование сопровождалось демонстрацией «волшебного фонаря». Однако в начале января офицеры и матросы стали испытывать беспокойство: не было ни малейших признаков того, что «Дискавери» сможет выбраться изо льдов. Скелтон, обследовав 21 января 1903 года льды в заливе Мак-Мердо, пришёл к выводу, что освободиться не получится. На следующий день разразилась буря, уносившая ледовые поля в океан, но даже и в этом случае судно отделяло от открытой воды девять миль. Люди стали готовиться бурить и взрывать лёд, но в полночь 24 января в десяти милях от берега было замечено судно. Это был вспомогательный барк «Морнинг», отправленный Маркэмом.
Молодой Маркэм в 1845 году был под большим впечатлением от отправления экспедиции Франклина и полагал, что катастрофа произошла оттого, что не было направлено вспомогательного отряда. По этой причине, планируя антарктическую экспедицию, ещё в 1897 году Маркэм заложил в план и бюджет спасательную операцию и даже присматривал подходящее судно во время визита в Норвегию в том году. Он начал сбор средств сразу после отплытия «Дискавери» и оценил экспедицию «Морнинга» в 20 000 фунтов стерлингов (2 041 000 в ценах 2018 года). Сэр Л. Лонгстафф сразу внёс в фонд экспедиции 5000 фунтов и оплатил переоборудование судна. Остальные деньги поступали минимальными траншами: Fishmongers' Hall внёс 100 фунтов, фондовая биржа — 800 фунтов, а Лондонский Ллойд — 100 фунтов. Король Эдуард VII пожертвовал 100 фунтов, Принц Уэльский — ещё 50. К концу 1901 года Маркэму удалось привлечь только 9000 фунтов. В 1902 году Маркэм обратился к лорду Бальфуру и напомнил, что когда в 1880 году пропал Ли Смит, правительство выделило 5000 фунтов на его поиски. В ответ правительство выразило недоумение, что гранта 1899 года оказалось недостаточно. Благодаря призыву газеты The Times, серии публичных выступлений и согласию правительства Новой Зеландии подписаться на 1000 фунтов Маркэму в конце концов удалось собрать 22 600 фунтов стерлингов (2 307 000). Капитан Колбек получил жалованье в 400 фунтов в год (40 830) и должен был, помимо спасательной миссии, реализовать программу океанографических и метеорологических наблюдений. Если со Скоттом было всё в порядке, по инструкции Колбек переходил под его начало. Если Скотта не удалось бы найти на пространстве между Китовой бухтой, Мак-Мердо и мысом Адэр, Колбеку предписывалось оставить склад на мысе Крозье, в бухте Вуд-Бэй и на месте зимовки Борхгревинка. Маркэм, однако, предусматривал совместное возвращение «Морнинга» и «Дискавери», ибо на третий сезон средства отсутствовали.

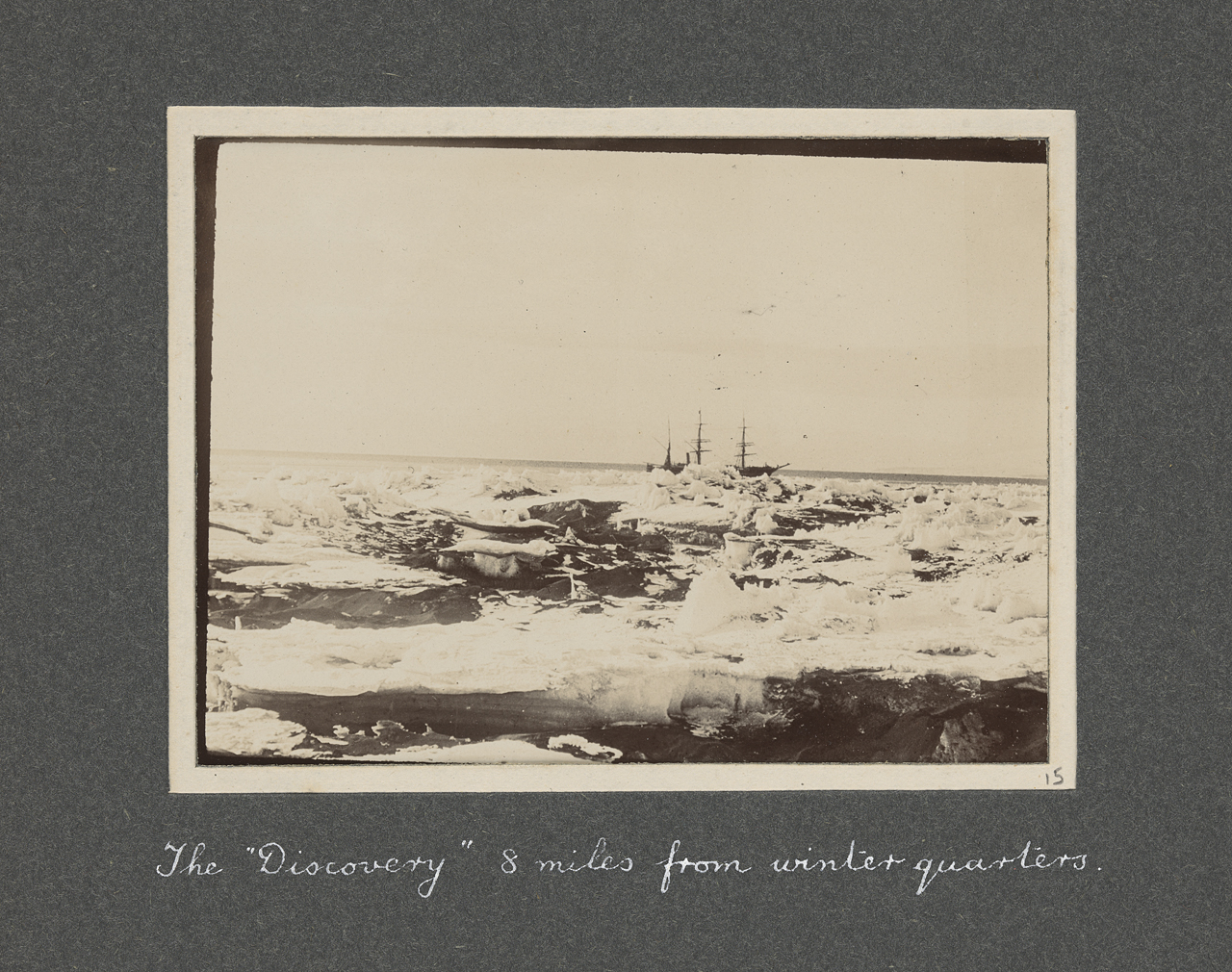
«Дискавери» за 8-мильной ледовой преградой. Фото из альбома «With kindest wishes from E. H. Shackleton to the Missis Dawson Lambton in Remembrance of the great share they took in helping the Expedition, June 1905»

«Морнинг» отплыл 9 июля 1902 года из Ост-Индских доков Лондона. Перед отходом была анекдотическая ситуация: Маркэм считал настоятельно необходимым наличие пианино в кают-компании. Однако купленный инструмент не пролезал в проём люка, и тогда судовой механик распилил его, а затем собрал внутри помещения. 3 января 1903 года судно находилось у Земли Виктории, а 8 января достигло мыса Адэр. Не найдя следов пребывания команды Скотта, Колбек двинулся к мысу Крозье, где 17 января обнаружил записку Ройдса, оставленную за три месяца до того. Пережив антарктическую бурю, «Морнинг» 23 января достиг острова Росса и в 23:40 с борта завидели мачты «Дискавери». Однако десятимильная полоса льдов была совершенно непреодолимой. Наутро дали сигналы ракетницей и установили сообщение между судами. Пребывание команды Колбека в Мак-Мердо продлилось 38 дней.
Вернувшийся Скотт, осознав, что ледовую перемычку невозможно преодолеть, мобилизовал обе команды, чтобы перевезти по льду как можно больше угля и припасов. Однако «Морнинг» был небольшим судном, и Колбек не мог отдать много запасов, чтобы не ставить под угрозу собственное возвращение. Уголь был свален у ледникового языка, чтобы его затем можно было перевезти на «Дискавери», и отправлено было около 6000 фунтов (2722 кг) баранины из Новой Зеландии. Скотт позднее утверждал, что не получил того, без чего можно было бы обойтись (запасов на «Дискавери» должно было хватить на две зимовки). Никто не предусмотрел необходимости пополнить запасы свечей и керосина. Однако полученные фруктово-овощные консервы, приправы и соусы разнообразили меню и способствовали улучшению самочувствия команды. 17 февраля 1903 года закончился полярный день — солнце впервые ненадолго село за горизонт; стало ясно, что освободить «Дискавери» не удастся.
Скотт официально объявил, что его долг — вернуть на родину заболевших членов команды и тех, кто пожелает закончить работу в экспедиции. Истинной его целью было избавиться от «нежелательных» людей в своём окружении. По состоянию здоровья уволились трое рядовых, нанятых в торговом флоте; некоторые уволились добровольно, поскольку их не устраивали жалованье и военные порядки. Главный скандал был связан с эвакуацией Шеклтона, которого Скотт отправлял на родину против его воли и вопреки мнению Кётлица и Армитеджа. Роланд Хантфорд, анализируя дневники Скотта, Уилсона и Шеклтона, пришёл к выводу об остром конфликте между формальным и неформальным лидерами похода и считал, что харизматичный Шеклтон был угрозой для капитанского руководства. Формальной причиной его увольнения было плохое состояние здоровья. Однако в сохранившейся переписке Армитеджа содержатся сведения, что, по мнению Кётлица, его ассистент Уилсон после возвращения из похода на Юг находился во много худшем состоянии и нуждался в постельном режиме. Скотт тогда очень жёстко поставил перед Кётлицем вопрос, сможет ли лейтенант Шеклтон немедленно приступать к исполнению своих обязанностей, и в результате его заключение стало окончательным формальным основанием увольнения ирландца. При этом по условию контракта Скотт не мог уволить Армитеджа, Кётлиц также остался до конца, несмотря на недовольство царящими в экспедиции порядками. 2 марта 1903 года «Морнинг» покинул Антарктику. На следующий день Скотт отдал приказ начать забой тюленей и складировать их мясо в ледяные бунты: предстояла вторая зимовка

### Сезон 1903—1904 годов

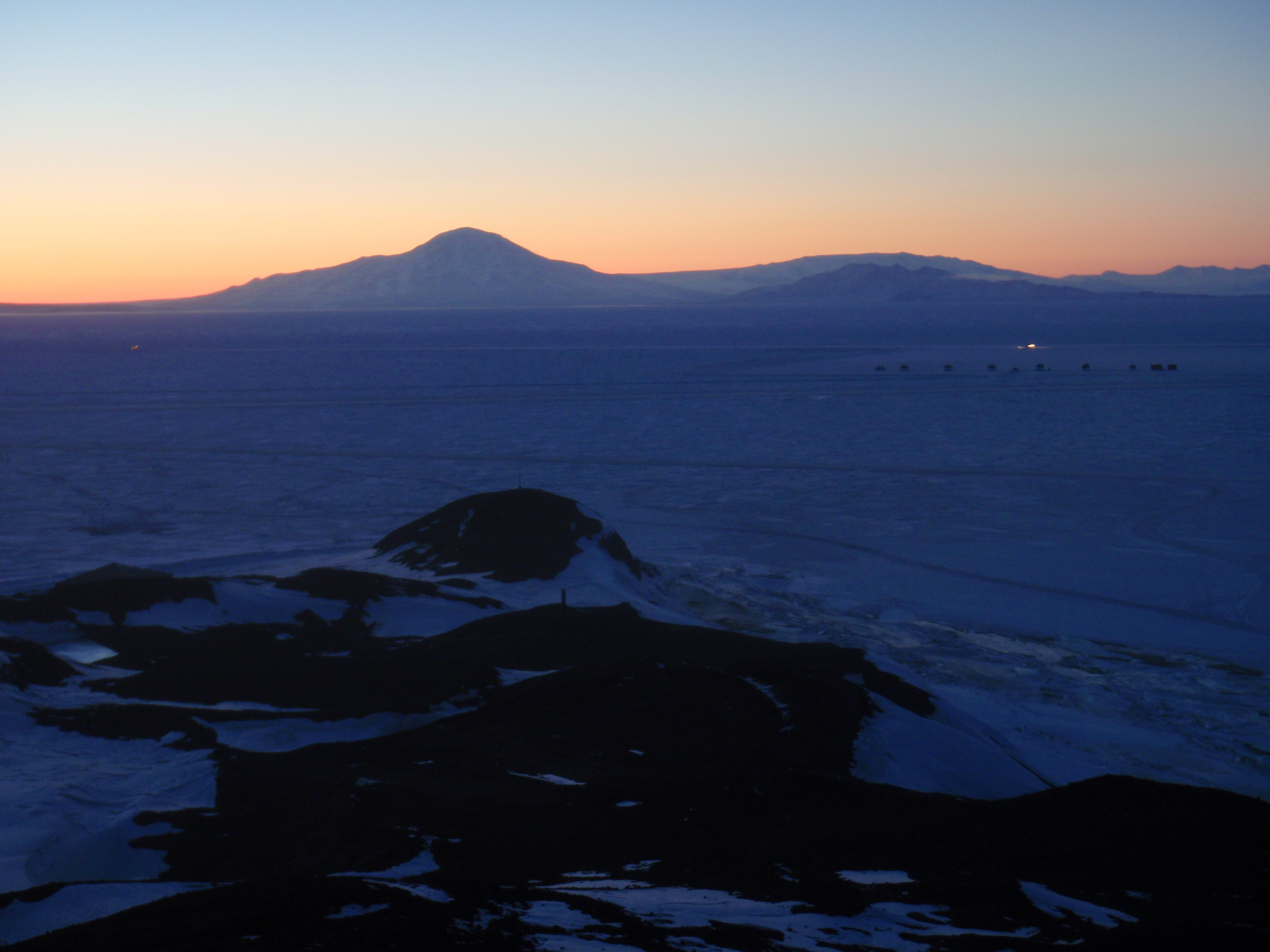
Гора Дискавери на рассвете. Вид с Хат-Пойнт, фото 8 октября 2009

#### Вторая зима во льдах
Зима в 1903 году началась очень рано. В общем, Р. Скотт полагал, что цели экспедиции выполнены и что вторая зимовка будет не более чем «пустой тратой времени». Его беспокоили карьерные перспективы; кроме того, в письме Маркэма, переданном Колбеком, сообщалось, что фонд экспедиции располагает суммой в 3858 фунтов стерлингов (398 100 в ценах 2018 года). Этого было достаточно для возвращения двух кораблей обратно в Англию, но очень мало, если бы что-то произошло в следующий сезон. Шансы набрать значительную сумму для ещё одного сезона были исчезающе малы. По-видимому, Скотт рассчитывал, что мартовские и апрельские штормы вынесут «Дискавери» в океан, но этого так и не произошло.
Моральный климат на борту несколько улучшился, поскольку остались почти исключительно военные моряки. Скотт планировал научную работу и был недоволен провалом океанографической программы. Самой большой зимней проблемой было отсутствие освещения, поскольку на одно лицо полагалась единственная свеча в сутки, а керосин требовалось беречь для санных походов и для отопления научных павильонов за пределами судна. Главный механик Скелтон в этих условиях решил устроить на «Дискавери» газовое освещение, светильный газ для которого должны были получать сухой перегонкой угля, запас которого на борту достигал 84 тонн. Расход топлива составлял при этом 15 центнеров в неделю. С апреля 1903 года кают-компания была освещена по 10 часов в сутки, а затем механик Деллбридж оборудовал горелки и в кают-компании матросов. Скотт учёл собственные ошибки предыдущего года, поэтому команда активно охотилась на пингвинов и тюленей и даже ловила рыбу. Кок Бретт был уволен и покинул экспедицию на «Морнинге», а его помощник Кларк, получив повышение, удовлетворял самые взыскательные вкусы. Поскольку новый кок и его помощник были самыми загруженными людьми на борту, команда давала им один выходной в неделю, во время которого не готовили горячей пищи.

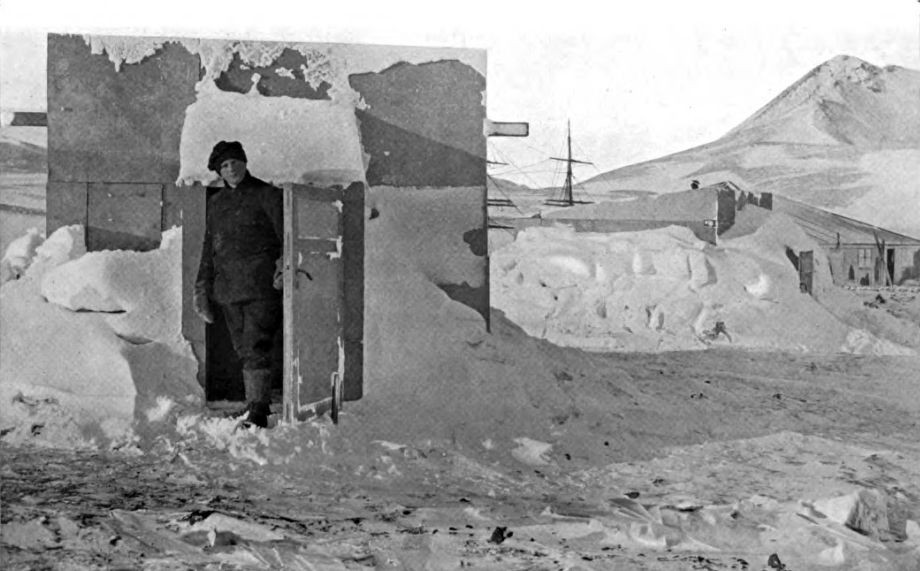
Бернакки и его хижина для магнитных наблюдений. На заднем плане виден «Дискавери»

Развлечений стало значительно меньше: не устраивалось театральных представлений, несмотря на призывы Скотта организовывать разнообразную культурную программу. Учёные читали лекции, а офицеры занялись просвещением нижних чинов: Ходжсон преподавал арифметику коку Кларку и ещё двум матросам. Армитедж проводил хоккейные матчи даже при температуре −39 °F (−39,4 °C). Форматы матчей были самыми разнообразными — офицеры против матросов, «окаменелости» против «жеребят» (fossils versus colts: те, кто старше и моложе 28 лет), женатые против холостых и так далее. В кают-компании соревновались любители бриджа и шахмат, наиболее сильными игроками были Скелтон и Ройдс, им немногим уступали Скотт и Армитедж. Кётлиц скрывался в своей лаборатории, прозванной на борту Inner Sanctum (игра слов: одновременно «святая святых» и «уединённое убежище»). Было решено продолжать издание South Polar Times, главным редактором которой был избран Бернакки, не обладавший юмором и литературным даром Шеклтона; ему ассистировали Форд и Уилсон. Распорядок дня повторял суточный и недельный графики предыдущей зимы, однако от самых тяжёлых ночных вахт были освобождены Армитедж, Кётлиц и сам Скотт. В целом было ясно, что количество работы значительно уступало численности команды — рядовые обязывались трудиться от 9:00 до 13:00 и были свободны оставшуюся часть суток. Основную долю наружных работ во время зимы составляли рубка и доставка льда для растопки. Палатки, одежда и спальные мешки были сильно изношены в предыдущий сезон и нуждались в ремонте. Унтер-офицеры должны были следить за освещением и не допускать возгораний; помимо поваров, самыми занятыми были механики во главе со Скелтоном, которые не только поддерживали газовое освещение, но и следили за законсервированными на зиму паровыми котлами и машиной. Кроме того, механики ремонтировали нарты и полозья, лудили и паяли посуду и т. д.
Скотт решил отказаться от южнополярных планов, поскольку на судне осталось всего восемь собак, а без них было немыслимо продвинуться дальше. Это вновь привело к обострению в отношениях: Армитедж, который больше всех сделал для снаряжения экспедиции и считал себя самостоятельной фигурой, вообще перестал разговаривать с капитаном. Он остался на вторую зимовку, рассчитывая провести летом самостоятельный поход, но теперь убедился, что эти планы не осуществятся. Хотя он не любил покидать помещения (что высмеивалось в статьях South Polar Times), но рьяно взялся за магнитные исследования, чтобы не пересекаться со Скоттом. Кётлиц тоже считал, что капитан вёл себя в этой ситуации «по-детски».

#### Санные походы весны 1903 года

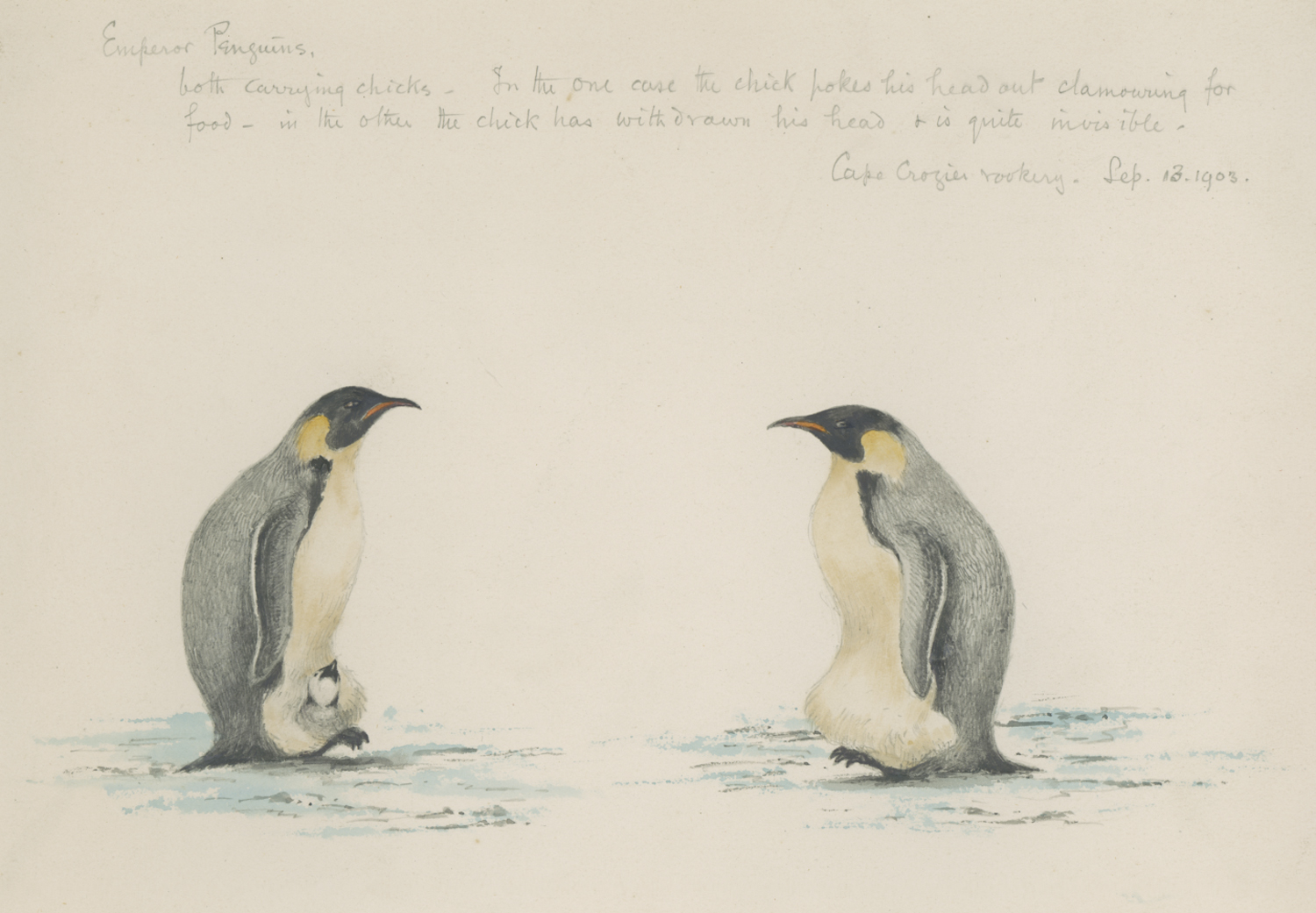
Самцы императорских пингвинов с птенцами. Зарисовка, выполненная А. Уилсоном на мысе Крозье 13 сентября 1903 года

Важный в условиях полярной ночи день середины зимы не отмечался на «Дискавери» особой церемонией, однако Ройдс раздал офицерам маленькие бутылочки пива Bass (последние из оставшихся), а Уилсон презентовал жестянку с 1000 сигарет, переданных через команду «Морнинга». Скотт откупорил последнюю бутылку шампанского. В эти дни была зафиксирована самая низкая температура за всю экспедицию: −67,7 °F (−55,3 °C). После праздников капитан поделился планами на следующий сезон: первостепенным было освобождение корабля. Было решено приступить к прорубанию во льдах канала до кромки открытой воды, что надлежало начать 15 декабря. Эта же дата определяла продолжительность санных походов, поскольку экипаж должен был собраться воедино. Скотт, с подачи Уилсона, назначил главным местом исследования мыс Крозье с его гнездовьями пингвинов. Район прошлогодних исследований Армитеджа и Феррара Скотт забирал себе. Кроме того, был запланирован поход группы Барна на юго-запад, тогда как Ройдс должен был снабжать припасами его и Скотта. Последний приказал убить всех щенков, родившихся в сентябре; Р. Хантфорд цитировал его дневник: «…осточертело видеть такое количество жалких недоразвитых мелких тварей, готовых перегрызть друг другу глотки». Даже Уилсон, во всём поддерживавший командира, когда в 1904 году получил отчёт Свердрупа о его экспедиции в Канадский Арктический архипелаг, был поражён количеством и протяжённостью санных походов, которые норвежцы смогли совершить на ездовых собаках.
7 сентября Уилсон впервые отправился на мыс Крозье изучать императорских пингвинов, где с перерывами пребывал до декабря. К колонии пингвинов удалось подобраться впервые 18 октября, и в результате этого похода биологи получили исчерпывающие сведения о физиологии и поведении этих птиц. Однако Уилсону не удалось получить яиц с эмбрионами на ранней стадии развития, в результате чего он пришёл к выводу, что необходим поход полярной ночью. В период экспедиции «Дискавери» такой поход был неосуществим.
9 сентября Скотт выступил для закладки складов, необходимых для подъёма на ледник. Его группа вернулась 20-го, сумев заложить склад в 60 милях от корабля. Эта партия двигалась в экстремальных погодных условиях, когда пурга при −50 °F (−45,5 °C) была нормой. Барн параллельно столкнулся с морозами до −60 °F (−51,1 °C); Эрнест Джойс сильно отморозил ногу. В следующий поход удалось выступить только 6 октября: группа Барна двигалась в полном составе на юг до 28 октября, далее часть команды была отправлена назад, а основной отряд двигался к 80° южной широты, которая была достигнута 14 ноября. Возвращались они, по возможности, следуя изгибам горных хребтов и береговой линии, проделав качественную геодезическую работу и сделав важное гляциологическое открытие. Барн отметил, что заложенный осенью 1902 года склад сместился на 608 ярдов относительно двух нунатаков, к которым был привязан. Это стало убедительным доказательством течения ледника и того, что он находится на плаву.
Весной 1903 года было совершено ещё три попытки санных путешествий. Группа Ройдса (в неё входили Бернакки, Кросс, Кларк, Пламли и Гилберт Скотт) была отправлена на юг 10 ноября. Главной их целью была проверка предположения Бернакки, что антарктический ледник плавает на поверхности моря. За 18 дней они прошли 155 миль, причём Бернакки непрерывно проводил магнитные и температурные измерения, свидетельствовавшие, что Великий ледяной барьер — это шельфовый ледник и имеет равнинный характер. Кётлиц и Армитедж вышли 23 ноября в район горы Дискавери, но Феррар, который должен был идти с ними, перед отправлением получил травму, и на его место взяли Хилда. Они осмотрели ледник, стекающий в залив Мак-Мердо, и вернулись 12 декабря.

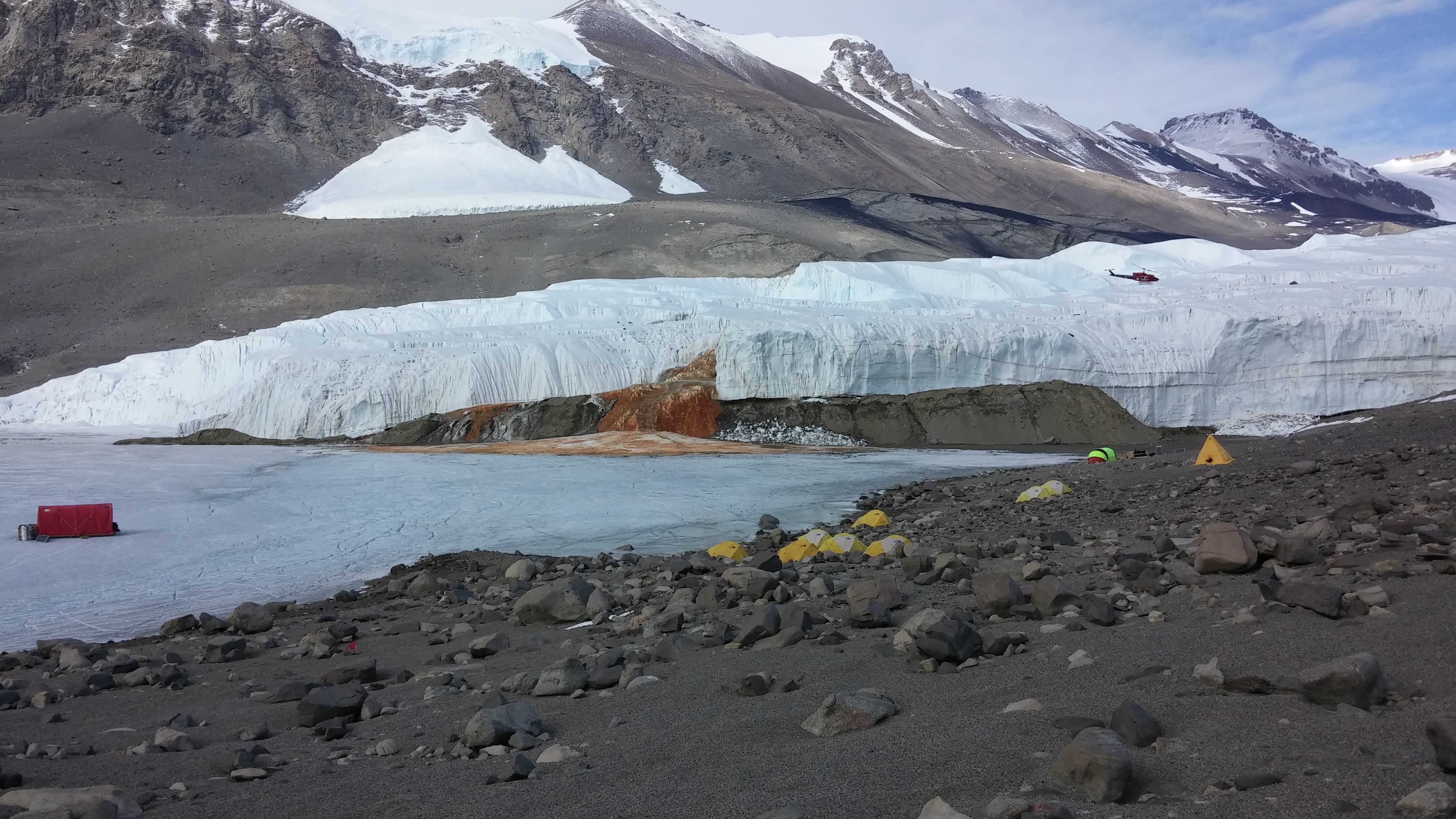
Ледниковый язык в сухой долине Тэйлора. Виден также «Кровавый водопад». Фото 1 декабря 2014 года

Главную задачу сезона Скотт взял на себя: поднявшись маршрутом Армитеджа на запад, он хотел исследовать условия во внутренних областях Земли Виктории. Выступив 12 октября 1903 года, несмотря на жестокие ветра и твёрдый снег, путешественники поднялись на 7000 футов (2100 м). При этом постоянно ломались сани (часть полозьев нарт была окована нейзильбером по совету Нансена, тогда как деревянные полозья раскалывались на твёрдом льду при низкой температуре), сильнейшие бураны изнуряли людей. Были и другие происшествия: матрос Пламли, рубя замёрзший пеммикан, повредил большой палец. За восемь дней путешественникам удалось преодолеть 150 км, таким образом, они стали первыми людьми, достигшими периферии Полярного плато. Армитеджу в предыдущий сезон понадобилось 27 дней для аналогичного достижения. Продвигаться дальше было совершенно невозможно, и группа Скотта повернула обратно. За три следующих дня они прошли 87 миль, в том числе 37 миль за один день.
26 октября Скотт с подчинёнными снова выдвинулся на запад. 11 ноября руководимая им команда разделилась на две группы. Группа Феррара, в которую входили также Кеннар и Уэллер, осталась выполнять геологические исследования на местности. Именно им удалось совершить главные открытия в этом походе. В долинах ледника Феррар впервые обнаружил окаменелости, которые позволяли судить о геологической истории Антарктического материка. Также геологи обнаружили, что ледник постепенно отступал. Тщательно зафиксировав находки, исследователи 11 декабря самостоятельно вернулись на «Дискавери». Вторая группа из шести человек продолжала двигаться в западном направлении при постоянной температуре −44 °F (−42,2 °C). Из-за того, что люди сдавали, Скотт оставил при себе только механика Лэшли и квартирмейстера Эванса, а Скелтона, Пэра и Хэндсли отослал (у всех были проблемы со здоровьем). Несмотря на голод и обморожения, 16 декабря группа Скотта совершила замечательное открытие — обнаружила антарктический оазис, свободный ото льда, позже названный в честь Гриффита Тейлора. Механик Лэшли — участник похода — даже заявил, что в этом месте можно выращивать картошку. Вернувшись на «Дискавери» 24 декабря, за 59 дней (с момента второго старта 26 октября) Скотт, Лэшли и Эванс преодолели 725 миль до 146°30′ з. д., проходя в среднем 14½ миль в день. Эти показатели практически не отличались от переходов во время Южного похода, хотя собак у экспедиционеров не было. Скотт использовал и этот аргумент против использования ездовых собак.

#### Вторая спасательная операция

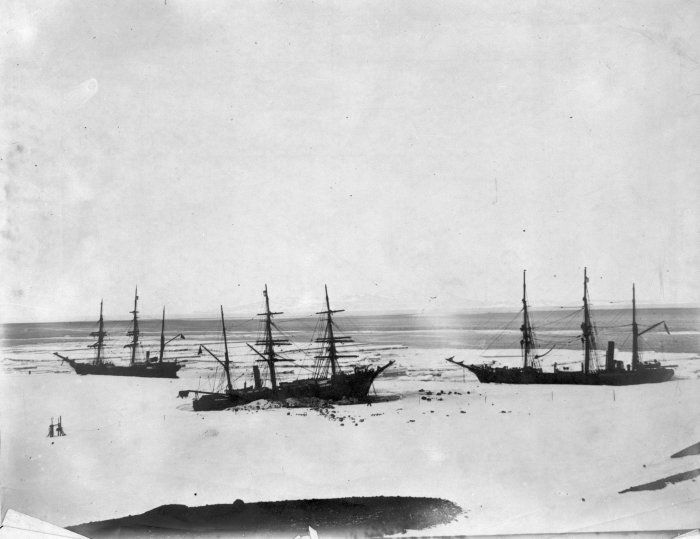
«Дискавери», «Морнинг» и «Терра Нова» во льдах пролива Мак-Мердо. Февраль 1904 года

Перевозка имущества с «Дискавери» по льду

Вернувшись на Рождество на «Дискавери», Скотт рассчитывал, что судно освободится ото льда. Однако на борту он застал всего трёх людей (включая Кётлица), остальные под командой Армитеджа отправились пробивать канал во льдах. Команда разбила палаточный лагерь в десяти милях к северу от судна, под прикрытием мелких островков. Кромка льда была ещё в десяти милях, но помощник не рискнул расположиться там. Таким образом, распиловка ледового поля была начата с середины; работы велись в три смены, в каждой по 10 человек. Скотту и его людям понадобилась почти неделя для реабилитации, только после этого командир смог оценить объём работ. Круглосуточный каторжный труд (при том, что к месту работы надо было добираться полторы мили) не приносил результата: за 12 дней удалось пропилить во льду только две канавы в 150 ярдов длиной. Даже оптимист Уилсон был подавлен — при такой скорости «Дискавери» мог быть освобождён примерно за 220 дней. Более того, в холодные ночи уже пропиленные каналы вновь замерзали, и всё надо было начинать сначала. Автор исследования об экспедиции «Дискавери» Т. Бомэн задался вопросом, почему Армитедж, отлично сознавая бессмысленность затеи, всё-таки её возглавил. Он полагал, что Армитедж хотел таким образом бросить вызов Скотту и Маркэму и доказать, что и моряк торгового флота сможет командовать военными, а также продемонстрировать, что одной только силы воли недостаточно для реализации сложной инженерной задачи. Самолюбие Скотта ранил и такой казус: матрос Делл, повредив руку (впоследствии он стал инвалидом), был списан на «Дискавери» и приставлен к собакам. Не имея никаких предварительных навыков, он нашёл общий язык со сворой, научился ею управлять и даже стал неплохим лыжником. 1 января Скотт, наконец, явился на место работы и, пробыв здесь час, приказал немедленно всё прекратить. Испытывая желание отдохнуть от людей, Скотт вместе с Уилсоном отправился наблюдать за пингвинами и за время этой экскурсии поделился своими опасениями и просил остаться на третью зимовку. 5 января всё изменилось: пришёл капитан Колбек на «Морнинге».
25 марта предыдущего года, едва не застряв во льдах, Колбек добрался до Новой Зеландии и отправил Маркэму телеграмму в 500 слов с кратким отчётом. Президент КГО немедленно развернул кампанию в прессе, подавая достижения Скотта в нужном для себя ракурсе: например, он писал, что припасов экспедиции хватит только до января 1904 года. Поскольку началась вторая зимовка, для эвакуации команды Скотта и выплаты долгов по заработной плате фонду экспедиции не хватало 8000 фунтов стерлингов (862 500 в ценах 2018 года). Колбеку было предписано оставаться в Новой Зеландии и на будущий год забрать всю команду «Дискавери», бросив судно в Мак-Мердо, если не удастся его освободить. В Лондоне Маркэму удалось вынести обсуждение вопроса о «Дискавери» на заседание Палаты общин, но безрезультатно. Благодаря вмешательству Гидрографического управления ВМФ Комитет экспедиции смог приобрести ещё и китобойное судно «Терра Нова», для переоборудования которого наняли Шеклтона. В Лондон всё-таки приехал Колбек, который получил от Адмиралтейства общее командование над «Морнингом» и «Терра Новой» и припасы на 18 месяцев. Маркэм был чрезвычайно недоволен всеми этими действиями. Адмиралтейство даже обвинило Объединённый комитет экспедиции в расточительстве и плохом руководстве и пригрозило Маркэму судебным процессом. Королевское географическое общество выпустило резолюцию, осуждавшую Маркэма. Её инициатором был секретарь КГО сэр Леонард Дарвин.

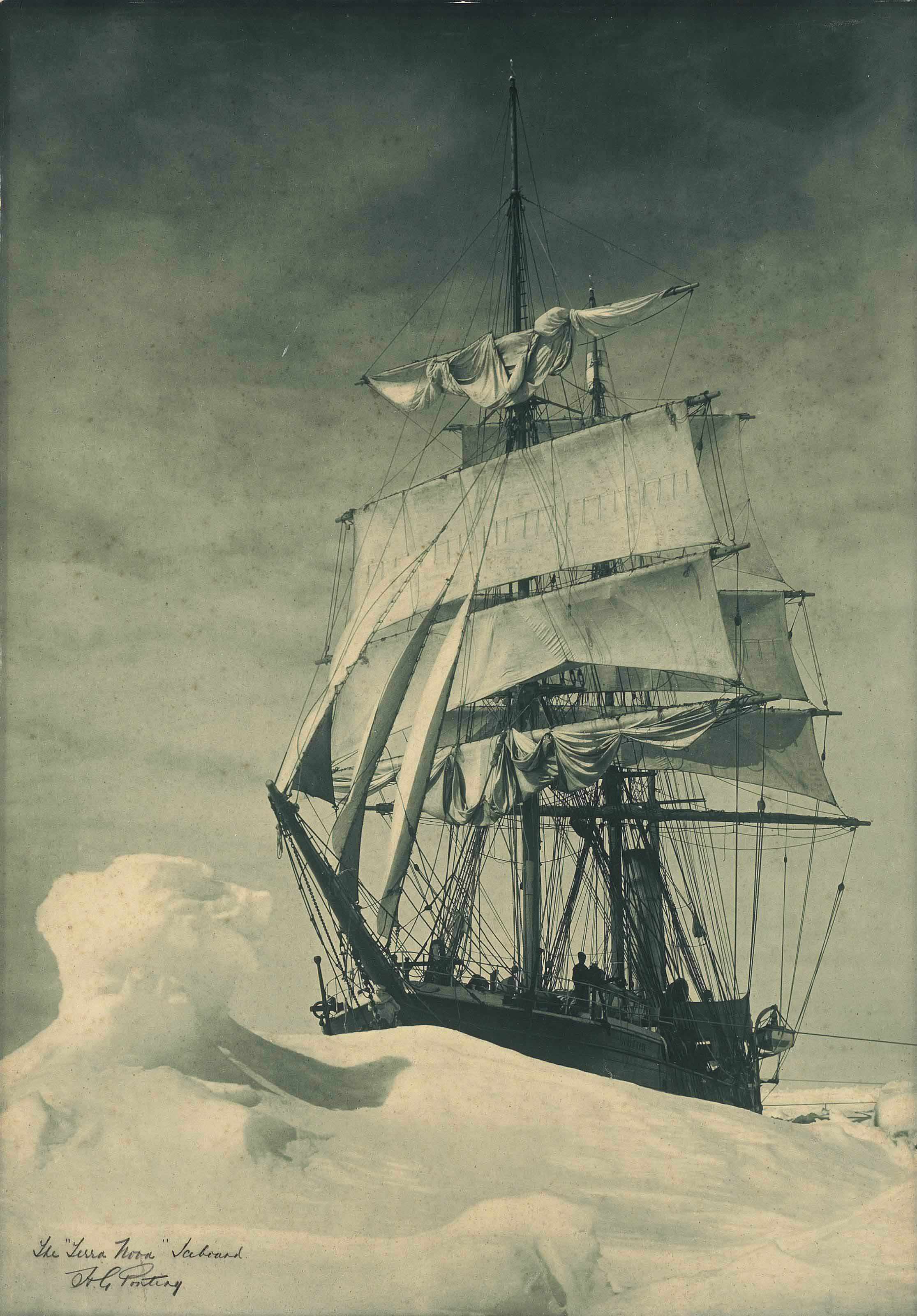
«Терра Нова» во льдах. Фото Герберта Понтинга, 1911

Спасательная экспедиция вышла из Хобарта 5 декабря 1903 года, предстояло пройти максимальное расстояние под парусами, чтобы экономить уголь. Паковых льдов достигли на Рождество. 4 января 1904 года произошла протечка парового котла на «Морнинге», сильно обварился механик, но впоследствии выжил. Несмотря на все проблемы, 5 января оба судна подошли к Мак-Мердо, и обнаружилось, что их отделяет от «Дискавери» 19 миль плотных льдов толщиной десять футов, тогда как в марте предыдущего года это расстояние не превышало и пяти. Сам Скотт был настолько обескуражен приказами Адмиралтейства бросить судно, что объявил о них офицерам только 8 января, а рядовым «Дискавери» — 10-го. Тем не менее между 10 и 18 января были предприняты попытки взорвать лёд, как у судна, так и у начатых в декабре каналов. Поскольку они не принесли результата, Скотт распорядился начать перевозку наиболее ценного оборудования на спасательные суда. В число «наиболее ценного» вошли фисгармония и пианино. Их переноска оказалась крайне затруднительной: однажды понадобилось шесть часов, чтобы оттащить сани на расстояние двух миль; Том Крин дважды проваливался под лёд. Тогда командиры «Морнинга» и «Терра Новы» попытались использовать свои суда как ледоколы, чтобы добраться до «Дискавери». С 19 по 22 января свирепствовала метель, которая отнесла в море много льда, сократив расстояние между кораблями до 14 миль. К 25 января это расстояние сократилось до десяти миль, а ещё через два дня температура поднялась до +7 °F (−13,8 °C), и лёд постепенно начинал растрескиваться. 31 января ледовая перемычка сократилась до восьми миль, а на «Дискавери» впервые было заметно волнение моря. Перевозка личных вещей экипажа и снаряжения тем не менее была продолжена. К 4 февраля льды простирались только на шесть миль, но на офицерском собрании 9 февраля всем было очевидно, что шансы вывести судно всё ещё невелики. Скотт был явно подавлен от перспектив покинуть свой корабль. 10 февраля он подписал приказ об оставлении судна (к тому времени часть команды уже была снята); дата выхода на «Морнинге» была установлена 27 февраля. В тот же день 10 февраля разразился сильнейший шторм, который к полуночи 11-го сократил ледяную перемычку всего до двух миль. «Терра Нова» продолжила таранить лёд, и к 14 февраля прогресс был очевиден. В 23:00 14 февраля «Терра Нове» удалось добраться до судна Скотта. Весь день 15 февраля велись взрывные работы, которые могли повредить и судно: во время одного из взрывов Ходжсона выбросило из койки. Наконец, 16 февраля «Дискавери» оказался на плаву; толщина ледового ложа вокруг судна достигала семи футов.

#### Возвращение

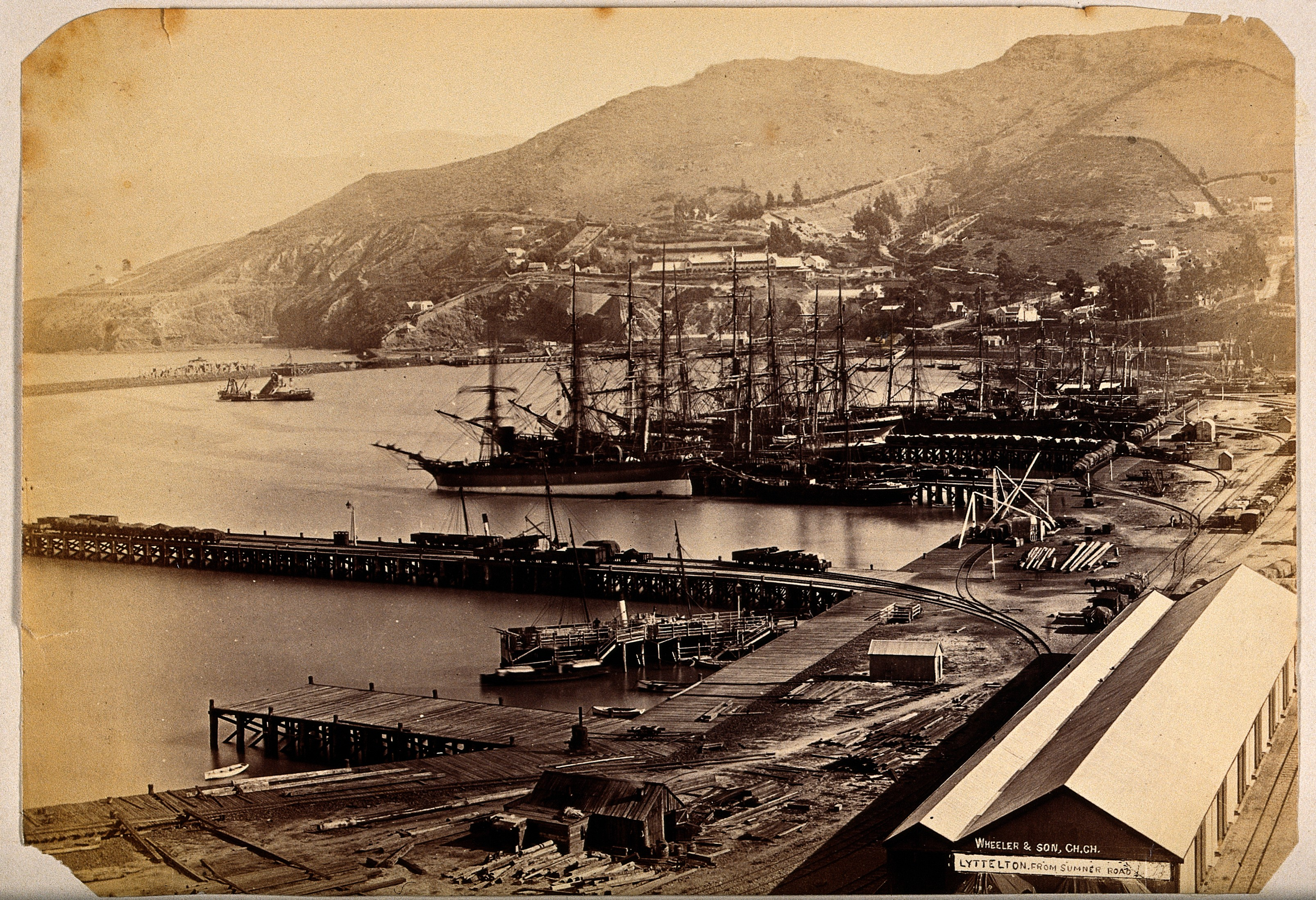
Гавань Литтелтона в Новой Зеландии

Поскольку после освобождения «Дискавери» шторм не прекращался, участникам экспедиции продолжала грозить опасность: огибая Хат-Пойнт, судно было увлечено течением и потеряло управление. Результат был катастрофичен — ночью 17 февраля корабль сел на мель и в течение восьми часов в 8-балльный шторм подвергался атакам волн и плавучих льдов. Был повреждён фальшкиль, его обломки всплывали из-под корпуса, а комингсы были насколько перекошены, что ни одна из дверей не закрывалась. К вечеру ветер поменял направление, и «Дискавери» снесло на глубоководье. Скотт намеревался на обратном пути исследовать местность к западу от мыса Адэр, однако после двух зимовок на «Дискавери» не было запаса угля. Вспомогательные суда после месяца спасательной операции также не располагали излишками топлива, хотя с «Морнинга» передали 25 тонн угля, а с «Терра Новы» ещё 50; с последнего судна на борт приняли также 7000 ящиков с провиантом на обратный путь. Настроение команды сильно подняло то, что после запуска паровой машины появилось электрическое освещение: Ройдс воспринял это как «возвращение к нормальной жизни». 22 февраля отказали трюмные помпы, и вода стала подниматься до уровня топки котла, что угрожало взрывом. Измученные люди выкачивали воду вручную, пока не отремонтировали и запустили паровой насос. 24 февраля судну пришлось встать на якорь в виду мыса Адэр для замены руля, что заняло целый день. Угля к тому времени оставалось восемь тонн. В северном направлении были видны отсветы ледяных полей, что грозило опасностью дрейфа во льдах. Во время шторма 28 февраля «Дискавери» и «Терра Нова» потеряли друг друга, а барк Скотта набрал много воды; были затоплены жилые помещения. Несмотря на отчаянное положение, капитан Скотт решил уточнить существование островов Баллени, открытых Уилксом, подтвердил их реальность и определил географические координаты. Дальнейшее продвижение позволило опровергнуть существование Земли Уилкса. Наконец, 5 марта 1904 года «Дискавери» пересёк Южный полярный круг в обратном направлении, а последний айсберг миновали ещё через два дня. До самой остановки на Оклендских островах (14 марта) погода была штормовой. 19 марта к островам подошла и «Терра Нова», но «Морнинга» всё не было. Он появился только 20 марта, сильно повреждённый штормами, и Колбеку понадобилось 10 дней, чтобы привести судно и команду в форму, позволяющую «вернуться к цивилизации».
1 апреля 1904 года — в Страстную Пятницу — все три судна вошли в гавань Литтелтона. Новозеландцы оказали экспедиционерам восторженный приём: с них не брали денег за посещение клубов, проезд по железной дороге и постой в гостинице. Скотт направил в Лондон телеграмму, извещающую о благополучном возвращении. В ответ король направил Скотту сразу два поздравления, а Королевское географическое общество сразу же наградило Скотта Королевской медалью, которая была вручена матери исследователя. В Новой Зеландии Кётлиц совершил вместе с Ройдсом поездку на Северный остров продолжительностью 22 дня. Больше всего ему понравилось озеро Роторуа.
8 июня «Дискавери» вышел на родину через Тихий океан и Фолклендские острова. Новозеландские фермеры подарили команде 20 овец, но 16 из них были смыты за борт первым же штормом, в который корабль попал днём позже. Для пополнения припасов пришлось заходить 8 июля в Пунта-Аренас; следующая остановка была в Порт-Стэнли. Там «Дискавери» встретился с командой «Морнинга», а «Терра Нова» не заходила в порт вообще. В Порт-Стэнли на борт взяли отару из 20 овец, на следующий день половина её была смыта за борт штормом — в точности, как после выхода из Новой Зеландии. У матроса Уитфилда после Новой Зеландии проявлялись симптомы психического расстройства, он даже пытался покончить с собой, поэтому нуждался в постоянном присмотре. Однако по пути в Англию он несколько оправился. Понадобилась и остановка в Понта-Делгада, где Скотт встретил князя Монако Альбера I. 10 сентября 1904 года экспедиция вернулась в Портсмут, а ещё через две недели «Дискавери» совершил переход в Лондон и ошвартовался в Ост-Индских доках.
Сразу по прибытии «Дискавери» в Портсмут газета Daily Express сообщила о состоянии полярников следующее:

«Кожа их стала почти чёрной, как старинная мебель из красного дерева. У них походка людей, привыкших к тяжёлой одежде, стесняющей движения. Говорят они необыкновенно тихими голосами. <…> Капитан Скотт сказал только, что все находящиеся на борту чувствуют себя хорошо… „Мы сделали много открытий, — добавил он, — но по сравнению с тем, что осталось сделать, это не более как царапина на льду“».
В Лондоне команде был оказан весьма скромный приём: приветственный банкет состоялся только на следующий день в складском помещении, где, несмотря ни на что, его возглавлял сэр Клементс Маркэм. Ни один из лордов Адмиралтейства не присутствовал. Скотт был повышен в звании до капитана 1-го ранга и был награждён Золотой медалью Королевского географического общества (Медалью покровителей), а также стал командором Королевского ордена Виктории. Скотт также был удостоен наград Шведского и Датского географических обществ, а Русское географическое общество избрало его почётным членом. После возвращения в Англию офицеры экспедиции были награждены Полярной медалью с пряжкой «АНТАРКТИКА 1902—04», в число награждённых вошёл и Кётлиц, который, помимо того, был удостоен Специальной антарктической медали в серебре от Королевского географического общества (реплики золотой медали, учреждённой специально для Скотта). Маркэм арендовал Королевский Альберт-холл (на 7 ноября 1904 года), чтобы представить результаты путешествия широкой публике. Лекция Скотта длилась 90 минут и сопровождалась показом 150 диапозитивов. В торжественной церемонии участвовал американский посол, который вручил главе экспедиции Медаль Кейна от Филадельфийского географического общества.
«Дискавери» был продан Компании Гудзонова залива менее чем за 20 % стоимости его постройки и превращён в торговое судно. В дальнейшем барк участвовал ещё в нескольких антарктических экспедициях как судно снабжения.

## Результаты экспедиции

### Итоги

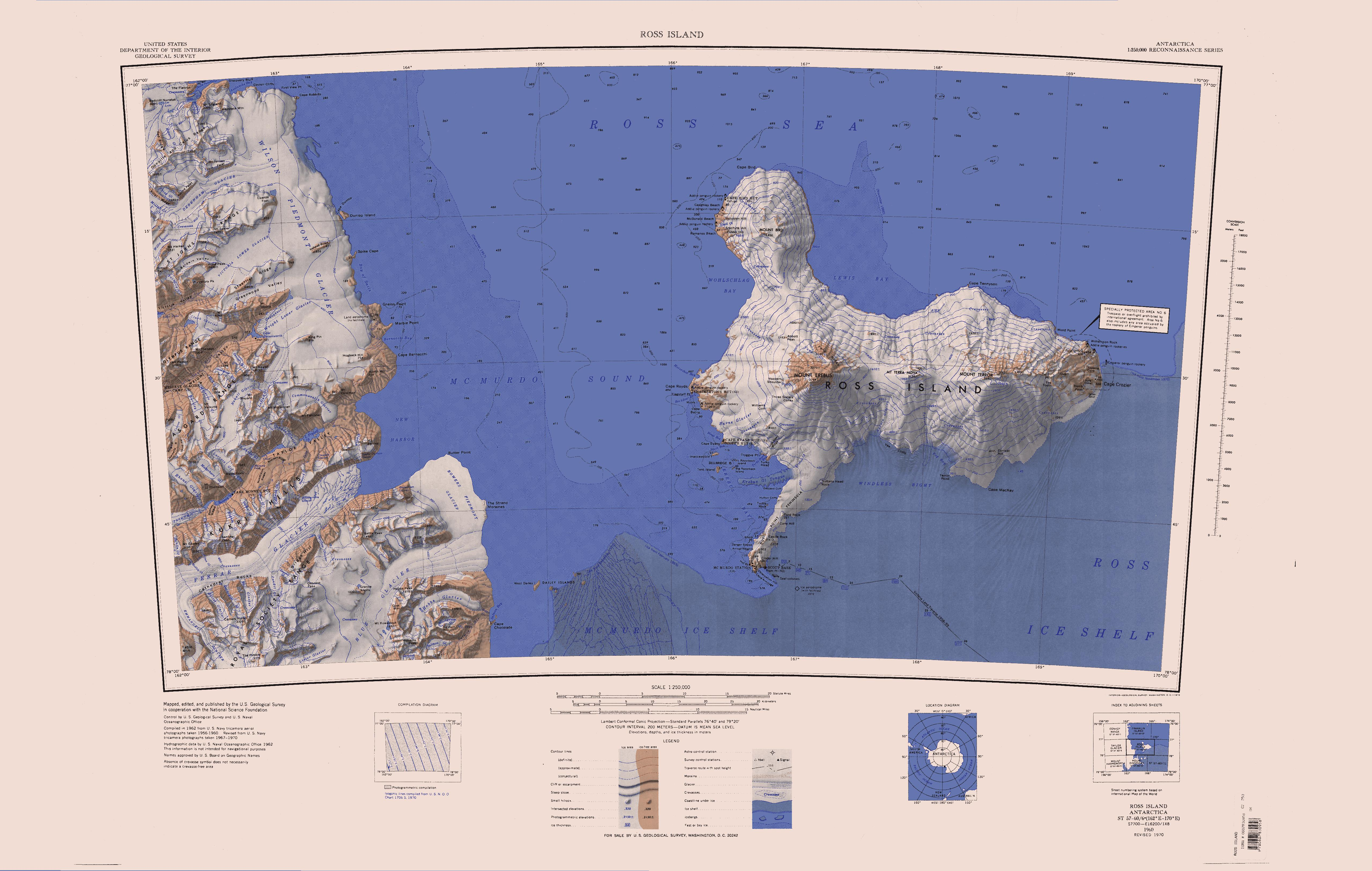
Остров Росса, пролив Мак-Мердо и окрестности (включая ледник Феррара и сухую долину Тэйлора). Топографическая карта United States Antarctic Resource Center of the US Geological Society

По мнению Т. Бомэна, экспедиция на «Дискавери» имела решающее значение для вступления Британии в «Героический век антарктических исследований». Из четырёх экспедиций, проходивших одновременно с ней, только Британская национальная возглавлялась военным моряком. Это было всецело результатом лобби Маркэма. Тем не менее Бомэн признавал, что под руководством Уильяма Брюса результаты были бы гораздо значительнее. Он отчасти соглашался с оценкой руководства Скотта как некомпетентного, приводя в пример тот факт, что после выхода из Новой Зеландии овец на борту «Дискавери» было больше, чем ездовых собак.
Главные открытия касались физической географии. На карту была нанесена Земля Эдуарда VII, внутренние районы которой ещё предстояло исследовать; было также получено доказательство того, что Земля Виктории — высокогорное плато. Экспедиция впервые использовала нарты и ездовых собак для путешествия по южным ледникам, достигнув 82°17′ ю. ш., несмотря на противодействие капитана Скотта и его недоверие к этому виду транспорта. Были открыты Трансантарктические горы и двуглавый пик Маркэм (4350 м). Всего на карту было нанесено более 200 гор и долин, что было исключительной заслугой двух топографов — Барна и Мулока; на определение вершин методом засечек потребовалось 10 недель. Были открыты сухие долины — антарктические оазисы, свободные от снега и льда, а также колонии императорских пингвинов на мысе Крозье. Были получены доказательства того, что барьер Росса — шельфовый ледник. Открытые геологами отпечатки доисторических растений показали, что в глубокой древности Антарктида была частью материка Гондвана. Было точно рассчитано положение Южного магнитного полюса. Кётлиц за время своих исследований собрал коллекцию в 540 единиц животных и растений Антарктиды и 288 образцов планктона, а кроме того, накопил огромную базу медицинских обследований команды на протяжении трёх лет. Однако в официальный отчёт экспедиции ничего из этого не вошло.

### Значение для географических открытий

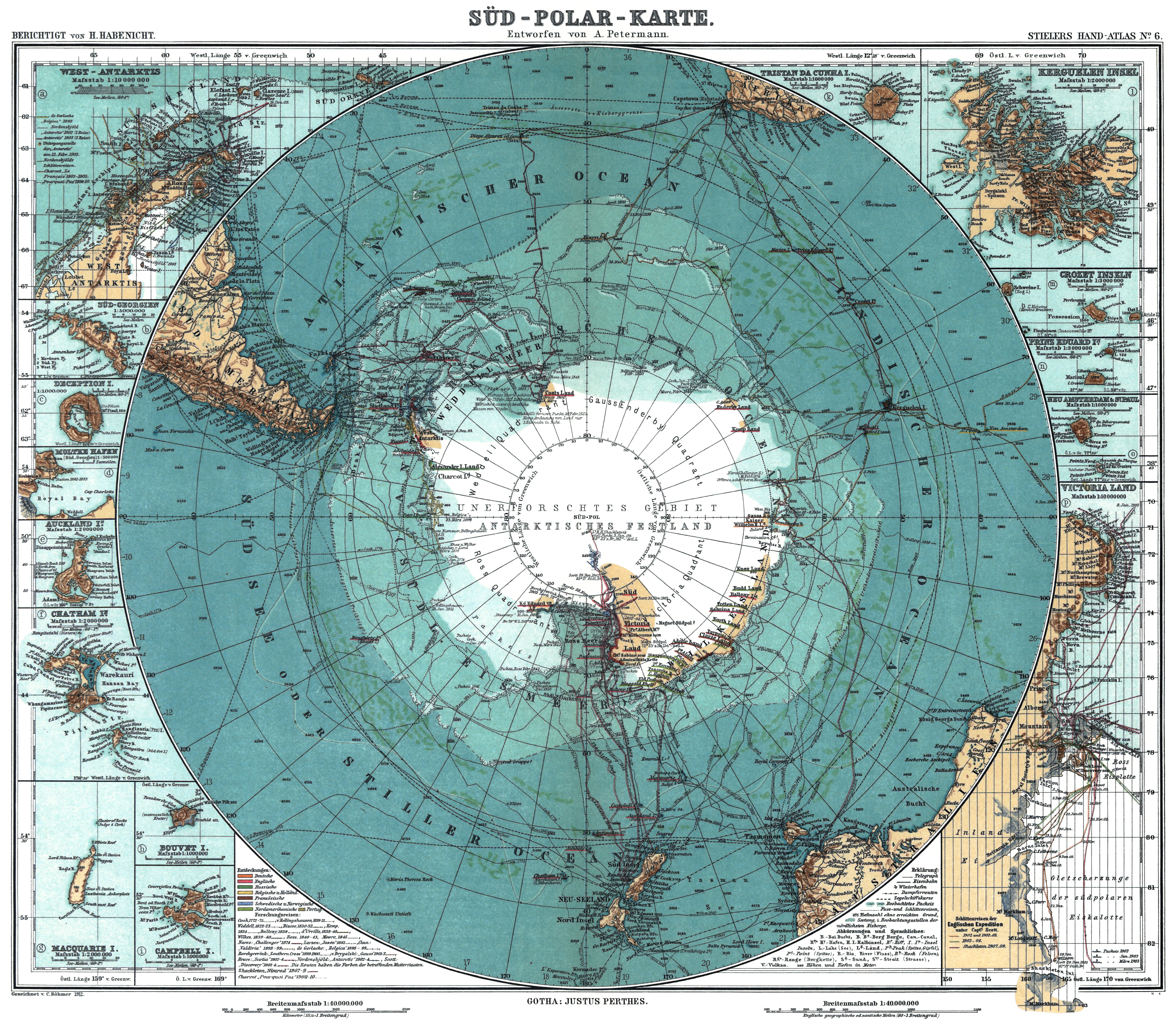
Карта Антарктики из Stielers Handatlas (Gotha, 1912). Во врезке в правом нижнем углу показаны маршруты Скотта 1902—1904 годов и Шеклтона в 1908—1909 годы

Географическая протяжённость походов экспедиции на «Дискавери» была невелика: участники санных партий прошли 1680 км, но картографировали из них всего 320. Бомэн писал, что «совокупно вряд ли это хороший результат за 51 000 фунтов, истраченных на научное судно. То же относится и к выполнению океанографической программы в высоких широтах». Вскоре после возвращения «Дискавери» в английском переводе вышла книга Свердрупа о путешествии на остров Элсмир. Во время своей экспедиции норвежцы преодолели на лыжах и санях с собачьими упряжками более 17 500 км и нанесли на карту более 100 000 квадратных миль новых земель, имея людей в шесть раз меньше и восьмикратно меньший бюджет, чем у Скотта. Значительно бо́льшими, чем у Скотта, были научные результаты путешествий Брюса, Шарко и Дригальского.
Российский гляциолог и историк полярных путешествий Владислав Корякин находил в деятельности Скотта множество положительных моментов. Во-первых, у руководителя проявились отличные навыки штурмана при работе на неисследованной местности. Во-вторых, Скотт первым зафиксировал и описал крайне важную для практики исследований смену метеообстановки на границе антарктических физико-географических ландшафтов — в частности, в зонах прорыва ледниковых языков к морю. С этим сталкивались в 1908 году Шеклтон на леднике Бирдмора и Амундсен на леднике Акселя Хейберга в 1912-м. С точки зрения В. Корякина, главным достижением Скотта было выявление комплекса факторов, определяющих будущее достижение Южного полюса. Ни одна из проходивших параллельно экспедиций — Дригальского, Норденшёльда и Шарко — аналогичной информации не получала.

Уже поэтому сводить результативность открытия Южного полюса лишь к чисто спортивному или национальному достижению означало обесценивать его как научное открытие общемирового уровня.
В. Корякин утверждал, что по данным исследований, организованных в рамках программы VII Международного географического конгресса в Берлине, Антарктида не представляла сколько-нибудь единой картины. По сведениям экспедиции Дригальского, в секторе Индийского океана континент имел монотонный рельеф оледенения. Напротив, экспедиции Скотта на Земле Виктории и Норденшёльда на Антарктическом полуострове обнаружили развитые горные системы, неизвестно как связанные друг с другом; то же касалось активных и потухших вулканов островов Росса и Десепшен. Указанные параллели также поднимали проблему гипотетического пролива между морями Уэдделла и Росса. Только открытие Южного полюса могло разрешить указанные вопросы. Именно Скотт определил самый короткий путь к полюсу — через сектор моря Росса.

### Историография

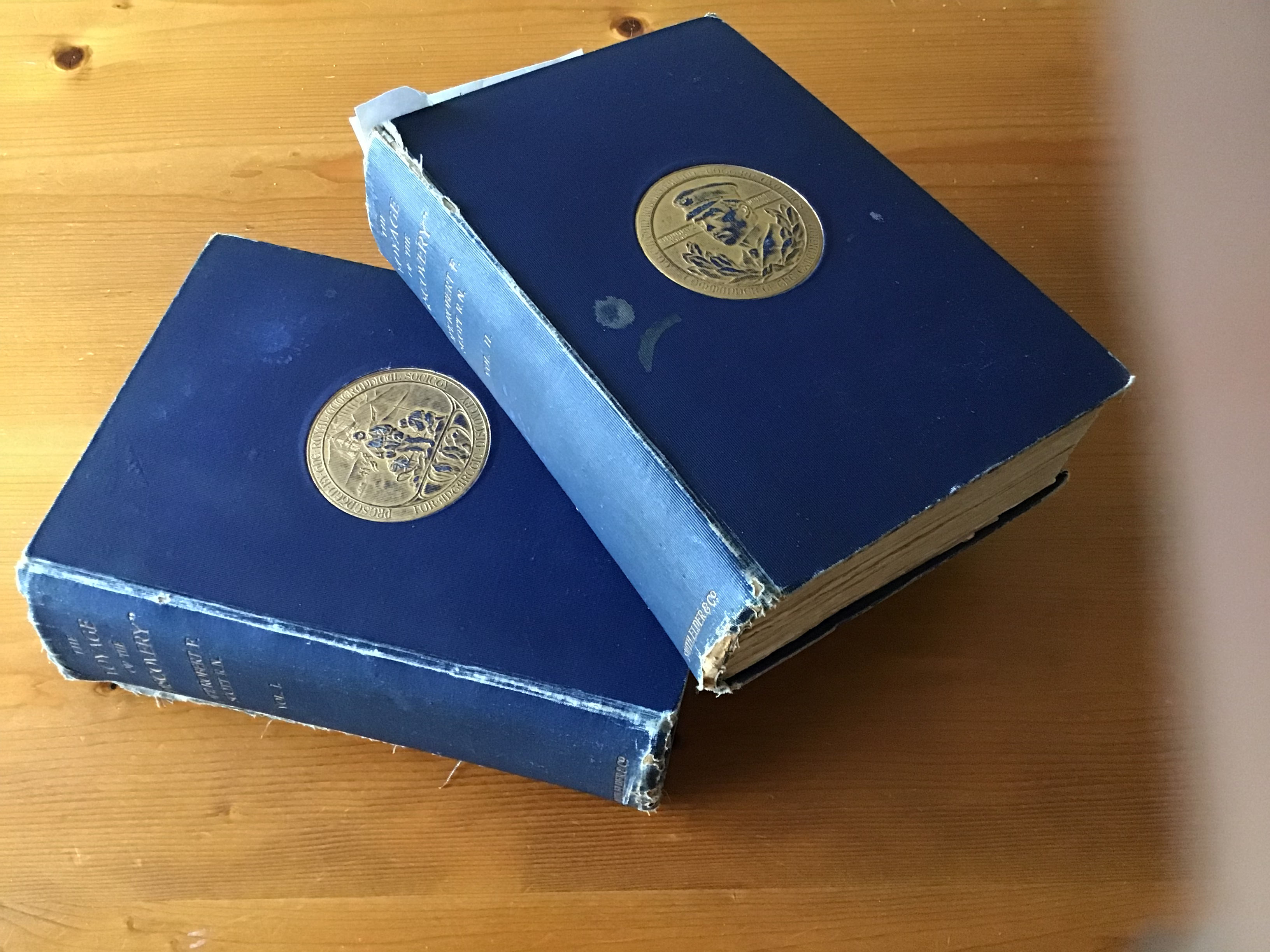
Книга Скотта «Путешествие на „Дискавери“». На переплёте вытиснены аверс и реверс Антарктической медали, которой был награждён глава экспедиции

Ещё до окончания предприятия «Дискавери» Шеклтон написал свою книгу о первом сезоне экспедиции, которая была опубликована с продолжением в журнале The Illustrated London News. При этом об Антарктике было так мало известно, что иллюстратор изобразил Шеклтона в окружении белых медведей.
В 1905 году вышла в свет книга Скотта «Путешествие на „Дискавери“», которая пользовалась популярностью у современников, несмотря на то, что стоила две гинеи (214 фунтов стерлингов в ценах 2018 года). Р. Хантфорд утверждал, что в известной степени это произведение можно сопоставлять с «Семью столпами мудрости» Лоуренса Аравийского, а литературный талант капитана позволил создать захватывающее повествование о «великих событиях на фоне ошеломляющей череды случайностей». Текст был стилизован под неотредактированные дневниковые записи, что позволяло создать эффект присутствия для несведущей публики. Главным фокусом книги и основой её сюжета был великий поход Скотта на Юг. Впрочем, капитан не удержался против выпадов в адрес Шеклтона, что усугубило их вражду.
События экспедиции на «Дискавери» рассматривались всеми без исключения биографами Р. Скотта и Э. Шеклтона, однако специализированная монография Т. Бомэна была выпущена только в 1999 году. Ранее, в 1994 году, Бомэн опубликовал историю экспедиции Борхгревинка. В своей рецензии Б. Риффенберг (Полярный институт им. Роберта Скотта, Кембридж) отмечал, что авторский подход, совмещённый с кропотливым изучением первоисточников, позволил отрешиться от окружения Скотта и показать действительный вклад в успех предприятия как Армитеджа и Кётлица, так и Скелтона, Ройдса, Барна.

## Комментарии
1. ↑  Земля Грейама, ныне определённая как северная часть Антарктического полуострова, в то время большинством географов считалась отдельным архипелагом, а не частью материковой Антарктиды
2. ↑  Здесь и далее расчёты произведены калькулятором Purchasing Power Calculator. Measuring Worth. Дата обращения: 28 января 2019.
3. ↑  Эдвард Уилсон в очерке антарктической фауны, помещённом в виде приложения ко второму тому «Путешествия на „Дискавери“», отмечал, что участники экспедиции встретили за полярным кругом три вида ластоногих: тюленя-крабоеда, тюленя Росса и тюленя Уэдделла[98].

### Первоисточники
- Scott R. The voyage of the 'Discovery'. — London : Macmillan & Co, 1905. — Vol. I. — 450 p.
- Scott R. The voyage of the 'Discovery'. — London : Macmillan & Co, 1905. — Vol. II. — 422 p.
- Кук Д. Путешествие к Южному полюсу и вокруг света / Пер. с англ. и комм. Света Я. М.; под науч. ред. и со вступ. ст. Магидовича И. П. — М. : Государственное издательство географической литературы, 1948. — 528 с.
- Пристли Р. Антарктическая одиссея: Северная партия экспедиции Р. Скотта / Пер. с англ.; предисловие Л. И. Дубровина. — Изд. 2-е. — Л. : Гидрометеоиздат, 1989. — 360 с. — ISBN 5-286-00405-9.
- Черри-Гаррард Э. Самое ужасное путешествие / Перевод с английского Р. М. Солодовник под редакцией и с предисловием В. С. Корякина. — Л. : Гидрометеоиздат, 1991. — 552 с. — ISBN 5-286-00326-5.

### Монографии и статьи
- Корякин В. С. Гонка за полюс. Кто был первым на Южном полюсе. — М. : Эксмо, 2012. — 288 с. — 3100 экз. — ISBN 978-5-699-54101-0.
- Ладлэм Г. Капитан Скотт / Перевод с английского В. Я. Голанта. Научный редактор кандидат географических наук Л. И. Дубровин. С предисловием академика А. Ф. Прянишникова. — Изд. 2-е, испр. — Л. : Гидрометеоиздат, 1989. — 288 с. — ISBN 5-286-00406-7.
- Саннес Т. Б. «Фрам»: приключения полярных экспедиций / Пер. с нем. А. Л. Маковкина. — Л.: Судостроение, 1991. — 272 с. — (Замечательные корабли). — 100 000 экз. — ISBN 5-7355-0120-8.
- Хантфорд Р. Покорение Южного полюса. Гонка лидеров / Пер. с англ. С. Филина. — М. : Манн, Иванов и Фельбер, 2012. — 640 с. — ISBN 978-5-91657-323-7.
- Baughman T. H[англ.]. Pilgrims on the ice: Robert Falcon Scott's first Antarctic expedition. — Lincoln : University of Nebraska Press[англ.], 1999. — xvii, 334 p. — ISBN 0-8032-1289-5.
- Baughman T. H. British National Antarctic (Discovery) Expedition (1901—1904) // Encylopedia of the Antarctic :  [англ.] / Beau Riffenburgh[англ.] (ed.). — New York : Routledge, 2007. — Vol. 1 : A—K. — P. 198—202. — ISBN 0415970245.
- Coleman E. The Royal Navy in Polar Exploration. — Stroud : Tempus Publishing Ltd., 2006. — Vol. 1: From Frobisher to Ross. — 352 p. — ISBN 0752436600.
- Crane D[англ.]. Scott of the Antarctic: A Life of Courage and Tragedy. — London : Alfred A. Knopf, 2005. — ISBN 0375415270.
- Fiennes R. Captain Scott. — London : Hodder & Stoughton[англ.], 2003. — 508 p. — ISBN 0340826983.
- Fisher, Margery[англ.] and James[англ.]. Shackleton. — London : James Barrie Books Ltd, 1957. — 559 p.
- Guly H. Dr Reginald Koettlitz (1860-1916): Arctic and Antarctic explorer // The Journal of Medical Biography[англ.]. — 2012. — Vol. 20, no. 4. — P. 141—147. — doi:10.1258/jmb.2011.011010.
- Jones A. A. Scott's Forgotten Surgeon: Dr Reginald Koettlitz, Polar Explorer. — Dunbeath : Whittles Publishing Ltd., 2011. — 224 p. — ISBN 978-184995-038-1.
- Paine L. P. Ships of Discovery and Exploration. — Houghton Mifflin Harcourt[англ.], 2000. — 188 p. — ISBN 0395984157.
- Preston D. A First Rate Tragedy : Robert Falcon Scott and the Race to the South Pole. — Boston : Houghton Mifflin, 1999. — 256 p. — ISBN 0094795304.
- Riffenburgh B[англ.]. Pilgrims on the Ice: Robert Falcon Scott's First Antarctic Expedition. T. H. Baughman. 1999. Lincoln and London: University of Nebraska Press, xvii + 334 p, illustrated, hard cover. ISBN 0-8032-1289-5. £29.95 // Polar Record[англ.]. — 2001. — Vol. 37, no. 200. — P. 75. — doi:10.1017/S0032247400026838.
- Yelverton D. E. Antarctica unveiled : Scott's first expedition and the quest for the unknown continent / with a foreword by HRH Philip, Duke of Edinburgh ; introduction by Robert Swan. — Boulder : University Press of Colorado, 2000. — xxxii, 472 p. — ISBN 0-87081-582-2.